# Lista över matchresultat i Fotbollsallsvenskan 2017
Lista över matchresultat i Fotbollsallsvenskan 2017. Ligan startade den 1 april klockan 13:00 (UTC+2) med matchen IFK Göteborg–Malmö FF på Nya Ullevi, en match som slutade 1–1 framför 32 129 åskådare.
  Tabell uppdaterad 5 november 2017
| Nr | Lag                | S  | V  | O  | F  | GM | IM | MS  | P  |
| -- | ------------------ | -- | -- | -- | -- | -- | -- | --- | -- |
| 1  | Malmö FF (RM)      | 30 | 19 | 7  | 4  | 63 | 27 | +36 | 64 |
| 2  | AIK                | 30 | 16 | 9  | 5  | 47 | 22 | +25 | 57 |
| 3  | Djurgårdens IF     | 30 | 15 | 8  | 7  | 54 | 30 | +24 | 53 |
| 4  | BK Häcken          | 30 | 14 | 10 | 6  | 42 | 28 | +14 | 52 |
| 5  | Östersunds FK      | 30 | 13 | 11 | 6  | 48 | 32 | +16 | 50 |
| 6  | IFK Norrköping     | 30 | 14 | 6  | 10 | 45 | 40 | +5  | 48 |
| 7  | IK Sirius (U)      | 30 | 11 | 7  | 12 | 46 | 51 | −5  | 40 |
| 8  | IF Elfsborg        | 30 | 10 | 9  | 11 | 53 | 59 | −6  | 39 |
| 9  | Hammarby IF        | 30 | 9  | 11 | 10 | 42 | 43 | −1  | 38 |
| 10 | IFK Göteborg       | 30 | 9  | 10 | 11 | 42 | 40 | +2  | 37 |
| 11 | Örebro SK          | 30 | 10 | 6  | 14 | 38 | 54 | −16 | 36 |
| 12 | Kalmar FF          | 30 | 9  | 5  | 16 | 30 | 49 | −19 | 32 |
| 13 | GIF Sundsvall      | 30 | 7  | 10 | 13 | 29 | 46 | −17 | 31 |
| 14 | Jönköpings Södra   | 30 | 6  | 12 | 12 | 31 | 46 | −15 | 30 |
| 15 | Halmstads BK (U)   | 30 | 5  | 9  | 16 | 29 | 45 | −16 | 24 |
| 16 | AFC Eskilstuna (U) | 30 | 4  | 8  | 18 | 28 | 55 | −27 | 20 |

| Hemma \ Borta    | AFC | AIK | BKH | DIF | GIF | HBK | HIF | IFE | IFKG | IFKN | IKS | JS  | KFF | MFF | ÖSK | ÖFK |
| AFC Eskilstuna   | —   | 1–3 | 0–0 | 1–2 | 1–2 | 0–0 | 0–0 | 2–3 | 1–0  | 1–2  | 1–3 | 1–1 | 2–1 | 3–1 | 2–2 | 1–3 |
| AIK              | 1–1 | —   | 0–0 | 1–1 | 0–0 | 4–1 | 1–2 | 5–2 | 2–1  | 1–0  | 1–0 | 2–0 | 0–1 | 0–1 | 1–0 | 2–2 |
| BK Häcken        | 3–0 | 1–6 | —   | 0–0 | 2–0 | 2–1 | 2–0 | 3–0 | 4–0  | 1–2  | 2–2 | 3–1 | 2–0 | 0–1 | 1–1 | 0–1 |
| Djurgårdens IF   | 4–1 | 0–1 | 1–1 | —   | 2–1 | 2–1 | 1–1 | 3–0 | 1–0  | 3–3  | 0–2 | 0–0 | 4–1 | 0–1 | 4–1 | 3–0 |
| GIF Sundsvall    | 3–1 | 0–0 | 1–2 | 0–5 | —   | 1–0 | 1–4 | 1–1 | 0–4  | 2–2  | 1–2 | 0–0 | 1–3 | 0–1 | 2–1 | 1–1 |
| Halmstads BK     | 1–1 | 0–1 | 0–3 | 0–1 | 2–2 | —   | 1–2 | 1–1 | 1–2  | 2–1  | 0–3 | 6–1 | 1–1 | 0–3 | 0–0 | 1–0 |
| Hammarby IF      | 4–0 | 1–1 | 1–2 | 3–1 | 0–0 | 1–3 | —   | 2–1 | 2–1  | 0–2  | 3–3 | 2–2 | 1–1 | 1–1 | 3–1 | 2–2 |
| IF Elfsborg      | 2–1 | 1–2 | 2–0 | 2–2 | 2–1 | 1–0 | 3–0 | —   | 1–2  | 3–3  | 0–2 | 3–0 | 2–2 | 1–2 | 3–0 | 4–4 |
| IFK Göteborg     | 1–1 | 2–1 | 1–1 | 1–3 | 0–3 | 1–1 | 1–1 | 1–1 | —    | 4–1  | 4–0 | 1–1 | 3–0 | 1–1 | 2–2 | 0–1 |
| IFK Norrköping   | 1–0 | 0–0 | 4–1 | 0–1 | 0–0 | 3–2 | 2–1 | 1–3 | 2–0  | —    | 0–2 | 3–0 | 2–0 | 1–3 | 2–0 | 0–2 |
| IK Sirius        | 1–0 | 1–4 | 2–2 | 2–0 | 0–1 | 2–1 | 1–1 | 4–1 | 0–2  | 0–1  | —   | 1–1 | 3–0 | 0–4 | 3–4 | 0–5 |
| Jönköpings Södra | 1–0 | 2–1 | 0–1 | 1–1 | 2–2 | 2–2 | 1–0 | 2–2 | 0–2  | 1–2  | 3–1 | —   | 2–0 | 1–2 | 1–2 | 0–0 |
| Kalmar FF        | 2–0 | 0–1 | 0–1 | 0–2 | 3–0 | 2–0 | 2–0 | 1–5 | 1–0  | 1–1  | 4–2 | 1–3 | —   | 0–0 | 0–1 | 2–1 |
| Malmö FF         | 3–2 | 0–0 | 1–2 | 3–2 | 2–0 | 2–0 | 4–0 | 6–0 | 2–2  | 1–2  | 3–3 | 2–0 | 6–0 | —   | 2–1 | 2–1 |
| Örebro SK        | 2–3 | 1–2 | 0–0 | 0–4 | 0–2 | 0–1 | 0–3 | 2–2 | 4–2  | 4–2  | 2–1 | 2–1 | 1–0 | 2–1 | —   | 2–1 |
| Östersunds FK    | 3–0 | 0–3 | 0–0 | 2–1 | 3–1 | 0–0 | 2–1 | 4–1 | 1–1  | 1–0  | 0–0 | 1–1 | 2–1 | 2–2 | 3–0 | —   |

## Matcher

### Omgång 1
| 1           | 1 april 2017 | IFK Göteborg    | 1 – 1           | Malmö FF          | Nya Ullevi                                                     |                                                                |
| 13:00 UTC+2 | 13:00 UTC+2  | Mikael Boman 8′ | (1 – 1) Rapport | 34′ Paweł Cibicki | Göteborg Publik: 32 129 Domare: Stefan Johannesson (Stockholm) | Göteborg Publik: 32 129 Domare: Stefan Johannesson (Stockholm) |
| 13:00 UTC+2 | 13:00 UTC+2  |                 |                 |                   | Göteborg Publik: 32 129 Domare: Stefan Johannesson (Stockholm) | Göteborg Publik: 32 129 Domare: Stefan Johannesson (Stockholm) |
| 13:00 UTC+2 | 13:00 UTC+2  |                 |                 |                   | Göteborg Publik: 32 129 Domare: Stefan Johannesson (Stockholm) | Göteborg Publik: 32 129 Domare: Stefan Johannesson (Stockholm) |

| 2           | 1 april 2017 | Halmstads BK          | 1 – 0           | Östersunds FK | Örjans vall                                             |                                                         |
| 16:00 UTC+2 | 16:00 UTC+2  | Sead Haksabanovic 38′ | (1 – 0) Rapport |               | Halmstad Publik: 5 223 Domare: Jonas Eriksson (Sigtuna) | Halmstad Publik: 5 223 Domare: Jonas Eriksson (Sigtuna) |
| 16:00 UTC+2 | 16:00 UTC+2  |                       |                 |               | Halmstad Publik: 5 223 Domare: Jonas Eriksson (Sigtuna) | Halmstad Publik: 5 223 Domare: Jonas Eriksson (Sigtuna) |
| 16:00 UTC+2 | 16:00 UTC+2  |                       |                 |               | Halmstad Publik: 5 223 Domare: Jonas Eriksson (Sigtuna) | Halmstad Publik: 5 223 Domare: Jonas Eriksson (Sigtuna) |

| 3           | 2 april 2017 | GIF Sundsvall                                               | 3 – 1           | AFC Eskilstuna | Idrottsparken                                           |                                                         |
| 15:00 UTC+2 | 15:00 UTC+2  | Peter Wilson 31′ Lars Krogh Gerson 41′ Markus Danielson 51′ | (2 – 1) Rapport | 25′ Saša Matić | Sundsvall Publik: 3 549 Domare: Glenn Nyberg (Borlänge) | Sundsvall Publik: 3 549 Domare: Glenn Nyberg (Borlänge) |
| 15:00 UTC+2 | 15:00 UTC+2  |                                                             |                 |                | Sundsvall Publik: 3 549 Domare: Glenn Nyberg (Borlänge) | Sundsvall Publik: 3 549 Domare: Glenn Nyberg (Borlänge) |
| 15:00 UTC+2 | 15:00 UTC+2  |                                                             |                 |                | Sundsvall Publik: 3 549 Domare: Glenn Nyberg (Borlänge) | Sundsvall Publik: 3 549 Domare: Glenn Nyberg (Borlänge) |

| 4           | 2 april 2017 | AIK | 0 – 0           | BK Häcken | Friends Arena                                             |                                                           |
| 15:00 UTC+2 | 15:00 UTC+2  |     | (0 – 0) Rapport |           | Stockholm Publik: 26 812 Domare: Andreas Ekberg (Bjärred) | Stockholm Publik: 26 812 Domare: Andreas Ekberg (Bjärred) |
| 15:00 UTC+2 | 15:00 UTC+2  |     |                 |           | Stockholm Publik: 26 812 Domare: Andreas Ekberg (Bjärred) | Stockholm Publik: 26 812 Domare: Andreas Ekberg (Bjärred) |
| 15:00 UTC+2 | 15:00 UTC+2  |     |                 |           | Stockholm Publik: 26 812 Domare: Andreas Ekberg (Bjärred) | Stockholm Publik: 26 812 Domare: Andreas Ekberg (Bjärred) |

| 5           | 2 april 2017 | IFK Norrköping                              | 2 – 1           | Hammarby IF                       | Östgötaporten                                                   |                                                                 |
| 17:30 UTC+2 | 17:30 UTC+2  | Sebastian Andersson 24′ Filip Dagerstål 41′ | (2 – 0) Rapport | 90+1′ Rômulo Cabral Pereira Pinto | Norrköping Publik: 14 533 Domare: Kristoffer Karlsson (Höganäs) | Norrköping Publik: 14 533 Domare: Kristoffer Karlsson (Höganäs) |
| 17:30 UTC+2 | 17:30 UTC+2  |                                             |                 |                                   | Norrköping Publik: 14 533 Domare: Kristoffer Karlsson (Höganäs) | Norrköping Publik: 14 533 Domare: Kristoffer Karlsson (Höganäs) |
| 17:30 UTC+2 | 17:30 UTC+2  |                                             |                 |                                   | Norrköping Publik: 14 533 Domare: Kristoffer Karlsson (Höganäs) | Norrköping Publik: 14 533 Domare: Kristoffer Karlsson (Höganäs) |

| 6           | 3 april 2017 | Kalmar FF                         | 1 – 5           | IF Elfsborg                                                    | Guldfågeln Arena                                          |                                                           |
| 19:00 UTC+2 | 19:00 UTC+2  | Romário Pereira Sipião 50′ (str.) | (0 – 0) Rapport | 58′ Per Frick 65′, 77′ Daniel Gustavsson 75′, 88′ Issam Jebali | Kalmar Publik: 7 223 Domare: Markus Strömbergsson (Gävle) | Kalmar Publik: 7 223 Domare: Markus Strömbergsson (Gävle) |
| 19:00 UTC+2 | 19:00 UTC+2  |                                   |                 |                                                                | Kalmar Publik: 7 223 Domare: Markus Strömbergsson (Gävle) | Kalmar Publik: 7 223 Domare: Markus Strömbergsson (Gävle) |
| 19:00 UTC+2 | 19:00 UTC+2  |                                   |                 |                                                                | Kalmar Publik: 7 223 Domare: Markus Strömbergsson (Gävle) | Kalmar Publik: 7 223 Domare: Markus Strömbergsson (Gävle) |

| 7           | 3 april 2017 | Djurgårdens IF | 0 – 2           | IK Sirius               | Tele2 Arena                                                   |                                                               |
| 19:00 UTC+2 | 19:00 UTC+2  |                | (0 – 0) Rapport | 54′, 55′ Kingsley Sarfo | Stockholm Publik: 26 648 Domare: Mohammed Al-Hakim (Västerås) | Stockholm Publik: 26 648 Domare: Mohammed Al-Hakim (Västerås) |
| 19:00 UTC+2 | 19:00 UTC+2  |                |                 |                         | Stockholm Publik: 26 648 Domare: Mohammed Al-Hakim (Västerås) | Stockholm Publik: 26 648 Domare: Mohammed Al-Hakim (Västerås) |
| 19:00 UTC+2 | 19:00 UTC+2  |                |                 |                         | Stockholm Publik: 26 648 Domare: Mohammed Al-Hakim (Västerås) | Stockholm Publik: 26 648 Domare: Mohammed Al-Hakim (Västerås) |

| 8           | 3 april 2017 | Örebro SK                        | 2 – 1           | Jönköpings Södra | Behrn Arena                                           |                                                       |
| 19:00 UTC+2 | 19:00 UTC+2  | Ferhad Ayaz 14′ Nahir Besara 81′ | (1 – 0) Rapport | 48′ Daryl Smylie | Örebro Publik: 7 073 Domare: Bojan Pandzic (Göteborg) | Örebro Publik: 7 073 Domare: Bojan Pandzic (Göteborg) |
| 19:00 UTC+2 | 19:00 UTC+2  |                                  |                 |                  | Örebro Publik: 7 073 Domare: Bojan Pandzic (Göteborg) | Örebro Publik: 7 073 Domare: Bojan Pandzic (Göteborg) |
| 19:00 UTC+2 | 19:00 UTC+2  |                                  |                 |                  | Örebro Publik: 7 073 Domare: Bojan Pandzic (Göteborg) | Örebro Publik: 7 073 Domare: Bojan Pandzic (Göteborg) |

### Omgång 2
| 9           | 8 april 2017 | AFC Eskilstuna              | 2 – 2           | Örebro SK                                 | Tunavallen                                                    |                                                               |
| 16:00 UTC+2 | 16:00 UTC+2  | Mohamed Buya Turay 47′, 87′ | (0 – 0) Rapport | 65′ Filip Rogic 90+2′ Kennedy Igboananike | Eskilstuna Publik: 4 611 Domare: Mohammed Al-Hakim (Västerås) | Eskilstuna Publik: 4 611 Domare: Mohammed Al-Hakim (Västerås) |
| 16:00 UTC+2 | 16:00 UTC+2  |                             |                 |                                           | Eskilstuna Publik: 4 611 Domare: Mohammed Al-Hakim (Västerås) | Eskilstuna Publik: 4 611 Domare: Mohammed Al-Hakim (Västerås) |
| 16:00 UTC+2 | 16:00 UTC+2  |                             |                 |                                           | Eskilstuna Publik: 4 611 Domare: Mohammed Al-Hakim (Västerås) | Eskilstuna Publik: 4 611 Domare: Mohammed Al-Hakim (Västerås) |

| 10          | 9 april 2017 | Hammarby IF         | 1 – 1           | Kalmar FF      | Tele2 Arena                                             |                                                         |
| 15:00 UTC+2 | 15:00 UTC+2  | Björn Paulsen 90+4′ | (0 – 1) Rapport | 14′ Papa Diouf | Stockholm Publik: 30 671 Domare: Kaspar Sjöberg (Malmö) | Stockholm Publik: 30 671 Domare: Kaspar Sjöberg (Malmö) |
| 15:00 UTC+2 | 15:00 UTC+2  |                     |                 |                | Stockholm Publik: 30 671 Domare: Kaspar Sjöberg (Malmö) | Stockholm Publik: 30 671 Domare: Kaspar Sjöberg (Malmö) |
| 15:00 UTC+2 | 15:00 UTC+2  |                     |                 |                | Stockholm Publik: 30 671 Domare: Kaspar Sjöberg (Malmö) | Stockholm Publik: 30 671 Domare: Kaspar Sjöberg (Malmö) |

| 11          | 9 april 2017 | Östersunds FK  | 1 – 0           | IFK Norrköping | Jämtkraft Arena                                               |                                                               |
| 15:00 UTC+2 | 15:00 UTC+2  | Hosam Aiesh 5′ | (1 – 0) Rapport |                | Östersund Publik: 4 644 Domare: Stefan Johanesson (Stockholm) | Östersund Publik: 4 644 Domare: Stefan Johanesson (Stockholm) |
| 15:00 UTC+2 | 15:00 UTC+2  |                |                 |                | Östersund Publik: 4 644 Domare: Stefan Johanesson (Stockholm) | Östersund Publik: 4 644 Domare: Stefan Johanesson (Stockholm) |
| 15:00 UTC+2 | 15:00 UTC+2  |                |                 |                | Östersund Publik: 4 644 Domare: Stefan Johanesson (Stockholm) | Östersund Publik: 4 644 Domare: Stefan Johanesson (Stockholm) |

| 12          | 9 april 2017 | IK Sirius | 0 – 2           | IFK Göteborg                         | Studenternas IP                                        |                                                        |
| 17:30 UTC+2 | 17:30 UTC+2  |           | (0 – 2) Rapport | 63′ Mikkel Diskerud 85′ Mikael Boman | Uppsala Publik: 7 248 Domare: Andreas Ekberg (Bjärred) | Uppsala Publik: 7 248 Domare: Andreas Ekberg (Bjärred) |
| 17:30 UTC+2 | 17:30 UTC+2  |           |                 |                                      | Uppsala Publik: 7 248 Domare: Andreas Ekberg (Bjärred) | Uppsala Publik: 7 248 Domare: Andreas Ekberg (Bjärred) |
| 17:30 UTC+2 | 17:30 UTC+2  |           |                 |                                      | Uppsala Publik: 7 248 Domare: Andreas Ekberg (Bjärred) | Uppsala Publik: 7 248 Domare: Andreas Ekberg (Bjärred) |

| 13          | 9 april 2017 | Jönköpings Södra               | 2 – 2           | Halmstads BK                                    | Stadsparksvallen                                           |                                                            |
| 17:30 UTC+2 | 17:30 UTC+2  | Robert Gojani 17′ Tom Siwe 51′ | (1 – 0) Rapport | 52′ Sead Haksabanovic 76′ Alexander Ruud Tveter | Jönköping Publik: 4 214 Domare: Magnus Lindgren (Göteborg) | Jönköping Publik: 4 214 Domare: Magnus Lindgren (Göteborg) |
| 17:30 UTC+2 | 17:30 UTC+2  |                                |                 |                                                 | Jönköping Publik: 4 214 Domare: Magnus Lindgren (Göteborg) | Jönköping Publik: 4 214 Domare: Magnus Lindgren (Göteborg) |
| 17:30 UTC+2 | 17:30 UTC+2  |                                |                 |                                                 | Jönköping Publik: 4 214 Domare: Magnus Lindgren (Göteborg) | Jönköping Publik: 4 214 Domare: Magnus Lindgren (Göteborg) |

| 14          | 9 april 2017 | BK Häcken | 0 – 0           | Djurgårdens IF | Bravida Arena                                          |                                                        |
| 17:30 UTC+2 | 17:30 UTC+2  |           | (0 – 0) Rapport |                | Göteborg Publik: 5 541 Domare: Glenn Nyberg (Borlänge) | Göteborg Publik: 5 541 Domare: Glenn Nyberg (Borlänge) |
| 17:30 UTC+2 | 17:30 UTC+2  |           |                 |                | Göteborg Publik: 5 541 Domare: Glenn Nyberg (Borlänge) | Göteborg Publik: 5 541 Domare: Glenn Nyberg (Borlänge) |
| 17:30 UTC+2 | 17:30 UTC+2  |           |                 |                | Göteborg Publik: 5 541 Domare: Glenn Nyberg (Borlänge) | Göteborg Publik: 5 541 Domare: Glenn Nyberg (Borlänge) |

| 15          | 10 april 2017 | IF Elfsborg   | 1 – 2           | AIK                                | Borås Arena                                    |                                                |
| 19:00 UTC+2 | 19:00 UTC+2   | Per Frick 36′ | (1 – 1) Rapport | 26′ Henok Goitom 47′ Jesper Nyholm | Borås Publik: 9 335 Domare: Johan Hamlin (Bro) | Borås Publik: 9 335 Domare: Johan Hamlin (Bro) |
| 19:00 UTC+2 | 19:00 UTC+2   |               |                 |                                    | Borås Publik: 9 335 Domare: Johan Hamlin (Bro) | Borås Publik: 9 335 Domare: Johan Hamlin (Bro) |
| 19:00 UTC+2 | 19:00 UTC+2   |               |                 |                                    | Borås Publik: 9 335 Domare: Johan Hamlin (Bro) | Borås Publik: 9 335 Domare: Johan Hamlin (Bro) |

| 16          | 11 april 2017 | Malmö FF                                | 2 – 0           | GIF Sundsvall | Swedbank Stadion                                     |                                                      |
| 18:30 UTC+2 | 18:30 UTC+2   | Behrang Safari 35′ Markus Rosenberg 60′ | (1 – 0) Rapport |               | Malmö Publik: 18 378 Domare: Patrik Eriksson (Gävle) | Malmö Publik: 18 378 Domare: Patrik Eriksson (Gävle) |
| 18:30 UTC+2 | 18:30 UTC+2   |                                         |                 |               | Malmö Publik: 18 378 Domare: Patrik Eriksson (Gävle) | Malmö Publik: 18 378 Domare: Patrik Eriksson (Gävle) |
| 18:30 UTC+2 | 18:30 UTC+2   |                                         |                 |               | Malmö Publik: 18 378 Domare: Patrik Eriksson (Gävle) | Malmö Publik: 18 378 Domare: Patrik Eriksson (Gävle) |

### Omgång 3
| 17          | 16 april 2017 | Halmstads BK | 0 – 3           | Malmö FF                                       | Örjans vall                                            |                                                        |
| 15:00 UTC+2 | 15:00 UTC+2   |              | (0 – 2) Rapport | 35′ Anders Christiansen 38′, 63′ Paweł Cibicki | Halmstad Publik: 8 297 Domare: Glenn Nyberg (Borlänge) | Halmstad Publik: 8 297 Domare: Glenn Nyberg (Borlänge) |
| 15:00 UTC+2 | 15:00 UTC+2   |              |                 |                                                | Halmstad Publik: 8 297 Domare: Glenn Nyberg (Borlänge) | Halmstad Publik: 8 297 Domare: Glenn Nyberg (Borlänge) |
| 15:00 UTC+2 | 15:00 UTC+2   |              |                 |                                                | Halmstad Publik: 8 297 Domare: Glenn Nyberg (Borlänge) | Halmstad Publik: 8 297 Domare: Glenn Nyberg (Borlänge) |

| 18          | 16 april 2017 | Örebro SK                           | 2 – 1           | Östersunds FK  | Behrn Arena                                           |                                                       |
| 15:00 UTC+2 | 15:00 UTC+2   | Michael Omoh 34′ Sebastian Ring 57′ | (1 – 0) Rapport | 89′ Brwa Nouri | Örebro Publik: 5 947 Domare: Bojan Pandzic (Göteborg) | Örebro Publik: 5 947 Domare: Bojan Pandzic (Göteborg) |
| 15:00 UTC+2 | 15:00 UTC+2   |                                     |                 |                | Örebro Publik: 5 947 Domare: Bojan Pandzic (Göteborg) | Örebro Publik: 5 947 Domare: Bojan Pandzic (Göteborg) |
| 15:00 UTC+2 | 15:00 UTC+2   |                                     |                 |                | Örebro Publik: 5 947 Domare: Bojan Pandzic (Göteborg) | Örebro Publik: 5 947 Domare: Bojan Pandzic (Göteborg) |

| 19          | 16 april 2017 | GIF Sundsvall                 | 1 – 2           | BK Häcken                                  | Idrottsparken                                                 |                                                               |
| 17:30 UTC+2 | 17:30 UTC+2   | Kristinn Freyr Sigurðsson 58′ | (0 – 2) Rapport | 21′ Alexander Farnerud 26′ Alhassan Kamara | Sundsvall Publik: 3 055 Domare: Kristoffer Karlsson (Höganäs) | Sundsvall Publik: 3 055 Domare: Kristoffer Karlsson (Höganäs) |
| 17:30 UTC+2 | 17:30 UTC+2   |                               |                 |                                            | Sundsvall Publik: 3 055 Domare: Kristoffer Karlsson (Höganäs) | Sundsvall Publik: 3 055 Domare: Kristoffer Karlsson (Höganäs) |
| 17:30 UTC+2 | 17:30 UTC+2   |                               |                 |                                            | Sundsvall Publik: 3 055 Domare: Kristoffer Karlsson (Höganäs) | Sundsvall Publik: 3 055 Domare: Kristoffer Karlsson (Höganäs) |

| 20          | 16 april 2017 | Djurgårdens IF                                        | 3 – 0           | IF Elfsborg | Tele2 Arena                                               |                                                           |
| 17:30 UTC+2 | 17:30 UTC+2   | Gustav Engvall 2′ Kerim Mrabti 5′ Magnus Eriksson 51′ | (2 – 0) Rapport |             | Stockholm Publik: 11 435 Domare: Andreas Ekberg (Bjärred) | Stockholm Publik: 11 435 Domare: Andreas Ekberg (Bjärred) |
| 17:30 UTC+2 | 17:30 UTC+2   |                                                       |                 |             | Stockholm Publik: 11 435 Domare: Andreas Ekberg (Bjärred) | Stockholm Publik: 11 435 Domare: Andreas Ekberg (Bjärred) |
| 17:30 UTC+2 | 17:30 UTC+2   |                                                       |                 |             | Stockholm Publik: 11 435 Domare: Andreas Ekberg (Bjärred) | Stockholm Publik: 11 435 Domare: Andreas Ekberg (Bjärred) |

| 21          | 17 april 2017 | Kalmar FF                  | 1 – 3           | Jönköpings Södra                                        | Guldfågeln Arena                                            |                                                             |
| 15:00 UTC+2 | 15:00 UTC+2   | Romário Pereira Sipião 43′ | (1 – 3) Rapport | 5′ Robert Gojani 16′ Árni Vilhjálmsson 31′ Tommy Thelin | Kalmar Publik: 4 698 Domare: Stefan Johannesson (Stockholm) | Kalmar Publik: 4 698 Domare: Stefan Johannesson (Stockholm) |
| 15:00 UTC+2 | 15:00 UTC+2   |                            |                 |                                                         | Kalmar Publik: 4 698 Domare: Stefan Johannesson (Stockholm) | Kalmar Publik: 4 698 Domare: Stefan Johannesson (Stockholm) |
| 15:00 UTC+2 | 15:00 UTC+2   |                            |                 |                                                         | Kalmar Publik: 4 698 Domare: Stefan Johannesson (Stockholm) | Kalmar Publik: 4 698 Domare: Stefan Johannesson (Stockholm) |

| 22          | 17 april 2017 | AIK                     | 1 – 2           | Hammarby IF                     | Friends Arena                                             |                                                           |
| 15:00 UTC+2 | 15:00 UTC+2   | Nils-Eric Johansson 14′ | (1 – 1) Rapport | 18′ Arnór Smárason 79′ Pa Dibba | Stockholm Publik: 32 318 Domare: Jonas Eriksson (Sigtuna) | Stockholm Publik: 32 318 Domare: Jonas Eriksson (Sigtuna) |
| 15:00 UTC+2 | 15:00 UTC+2   |                         |                 |                                 | Stockholm Publik: 32 318 Domare: Jonas Eriksson (Sigtuna) | Stockholm Publik: 32 318 Domare: Jonas Eriksson (Sigtuna) |
| 15:00 UTC+2 | 15:00 UTC+2   |                         |                 |                                 | Stockholm Publik: 32 318 Domare: Jonas Eriksson (Sigtuna) | Stockholm Publik: 32 318 Domare: Jonas Eriksson (Sigtuna) |

| 23          | 17 april 2017 | IFK Norrköping | 0 – 2           | IK Sirius                                | Östgötaporten                                           |                                                         |
| 17:30 UTC+2 | 17:30 UTC+2   |                | (0 – 0) Rapport | 70′ Moses Ogbu 90+5′ Christer Gustafsson | Norrköping Publik: 7 083 Domare: Kaspar Sjöberg (Malmö) | Norrköping Publik: 7 083 Domare: Kaspar Sjöberg (Malmö) |
| 17:30 UTC+2 | 17:30 UTC+2   |                |                 |                                          | Norrköping Publik: 7 083 Domare: Kaspar Sjöberg (Malmö) | Norrköping Publik: 7 083 Domare: Kaspar Sjöberg (Malmö) |
| 17:30 UTC+2 | 17:30 UTC+2   |                |                 |                                          | Norrköping Publik: 7 083 Domare: Kaspar Sjöberg (Malmö) | Norrköping Publik: 7 083 Domare: Kaspar Sjöberg (Malmö) |

| 24          | 17 april 2017 | IFK Göteborg     | 1 – 1           | AFC Eskilstuna         | Gamla Ullevi                                            |                                                         |
| 17:30 UTC+2 | 17:30 UTC+2   | Tobias Hysén 52′ | (0 – 0) Rapport | 64′ Mohamed Buya Turay | Göteborg Publik: 10 116 Domare: Patrik Eriksson (Gävle) | Göteborg Publik: 10 116 Domare: Patrik Eriksson (Gävle) |
| 17:30 UTC+2 | 17:30 UTC+2   |                  |                 |                        | Göteborg Publik: 10 116 Domare: Patrik Eriksson (Gävle) | Göteborg Publik: 10 116 Domare: Patrik Eriksson (Gävle) |
| 17:30 UTC+2 | 17:30 UTC+2   |                  |                 |                        | Göteborg Publik: 10 116 Domare: Patrik Eriksson (Gävle) | Göteborg Publik: 10 116 Domare: Patrik Eriksson (Gävle) |

### Omgång 4
| 25          | 20 april 2017 | IF Elfsborg                                                        | 3 – 0           | Örebro SK | Borås Arena                                               |                                                           |
| 18:30 UTC+2 | 18:30 UTC+2   | Viktor Prodell 10′ Joakim Nilsson 65′ Simon Lundevall 90+3′ (str.) | (1 – 0) Rapport |           | Borås Publik: 4 773 Domare: Kristoffer Karlsson (Höganäs) | Borås Publik: 4 773 Domare: Kristoffer Karlsson (Höganäs) |
| 18:30 UTC+2 | 18:30 UTC+2   |                                                                    |                 |           | Borås Publik: 4 773 Domare: Kristoffer Karlsson (Höganäs) | Borås Publik: 4 773 Domare: Kristoffer Karlsson (Höganäs) |
| 18:30 UTC+2 | 18:30 UTC+2   |                                                                    |                 |           | Borås Publik: 4 773 Domare: Kristoffer Karlsson (Höganäs) | Borås Publik: 4 773 Domare: Kristoffer Karlsson (Höganäs) |

| 26          | 22 april 2017 | Jönköpings Södra                       | 2 – 1           | AIK               | Stadsparksvallen                                         |                                                          |
| 16:00 UTC+2 | 16:00 UTC+2   | Stefan Karlsson 5′ Jesper Svensson 68′ | (1 – 1) Rapport | 1′ Johan Blomberg | Jönköping Publik: 5 191 Domare: Andreas Ekberg (Bjärred) | Jönköping Publik: 5 191 Domare: Andreas Ekberg (Bjärred) |
| 16:00 UTC+2 | 16:00 UTC+2   |                                        |                 |                   | Jönköping Publik: 5 191 Domare: Andreas Ekberg (Bjärred) | Jönköping Publik: 5 191 Domare: Andreas Ekberg (Bjärred) |
| 16:00 UTC+2 | 16:00 UTC+2   |                                        |                 |                   | Jönköping Publik: 5 191 Domare: Andreas Ekberg (Bjärred) | Jönköping Publik: 5 191 Domare: Andreas Ekberg (Bjärred) |

| 27          | 23 april 2017 | Hammarby IF | 0 – 0           | GIF Sundsvall | Tele2 Arena                                                 |                                                             |
| 15:00 UTC+2 | 15:00 UTC+2   |             | (0 – 0) Rapport |               | Stockholm Publik: 20 557 Domare: Magnus Lindgren (Göteborg) | Stockholm Publik: 20 557 Domare: Magnus Lindgren (Göteborg) |
| 15:00 UTC+2 | 15:00 UTC+2   |             |                 |               | Stockholm Publik: 20 557 Domare: Magnus Lindgren (Göteborg) | Stockholm Publik: 20 557 Domare: Magnus Lindgren (Göteborg) |
| 15:00 UTC+2 | 15:00 UTC+2   |             |                 |               | Stockholm Publik: 20 557 Domare: Magnus Lindgren (Göteborg) | Stockholm Publik: 20 557 Domare: Magnus Lindgren (Göteborg) |

| 28          | 23 april 2017 | BK Häcken           | 1 – 2           | IFK Norrköping                                 | Bravida Arena                                               |                                                             |
| 15:00 UTC+2 | 15:00 UTC+2   | Alhassan Kamara 22′ | (1 – 0) Rapport | 52′ Jón Gudni Fjóluson 64′ Sebastian Andersson | Göteborg Publik: 2 593 Domare: Mohammed Al-Hakim (Västerås) | Göteborg Publik: 2 593 Domare: Mohammed Al-Hakim (Västerås) |
| 15:00 UTC+2 | 15:00 UTC+2   |                     |                 |                                                | Göteborg Publik: 2 593 Domare: Mohammed Al-Hakim (Västerås) | Göteborg Publik: 2 593 Domare: Mohammed Al-Hakim (Västerås) |
| 15:00 UTC+2 | 15:00 UTC+2   |                     |                 |                                                | Göteborg Publik: 2 593 Domare: Mohammed Al-Hakim (Västerås) | Göteborg Publik: 2 593 Domare: Mohammed Al-Hakim (Västerås) |

| 29          | 23 april 2017 | AFC Eskilstuna | 0 – 0           | Halmstads BK | Tunavallen                                                |                                                           |
| 17:30 UTC+2 | 17:30 UTC+2   |                | (0 – 0) Rapport |              | Eskilstuna Publik: 2 086 Domare: Bojan Pandzic (Göteborg) | Eskilstuna Publik: 2 086 Domare: Bojan Pandzic (Göteborg) |
| 17:30 UTC+2 | 17:30 UTC+2   |                |                 |              | Eskilstuna Publik: 2 086 Domare: Bojan Pandzic (Göteborg) | Eskilstuna Publik: 2 086 Domare: Bojan Pandzic (Göteborg) |
| 17:30 UTC+2 | 17:30 UTC+2   |                |                 |              | Eskilstuna Publik: 2 086 Domare: Bojan Pandzic (Göteborg) | Eskilstuna Publik: 2 086 Domare: Bojan Pandzic (Göteborg) |

| 30          | 23 april 2017 | Östersunds FK      | 1 – 1           | IFK Göteborg                  | Jämtkraft Arena                                         |                                                         |
| 17:30 UTC+2 | 17:30 UTC+2   | Curtis Edwards 62′ | (0 – 0) Rapport | 90+3′ (str.) Emil Salomonsson | Östersund Publik: 4 317 Domare: Glenn Nyberg (Borlänge) | Östersund Publik: 4 317 Domare: Glenn Nyberg (Borlänge) |
| 17:30 UTC+2 | 17:30 UTC+2   |                    |                 |                               | Östersund Publik: 4 317 Domare: Glenn Nyberg (Borlänge) | Östersund Publik: 4 317 Domare: Glenn Nyberg (Borlänge) |
| 17:30 UTC+2 | 17:30 UTC+2   |                    |                 |                               | Östersund Publik: 4 317 Domare: Glenn Nyberg (Borlänge) | Östersund Publik: 4 317 Domare: Glenn Nyberg (Borlänge) |

| 31          | 24 april 2017 | IK Sirius                                                 | 3 – 0           | Kalmar FF | Gavlevallen                                              |                                                          |
| 19:00 UTC+2 | 19:00 UTC+2   | Kingsley Sarfo 19′ Ian Sirelius 26′ Alexander Nilsson 71′ | (2 – 0) Rapport |           | Gävle Publik: 1 071 Domare: Markus Strömbergsson (Gävle) | Gävle Publik: 1 071 Domare: Markus Strömbergsson (Gävle) |
| 19:00 UTC+2 | 19:00 UTC+2   |                                                           |                 |           | Gävle Publik: 1 071 Domare: Markus Strömbergsson (Gävle) | Gävle Publik: 1 071 Domare: Markus Strömbergsson (Gävle) |
| 19:00 UTC+2 | 19:00 UTC+2   |                                                           |                 |           | Gävle Publik: 1 071 Domare: Markus Strömbergsson (Gävle) | Gävle Publik: 1 071 Domare: Markus Strömbergsson (Gävle) |

| 32          | 24 april 2017 | Malmö FF                                                   | 3 – 2           | Djurgårdens IF                                  | Swedbank Stadion                                      |                                                       |
| 19:00 UTC+2 | 19:00 UTC+2   | Anton Tinnerholm 31′ Jo Inge Berget 75′ Yoshimar Yotún 86′ | (1 – 1) Rapport | 45+2′ (str.) Magnus Eriksson 65′ Gustav Engvall | Malmö Publik: 19 074 Domare: Jonas Eriksson (Sigtuna) | Malmö Publik: 19 074 Domare: Jonas Eriksson (Sigtuna) |
| 19:00 UTC+2 | 19:00 UTC+2   |                                                            |                 |                                                 | Malmö Publik: 19 074 Domare: Jonas Eriksson (Sigtuna) | Malmö Publik: 19 074 Domare: Jonas Eriksson (Sigtuna) |
| 19:00 UTC+2 | 19:00 UTC+2   |                                                            |                 |                                                 | Malmö Publik: 19 074 Domare: Jonas Eriksson (Sigtuna) | Malmö Publik: 19 074 Domare: Jonas Eriksson (Sigtuna) |

### Omgång 5
| 33          | 26 april 2017 | AFC Eskilstuna          | 1 – 3           | Östersunds FK                            | Tunavallen                                                  |                                                             |
| 19:00 UTC+2 | 19:00 UTC+2   | Simon Alexandersson 52′ | (0 – 3) Rapport | 2′, 35′ Curtis Edwards 32′ Jamie Hopcutt | Eskilstuna Publik: 1 840 Domare: Magnus Lindgren (Göteborg) | Eskilstuna Publik: 1 840 Domare: Magnus Lindgren (Göteborg) |
| 19:00 UTC+2 | 19:00 UTC+2   |                         |                 |                                          | Eskilstuna Publik: 1 840 Domare: Magnus Lindgren (Göteborg) | Eskilstuna Publik: 1 840 Domare: Magnus Lindgren (Göteborg) |
| 19:00 UTC+2 | 19:00 UTC+2   |                         |                 |                                          | Eskilstuna Publik: 1 840 Domare: Magnus Lindgren (Göteborg) | Eskilstuna Publik: 1 840 Domare: Magnus Lindgren (Göteborg) |

| 34          | 26 april 2017 | GIF Sundsvall    | 1 – 1           | IF Elfsborg   | Idrottsparken                                          |                                                        |
| 19:00 UTC+2 | 19:00 UTC+2   | Peter Wilson 85′ | (0 – 0) Rapport | 53′ Per Frick | Sundsvall Publik: 3 031 Domare: Kaspar Sjöberg (Malmö) | Sundsvall Publik: 3 031 Domare: Kaspar Sjöberg (Malmö) |
| 19:00 UTC+2 | 19:00 UTC+2   |                  |                 |               | Sundsvall Publik: 3 031 Domare: Kaspar Sjöberg (Malmö) | Sundsvall Publik: 3 031 Domare: Kaspar Sjöberg (Malmö) |
| 19:00 UTC+2 | 19:00 UTC+2   |                  |                 |               | Sundsvall Publik: 3 031 Domare: Kaspar Sjöberg (Malmö) | Sundsvall Publik: 3 031 Domare: Kaspar Sjöberg (Malmö) |

| 35          | 26 april 2017 | IFK Göteborg       | 1 – 1           | Hammarby IF             | Gamla Ullevi                                                   |                                                                |
| 19:00 UTC+2 | 19:00 UTC+2   | Mikael Boman 90+1′ | (0 – 1) Rapport | 42′ (sjm.) Thomas Rogne | Göteborg Publik: 12 149 Domare: Stefan Johannesson (Stockholm) | Göteborg Publik: 12 149 Domare: Stefan Johannesson (Stockholm) |
| 19:00 UTC+2 | 19:00 UTC+2   |                    |                 |                         | Göteborg Publik: 12 149 Domare: Stefan Johannesson (Stockholm) | Göteborg Publik: 12 149 Domare: Stefan Johannesson (Stockholm) |
| 19:00 UTC+2 | 19:00 UTC+2   |                    |                 |                         | Göteborg Publik: 12 149 Domare: Stefan Johannesson (Stockholm) | Göteborg Publik: 12 149 Domare: Stefan Johannesson (Stockholm) |

| 36          | 26 april 2017 | Örebro SK | 0 – 0           | BK Häcken | Behrn Arena                                          |                                                      |
| 19:00 UTC+2 | 19:00 UTC+2   |           | (0 – 0) Rapport |           | Örebro Publik: 4 823 Domare: Patrik Eriksson (Gävle) | Örebro Publik: 4 823 Domare: Patrik Eriksson (Gävle) |
| 19:00 UTC+2 | 19:00 UTC+2   |           |                 |           | Örebro Publik: 4 823 Domare: Patrik Eriksson (Gävle) | Örebro Publik: 4 823 Domare: Patrik Eriksson (Gävle) |
| 19:00 UTC+2 | 19:00 UTC+2   |           |                 |           | Örebro Publik: 4 823 Domare: Patrik Eriksson (Gävle) | Örebro Publik: 4 823 Domare: Patrik Eriksson (Gävle) |

| 37          | 27 april 2017 | Halmstads BK | 0 – 1           | Djurgårdens IF             | Örjans vall                                       |                                                   |
| 19:00 UTC+2 | 19:00 UTC+2   |              | (0 – 0) Rapport | 85′ (str.) Magnus Eriksson | Halmstad Publik: 4 690 Domare: Johan Hamlin (Bro) | Halmstad Publik: 4 690 Domare: Johan Hamlin (Bro) |
| 19:00 UTC+2 | 19:00 UTC+2   |              |                 |                            | Halmstad Publik: 4 690 Domare: Johan Hamlin (Bro) | Halmstad Publik: 4 690 Domare: Johan Hamlin (Bro) |
| 19:00 UTC+2 | 19:00 UTC+2   |              |                 |                            | Halmstad Publik: 4 690 Domare: Johan Hamlin (Bro) | Halmstad Publik: 4 690 Domare: Johan Hamlin (Bro) |

| 38          | 27 april 2017 | IFK Norrköping                             | 3 – 0           | Jönköpings Södra | Östgötaporten                                             |                                                           |
| 19:00 UTC+2 | 19:00 UTC+2   | Karl Holmberg 45′, 62′ Filip Dagerstål 78′ | (1 – 0) Rapport |                  | Norrköping Publik: 6 214 Domare: Jonas Eriksson (Sigtuna) | Norrköping Publik: 6 214 Domare: Jonas Eriksson (Sigtuna) |
| 19:00 UTC+2 | 19:00 UTC+2   |                                            |                 |                  | Norrköping Publik: 6 214 Domare: Jonas Eriksson (Sigtuna) | Norrköping Publik: 6 214 Domare: Jonas Eriksson (Sigtuna) |
| 19:00 UTC+2 | 19:00 UTC+2   |                                            |                 |                  | Norrköping Publik: 6 214 Domare: Jonas Eriksson (Sigtuna) | Norrköping Publik: 6 214 Domare: Jonas Eriksson (Sigtuna) |

| 39          | 27 april 2017 | Kalmar FF | 0 – 0           | Malmö FF | Guldfågeln Arena                                      |                                                       |
| 19:00 UTC+2 | 19:00 UTC+2   |           | (0 – 0) Rapport |          | Kalmar Publik: 5 887 Domare: Bojan Pandzic (Göteborg) | Kalmar Publik: 5 887 Domare: Bojan Pandzic (Göteborg) |
| 19:00 UTC+2 | 19:00 UTC+2   |           |                 |          | Kalmar Publik: 5 887 Domare: Bojan Pandzic (Göteborg) | Kalmar Publik: 5 887 Domare: Bojan Pandzic (Göteborg) |
| 19:00 UTC+2 | 19:00 UTC+2   |           |                 |          | Kalmar Publik: 5 887 Domare: Bojan Pandzic (Göteborg) | Kalmar Publik: 5 887 Domare: Bojan Pandzic (Göteborg) |

| 40          | 27 april 2017 | AIK                | 1 – 0           | IK Sirius | Friends Arena                                                 |                                                               |
| 19:00 UTC+2 | 19:00 UTC+2   | Eero Markkanen 31′ | (1 – 0) Rapport |           | Stockholm Publik: 13 517 Domare: Mohammed Al-Hakim (Västerås) | Stockholm Publik: 13 517 Domare: Mohammed Al-Hakim (Västerås) |
| 19:00 UTC+2 | 19:00 UTC+2   |                    |                 |           | Stockholm Publik: 13 517 Domare: Mohammed Al-Hakim (Västerås) | Stockholm Publik: 13 517 Domare: Mohammed Al-Hakim (Västerås) |
| 19:00 UTC+2 | 19:00 UTC+2   |                    |                 |           | Stockholm Publik: 13 517 Domare: Mohammed Al-Hakim (Västerås) | Stockholm Publik: 13 517 Domare: Mohammed Al-Hakim (Västerås) |

### Omgång 6
| 41          | 29 april 2017 | Hammarby IF                                              | 4 – 0           | AFC Eskilstuna | Tele2 Arena                                             |                                                         |
| 16:00 UTC+2 | 16:00 UTC+2   | Björn Paulsen 46′, 78′ Pa Dibba 66′ Arnór Smárason 90+1′ | (0 – 0) Rapport |                | Stockholm Publik: 20 741 Domare: Kaspar Sjöberg (Malmö) | Stockholm Publik: 20 741 Domare: Kaspar Sjöberg (Malmö) |
| 16:00 UTC+2 | 16:00 UTC+2   |                                                          |                 |                | Stockholm Publik: 20 741 Domare: Kaspar Sjöberg (Malmö) | Stockholm Publik: 20 741 Domare: Kaspar Sjöberg (Malmö) |
| 16:00 UTC+2 | 16:00 UTC+2   |                                                          |                 |                | Stockholm Publik: 20 741 Domare: Kaspar Sjöberg (Malmö) | Stockholm Publik: 20 741 Domare: Kaspar Sjöberg (Malmö) |

| 42          | 30 april 2017 | AIK | 0 – 0           | GIF Sundsvall | Friends Arena                                       |                                                     |
| 15:00 UTC+2 | 15:00 UTC+2   |     | (0 – 0) Rapport |               | Stockholm Publik: 11 927 Domare: Johan Hamlin (Bro) | Stockholm Publik: 11 927 Domare: Johan Hamlin (Bro) |
| 15:00 UTC+2 | 15:00 UTC+2   |     |                 |               | Stockholm Publik: 11 927 Domare: Johan Hamlin (Bro) | Stockholm Publik: 11 927 Domare: Johan Hamlin (Bro) |
| 15:00 UTC+2 | 15:00 UTC+2   |     |                 |               | Stockholm Publik: 11 927 Domare: Johan Hamlin (Bro) | Stockholm Publik: 11 927 Domare: Johan Hamlin (Bro) |

| 43          | 1 maj 2017  | Malmö FF                                             | 2 – 1           | Örebro SK               | Swedbank Stadion                                     |                                                      |
| 15:00 UTC+2 | 15:00 UTC+2 | Markus Rosenberg 63′ (str.) Alexander Jeremejeff 83′ | (0 – 0) Rapport | 48′ Kennedy Igboananike | Malmö Publik: 17 846 Domare: Glenn Nyberg (Borlänge) | Malmö Publik: 17 846 Domare: Glenn Nyberg (Borlänge) |
| 15:00 UTC+2 | 15:00 UTC+2 |                                                      |                 |                         | Malmö Publik: 17 846 Domare: Glenn Nyberg (Borlänge) | Malmö Publik: 17 846 Domare: Glenn Nyberg (Borlänge) |
| 15:00 UTC+2 | 15:00 UTC+2 |                                                      |                 |                         | Malmö Publik: 17 846 Domare: Glenn Nyberg (Borlänge) | Malmö Publik: 17 846 Domare: Glenn Nyberg (Borlänge) |

| 44          | 1 maj 2017  | Kalmar FF                          | 2 – 0           | Halmstads BK | Guldfågeln Arena                                      |                                                       |
| 15:00 UTC+2 | 15:00 UTC+2 | Melker Hallberg 33′ Viktor Elm 51′ | (1 – 0) Rapport |              | Kalmar Publik: 4 840 Domare: Andreas Ekberg (Bjärred) | Kalmar Publik: 4 840 Domare: Andreas Ekberg (Bjärred) |
| 15:00 UTC+2 | 15:00 UTC+2 |                                    |                 |              | Kalmar Publik: 4 840 Domare: Andreas Ekberg (Bjärred) | Kalmar Publik: 4 840 Domare: Andreas Ekberg (Bjärred) |
| 15:00 UTC+2 | 15:00 UTC+2 |                                    |                 |              | Kalmar Publik: 4 840 Domare: Andreas Ekberg (Bjärred) | Kalmar Publik: 4 840 Domare: Andreas Ekberg (Bjärred) |

| 45          | 1 maj 2017  | IK Sirius        | 1 – 1           | Jönköpings Södra | Studenternas IP                                              |                                                              |
| 17:30 UTC+2 | 17:30 UTC+2 | Kim Skoglund 88′ | (0 – 0) Rapport | 61′ Tommy Thelin | Uppsala Publik: 4 928 Domare: Kristoffer Karlssonn (Höganäs) | Uppsala Publik: 4 928 Domare: Kristoffer Karlssonn (Höganäs) |
| 17:30 UTC+2 | 17:30 UTC+2 |                  |                 |                  | Uppsala Publik: 4 928 Domare: Kristoffer Karlssonn (Höganäs) | Uppsala Publik: 4 928 Domare: Kristoffer Karlssonn (Höganäs) |
| 17:30 UTC+2 | 17:30 UTC+2 |                  |                 |                  | Uppsala Publik: 4 928 Domare: Kristoffer Karlssonn (Höganäs) | Uppsala Publik: 4 928 Domare: Kristoffer Karlssonn (Höganäs) |

| 46          | 1 maj 2017  | Djurgårdens IF                               | 3 – 3           | IFK Norrköping                                                     | Tele2 Arena                                                     |                                                                 |
| 17:30 UTC+2 | 17:30 UTC+2 | Magnus Eriksson 23′, 65′ Tino Kadewere 90+3′ | (1 – 2) Rapport | 5′ Christopher Telo 28′ Niclas Eliasson 89′ Gudmundur Thórarinsson | Stockholm Publik: 17 104 Domare: Stefan Johannesson (Stockholm) | Stockholm Publik: 17 104 Domare: Stefan Johannesson (Stockholm) |
| 17:30 UTC+2 | 17:30 UTC+2 |                                              |                 |                                                                    | Stockholm Publik: 17 104 Domare: Stefan Johannesson (Stockholm) | Stockholm Publik: 17 104 Domare: Stefan Johannesson (Stockholm) |
| 17:30 UTC+2 | 17:30 UTC+2 |                                              |                 |                                                                    | Stockholm Publik: 17 104 Domare: Stefan Johannesson (Stockholm) | Stockholm Publik: 17 104 Domare: Stefan Johannesson (Stockholm) |

| 47          | 2 maj 2017  | BK Häcken                                                                                     | 4 – 0           | IFK Göteborg | Bravida Arena                                               |                                                             |
| 18:30 UTC+2 | 18:30 UTC+2 | Mattias Bjärsmyr 7′ (sjm.) Nasiru Mohammed 21′ Alhassan Kamara 28′ Paulo José de Oliveira 86′ | (3 – 0) Rapport |              | Göteborg Publik: 5 676 Domare: Markus Strömbergsson (Gävle) | Göteborg Publik: 5 676 Domare: Markus Strömbergsson (Gävle) |
| 18:30 UTC+2 | 18:30 UTC+2 |                                                                                               |                 |              | Göteborg Publik: 5 676 Domare: Markus Strömbergsson (Gävle) | Göteborg Publik: 5 676 Domare: Markus Strömbergsson (Gävle) |
| 18:30 UTC+2 | 18:30 UTC+2 |                                                                                               |                 |              | Göteborg Publik: 5 676 Domare: Markus Strömbergsson (Gävle) | Göteborg Publik: 5 676 Domare: Markus Strömbergsson (Gävle) |

| 48          | 2 maj 2017  | IF Elfsborg                                                       | 4 – 4           | Östersunds FK                                                        | Borås Arena                                         |                                                     |
| 18:30 UTC+2 | 18:30 UTC+2 | Alex Dyer 7′ Viktor Prodell 32′ Lasse Nilsson 90+1′, 90+4′ (str.) | (2 – 0) Rapport | 62′ Johan Bertilsson 78′ Saman Ghoddos 85′, 87′ (str.) Jamie Hopcutt | Borås Publik: 5 629 Domare: Patrik Eriksson (Gävle) | Borås Publik: 5 629 Domare: Patrik Eriksson (Gävle) |
| 18:30 UTC+2 | 18:30 UTC+2 |                                                                   |                 |                                                                      | Borås Publik: 5 629 Domare: Patrik Eriksson (Gävle) | Borås Publik: 5 629 Domare: Patrik Eriksson (Gävle) |
| 18:30 UTC+2 | 18:30 UTC+2 |                                                                   |                 |                                                                      | Borås Publik: 5 629 Domare: Patrik Eriksson (Gävle) | Borås Publik: 5 629 Domare: Patrik Eriksson (Gävle) |

### Omgång 7
| 49          | 5 maj 2017  | BK Häcken                                      | 2 – 2           | IK Sirius                                | Bravida Arena                                           |                                                         |
| 19:00 UTC+2 | 19:00 UTC+2 | Daleho Irandust 11′ Alhassan Kamara 51′ (str.) | (1 – 0) Rapport | 48′ Moses Ogbu 90+1′ Christer Gustafsson | Göteborg Publik: 2 336 Domare: Jonas Eriksson (Sigtuna) | Göteborg Publik: 2 336 Domare: Jonas Eriksson (Sigtuna) |
| 19:00 UTC+2 | 19:00 UTC+2 |                                                |                 |                                          | Göteborg Publik: 2 336 Domare: Jonas Eriksson (Sigtuna) | Göteborg Publik: 2 336 Domare: Jonas Eriksson (Sigtuna) |
| 19:00 UTC+2 | 19:00 UTC+2 |                                                |                 |                                          | Göteborg Publik: 2 336 Domare: Jonas Eriksson (Sigtuna) | Göteborg Publik: 2 336 Domare: Jonas Eriksson (Sigtuna) |

| 50          | 6 maj 2017  | Halmstads BK | 0 – 1           | AIK               | Örjans vall                                                  |                                                              |
| 16:00 UTC+2 | 16:00 UTC+2 |              | (0 – 1) Rapport | 5′ Johan Blomberg | Halmstad Publik: 5 438 Domare: Kristoffer Karlsson (Höganäs) | Halmstad Publik: 5 438 Domare: Kristoffer Karlsson (Höganäs) |
| 16:00 UTC+2 | 16:00 UTC+2 |              |                 |                   | Halmstad Publik: 5 438 Domare: Kristoffer Karlsson (Höganäs) | Halmstad Publik: 5 438 Domare: Kristoffer Karlsson (Höganäs) |
| 16:00 UTC+2 | 16:00 UTC+2 |              |                 |                   | Halmstad Publik: 5 438 Domare: Kristoffer Karlsson (Höganäs) | Halmstad Publik: 5 438 Domare: Kristoffer Karlsson (Höganäs) |

| 51          | 7 maj 2017  | Östersunds FK                       | 2 – 1           | Hammarby IF                         | Jämtkraft Arena                                          |                                                          |
| 15:00 UTC+2 | 15:00 UTC+2 | Alhaji Gero 72′ Jamie Hopcutt 90+4′ | (0 – 0) Rapport | 62′ Serge-Junior Martinsson Ngouali | Östersund Publik: 6 027 Domare: Bojan Pandzic (Borlänge) | Östersund Publik: 6 027 Domare: Bojan Pandzic (Borlänge) |
| 15:00 UTC+2 | 15:00 UTC+2 |                                     |                 |                                     | Östersund Publik: 6 027 Domare: Bojan Pandzic (Borlänge) | Östersund Publik: 6 027 Domare: Bojan Pandzic (Borlänge) |
| 15:00 UTC+2 | 15:00 UTC+2 |                                     |                 |                                     | Östersund Publik: 6 027 Domare: Bojan Pandzic (Borlänge) | Östersund Publik: 6 027 Domare: Bojan Pandzic (Borlänge) |

| 52          | 7 maj 2017  | IFK Göteborg                                         | 3 – 0           | Kalmar FF | Gamla Ullevi                                      |                                                   |
| 15:00 UTC+2 | 15:00 UTC+2 | Søren Rieks 4′ Tobias Hysén 19′ Mattias Bjärsmyr 68′ | (2 – 0) Rapport |           | Göteborg Publik: 9 282 Domare: Johan Hamlin (Bro) | Göteborg Publik: 9 282 Domare: Johan Hamlin (Bro) |
| 15:00 UTC+2 | 15:00 UTC+2 |                                                      |                 |           | Göteborg Publik: 9 282 Domare: Johan Hamlin (Bro) | Göteborg Publik: 9 282 Domare: Johan Hamlin (Bro) |
| 15:00 UTC+2 | 15:00 UTC+2 |                                                      |                 |           | Göteborg Publik: 9 282 Domare: Johan Hamlin (Bro) | Göteborg Publik: 9 282 Domare: Johan Hamlin (Bro) |

| 53          | 7 maj 2017  | Örebro SK | 0 – 4           | Djurgårdens IF                                  | Behrn Arena                                             |                                                         |
| 17:30 UTC+2 | 17:30 UTC+2 |           | (0 – 2) Rapport | 11′, 45+1′, 52′ Gustav Engvall 69′ Kerim Mrabti | Örebro Publik: 9 271 Domare: Magnus Lindgren (Göteborg) | Örebro Publik: 9 271 Domare: Magnus Lindgren (Göteborg) |
| 17:30 UTC+2 | 17:30 UTC+2 |           |                 |                                                 | Örebro Publik: 9 271 Domare: Magnus Lindgren (Göteborg) | Örebro Publik: 9 271 Domare: Magnus Lindgren (Göteborg) |
| 17:30 UTC+2 | 17:30 UTC+2 |           |                 |                                                 | Örebro Publik: 9 271 Domare: Magnus Lindgren (Göteborg) | Örebro Publik: 9 271 Domare: Magnus Lindgren (Göteborg) |

| 54          | 7 maj 2017  | Jönköpings Södra | 1 – 0           | AFC Eskilstuna | Stadsparksvallen                                             |                                                              |
| 17:30 UTC+2 | 17:30 UTC+2 | Daryl Smylie 47′ | (0 – 0) Rapport |                | Jönköping Publik: 3 066 Domare: Robert Daradic (Helsingborg) | Jönköping Publik: 3 066 Domare: Robert Daradic (Helsingborg) |
| 17:30 UTC+2 | 17:30 UTC+2 |                  |                 |                | Jönköping Publik: 3 066 Domare: Robert Daradic (Helsingborg) | Jönköping Publik: 3 066 Domare: Robert Daradic (Helsingborg) |
| 17:30 UTC+2 | 17:30 UTC+2 |                  |                 |                | Jönköping Publik: 3 066 Domare: Robert Daradic (Helsingborg) | Jönköping Publik: 3 066 Domare: Robert Daradic (Helsingborg) |

| 55          | 8 maj 2017  | IFK Norrköping | 0 – 0           | GIF Sundsvall | Östgötaporten                                                 |                                                               |
| 19:00 UTC+2 | 19:00 UTC+2 |                | (0 – 0) Rapport |               | Norrköping Publik: 6 110 Domare: Markus Strömbergsson (Gävle) | Norrköping Publik: 6 110 Domare: Markus Strömbergsson (Gävle) |
| 19:00 UTC+2 | 19:00 UTC+2 |                |                 |               | Norrköping Publik: 6 110 Domare: Markus Strömbergsson (Gävle) | Norrköping Publik: 6 110 Domare: Markus Strömbergsson (Gävle) |
| 19:00 UTC+2 | 19:00 UTC+2 |                |                 |               | Norrköping Publik: 6 110 Domare: Markus Strömbergsson (Gävle) | Norrköping Publik: 6 110 Domare: Markus Strömbergsson (Gävle) |

| 56          | 8 maj 2017  | IF Elfsborg        | 1 – 2           | Malmö FF                               | Borås Arena                                                |                                                            |
| 19:00 UTC+2 | 19:00 UTC+2 | Viktor Prodell 83′ | (0 – 0) Rapport | 79′ Paweł Cibicki 90+1′ Jo Inge Berget | Borås Publik: 8 452 Domare: Stefan Johannesson (Stockholm) | Borås Publik: 8 452 Domare: Stefan Johannesson (Stockholm) |
| 19:00 UTC+2 | 19:00 UTC+2 |                    |                 |                                        | Borås Publik: 8 452 Domare: Stefan Johannesson (Stockholm) | Borås Publik: 8 452 Domare: Stefan Johannesson (Stockholm) |
| 19:00 UTC+2 | 19:00 UTC+2 |                    |                 |                                        | Borås Publik: 8 452 Domare: Stefan Johannesson (Stockholm) | Borås Publik: 8 452 Domare: Stefan Johannesson (Stockholm) |

### Omgång 8
| 57          | 12 maj 2017 | AFC Eskilstuna   | 1 – 2           | IFK Norrköping                       | Tunavallen                                               |                                                          |
| 19:00 UTC+2 | 19:00 UTC+2 | Omar Eddahri 57′ | (0 – 2) Rapport | 7′ Niclas Eliasson 36′ Karl Holmberg | Eskilstuna Publik: 3 565 Domare: Glenn Nyberg (Borlänge) | Eskilstuna Publik: 3 565 Domare: Glenn Nyberg (Borlänge) |
| 19:00 UTC+2 | 19:00 UTC+2 |                  |                 |                                      | Eskilstuna Publik: 3 565 Domare: Glenn Nyberg (Borlänge) | Eskilstuna Publik: 3 565 Domare: Glenn Nyberg (Borlänge) |
| 19:00 UTC+2 | 19:00 UTC+2 |                  |                 |                                      | Eskilstuna Publik: 3 565 Domare: Glenn Nyberg (Borlänge) | Eskilstuna Publik: 3 565 Domare: Glenn Nyberg (Borlänge) |

| 58          | 13 maj 2017 | AIK                 | 1 – 0           | Örebro SK | Friends Arena                                           |                                                         |
| 16:00 UTC+2 | 16:00 UTC+2 | Stefan Ishizaki 18′ | (1 – 0) Rapport |           | Stockholm Publik: 13 236 Domare: Kaspar Sjöberg (Malmö) | Stockholm Publik: 13 236 Domare: Kaspar Sjöberg (Malmö) |
| 16:00 UTC+2 | 16:00 UTC+2 |                     |                 |           | Stockholm Publik: 13 236 Domare: Kaspar Sjöberg (Malmö) | Stockholm Publik: 13 236 Domare: Kaspar Sjöberg (Malmö) |
| 16:00 UTC+2 | 16:00 UTC+2 |                     |                 |           | Stockholm Publik: 13 236 Domare: Kaspar Sjöberg (Malmö) | Stockholm Publik: 13 236 Domare: Kaspar Sjöberg (Malmö) |

| 59          | 13 maj 2017 | Kalmar FF | 0 – 1           | BK Häcken           | Guldfågeln Arena                                           |                                                            |
| 16:00 UTC+2 | 16:00 UTC+2 |           | (0 – 0) Rapport | 79′ Daleho Irandust | Kalmar Publik: 4 738 Domare: Kristoffer Karlsson (Höganäs) | Kalmar Publik: 4 738 Domare: Kristoffer Karlsson (Höganäs) |
| 16:00 UTC+2 | 16:00 UTC+2 |           |                 |                     | Kalmar Publik: 4 738 Domare: Kristoffer Karlsson (Höganäs) | Kalmar Publik: 4 738 Domare: Kristoffer Karlsson (Höganäs) |
| 16:00 UTC+2 | 16:00 UTC+2 |           |                 |                     | Kalmar Publik: 4 738 Domare: Kristoffer Karlsson (Höganäs) | Kalmar Publik: 4 738 Domare: Kristoffer Karlsson (Höganäs) |

| 60          | 14 maj 2017 | Halmstads BK         | 1 – 2           | Hammarby IF          | Örjans vall                                            |                                                        |
| 15:00 UTC+2 | 15:00 UTC+2 | Kosuke Kinoshita 86′ | (0 – 0) Rapport | 7′, 11′ Jiloan Hamad | Halmstad Publik: 5 201 Domare: Patrik Eriksson (Gävle) | Halmstad Publik: 5 201 Domare: Patrik Eriksson (Gävle) |
| 15:00 UTC+2 | 15:00 UTC+2 |                      |                 |                      | Halmstad Publik: 5 201 Domare: Patrik Eriksson (Gävle) | Halmstad Publik: 5 201 Domare: Patrik Eriksson (Gävle) |
| 15:00 UTC+2 | 15:00 UTC+2 |                      |                 |                      | Halmstad Publik: 5 201 Domare: Patrik Eriksson (Gävle) | Halmstad Publik: 5 201 Domare: Patrik Eriksson (Gävle) |

| 61          | 14 maj 2017 | GIF Sundsvall | 0 – 0           | Jönköpings Södra | Idrottsparken                                                |                                                              |
| 15:00 UTC+2 | 15:00 UTC+2 |               | (0 – 0) Rapport |                  | Sundsvall Publik: 4 613 Domare: Martin Strömbergsson (Gävle) | Sundsvall Publik: 4 613 Domare: Martin Strömbergsson (Gävle) |
| 15:00 UTC+2 | 15:00 UTC+2 |               |                 |                  | Sundsvall Publik: 4 613 Domare: Martin Strömbergsson (Gävle) | Sundsvall Publik: 4 613 Domare: Martin Strömbergsson (Gävle) |
| 15:00 UTC+2 | 15:00 UTC+2 |               |                 |                  | Sundsvall Publik: 4 613 Domare: Martin Strömbergsson (Gävle) | Sundsvall Publik: 4 613 Domare: Martin Strömbergsson (Gävle) |

| 62          | 14 maj 2017 | Malmö FF                               | 2 – 1           | Östersunds FK | Swedbank Stadion                                        |                                                         |
| 17:30 UTC+2 | 17:30 UTC+2 | Markus Rosenberg 52′ Erdal Rakip 90+5′ | (0 – 0) Rapport | 80′ Ken Sema  | Malmö Publik: 19 887 Domare: Magnus Lindgren (Göteborg) | Malmö Publik: 19 887 Domare: Magnus Lindgren (Göteborg) |
| 17:30 UTC+2 | 17:30 UTC+2 |                                        |                 |               | Malmö Publik: 19 887 Domare: Magnus Lindgren (Göteborg) | Malmö Publik: 19 887 Domare: Magnus Lindgren (Göteborg) |
| 17:30 UTC+2 | 17:30 UTC+2 |                                        |                 |               | Malmö Publik: 19 887 Domare: Magnus Lindgren (Göteborg) | Malmö Publik: 19 887 Domare: Magnus Lindgren (Göteborg) |

| 63          | 14 maj 2017 | IK Sirius                                                      | 4 – 1           | IF Elfsborg  | Studenternas IP                                        |                                                        |
| 17:30 UTC+2 | 17:30 UTC+2 | Christer Gustafsson 12′ Oscar Pehrsson 61′ Moses Ogbu 75′, 81′ | (1 – 1) Rapport | 4′ Per Frick | Uppsala Publik: 4 482 Domare: Bojan Pandzic (Göteborg) | Uppsala Publik: 4 482 Domare: Bojan Pandzic (Göteborg) |
| 17:30 UTC+2 | 17:30 UTC+2 |                                                                |                 |              | Uppsala Publik: 4 482 Domare: Bojan Pandzic (Göteborg) | Uppsala Publik: 4 482 Domare: Bojan Pandzic (Göteborg) |
| 17:30 UTC+2 | 17:30 UTC+2 |                                                                |                 |              | Uppsala Publik: 4 482 Domare: Bojan Pandzic (Göteborg) | Uppsala Publik: 4 482 Domare: Bojan Pandzic (Göteborg) |

| 64          | 15 maj 2017 | Djurgårdens IF       | 1 – 0           | IFK Göteborg | Tele2 Arena                                               |                                                           |
| 19:00 UTC+2 | 19:00 UTC+2 | Jesper Karlström 79′ | (0 – 0) Rapport |              | Stockholm Publik: 16 299 Domare: Andreas Ekberg (Bjärred) | Stockholm Publik: 16 299 Domare: Andreas Ekberg (Bjärred) |
| 19:00 UTC+2 | 19:00 UTC+2 |                      |                 |              | Stockholm Publik: 16 299 Domare: Andreas Ekberg (Bjärred) | Stockholm Publik: 16 299 Domare: Andreas Ekberg (Bjärred) |
| 19:00 UTC+2 | 19:00 UTC+2 |                      |                 |              | Stockholm Publik: 16 299 Domare: Andreas Ekberg (Bjärred) | Stockholm Publik: 16 299 Domare: Andreas Ekberg (Bjärred) |

### Omgång 9
| 65          | 16 maj 2017 | IFK Norrköping                              | 2 – 0           | Kalmar FF | Östgötaporten                                                  |                                                                |
| 19:00 UTC+2 | 19:00 UTC+2 | Jón Gudni Fjóluson 35′ Nicklas Bärkroth 59′ | (1 – 0) Rapport |           | Norrköping Publik: 7 452 Domare: Kristoffer Karlsson (Höganäs) | Norrköping Publik: 7 452 Domare: Kristoffer Karlsson (Höganäs) |
| 19:00 UTC+2 | 19:00 UTC+2 |                                             |                 |           | Norrköping Publik: 7 452 Domare: Kristoffer Karlsson (Höganäs) | Norrköping Publik: 7 452 Domare: Kristoffer Karlsson (Höganäs) |
| 19:00 UTC+2 | 19:00 UTC+2 |                                             |                 |           | Norrköping Publik: 7 452 Domare: Kristoffer Karlsson (Höganäs) | Norrköping Publik: 7 452 Domare: Kristoffer Karlsson (Höganäs) |

| 66          | 17 maj 2017 | Örebro SK | 0 – 2           | GIF Sundsvall                               | Behrn Arena                                           |                                                       |
| 19:00 UTC+2 | 19:00 UTC+2 |           | (0 – 1) Rapport | 42′ Noah Sonko Sundberg 77′ Linus Hallenius | Örebro Publik: 5 144 Domare: Bojan Pandzic (Göteborg) | Örebro Publik: 5 144 Domare: Bojan Pandzic (Göteborg) |
| 19:00 UTC+2 | 19:00 UTC+2 |           |                 |                                             | Örebro Publik: 5 144 Domare: Bojan Pandzic (Göteborg) | Örebro Publik: 5 144 Domare: Bojan Pandzic (Göteborg) |
| 19:00 UTC+2 | 19:00 UTC+2 |           |                 |                                             | Örebro Publik: 5 144 Domare: Bojan Pandzic (Göteborg) | Örebro Publik: 5 144 Domare: Bojan Pandzic (Göteborg) |

| 67          | 17 maj 2017 | Östersunds FK | 0 – 0           | IK Sirius | Jämtkraft Arena                                         |                                                         |
| 19:00 UTC+2 | 19:00 UTC+2 |               | (0 – 0) Rapport |           | Östersund Publik: 4 758 Domare: Glenn Nyberg (Borlänge) | Östersund Publik: 4 758 Domare: Glenn Nyberg (Borlänge) |
| 19:00 UTC+2 | 19:00 UTC+2 |               |                 |           | Östersund Publik: 4 758 Domare: Glenn Nyberg (Borlänge) | Östersund Publik: 4 758 Domare: Glenn Nyberg (Borlänge) |
| 19:00 UTC+2 | 19:00 UTC+2 |               |                 |           | Östersund Publik: 4 758 Domare: Glenn Nyberg (Borlänge) | Östersund Publik: 4 758 Domare: Glenn Nyberg (Borlänge) |

| 68          | 17 maj 2017 | Hammarby IF        | 1 – 1           | Malmö FF             | Tele2 Arena                                         |                                                     |
| 19:00 UTC+2 | 19:00 UTC+2 | Arnór Smárason 51′ | (0 – 0) Rapport | 68′ Anton Tinnerholm | Stockholm Publik: 22 456 Domare: Johan Hamlin (Bro) | Stockholm Publik: 22 456 Domare: Johan Hamlin (Bro) |
| 19:00 UTC+2 | 19:00 UTC+2 |                    |                 |                      | Stockholm Publik: 22 456 Domare: Johan Hamlin (Bro) | Stockholm Publik: 22 456 Domare: Johan Hamlin (Bro) |
| 19:00 UTC+2 | 19:00 UTC+2 |                    |                 |                      | Stockholm Publik: 22 456 Domare: Johan Hamlin (Bro) | Stockholm Publik: 22 456 Domare: Johan Hamlin (Bro) |

| 69          | 17 maj 2017 | BK Häcken                               | 2 – 1           | Halmstads BK       | Bravida Arena                                         |                                                       |
| 19:00 UTC+2 | 19:00 UTC+2 | Alhassan Kamara 42′ Rasmus Lindgren 57′ | (1 – 1) Rapport | 36′ Fredrik Olsson | Göteborg Publik: 2 238 Domare: Johan Krantz (Uppsala) | Göteborg Publik: 2 238 Domare: Johan Krantz (Uppsala) |
| 19:00 UTC+2 | 19:00 UTC+2 |                                         |                 |                    | Göteborg Publik: 2 238 Domare: Johan Krantz (Uppsala) | Göteborg Publik: 2 238 Domare: Johan Krantz (Uppsala) |
| 19:00 UTC+2 | 19:00 UTC+2 |                                         |                 |                    | Göteborg Publik: 2 238 Domare: Johan Krantz (Uppsala) | Göteborg Publik: 2 238 Domare: Johan Krantz (Uppsala) |

| 70          | 18 maj 2017 | Jönköpings Södra  | 1 – 1           | Djurgårdens IF      | Stadsparksvallen                                        |                                                         |
| 19:00 UTC+2 | 19:00 UTC+2 | Dzenis Kozica 45′ | (1 – 0) Rapport | 46′ Magnus Eriksson | Jönköping Publik: 5 175 Domare: Patrik Eriksson (Gävle) | Jönköping Publik: 5 175 Domare: Patrik Eriksson (Gävle) |
| 19:00 UTC+2 | 19:00 UTC+2 |                   |                 |                     | Jönköping Publik: 5 175 Domare: Patrik Eriksson (Gävle) | Jönköping Publik: 5 175 Domare: Patrik Eriksson (Gävle) |
| 19:00 UTC+2 | 19:00 UTC+2 |                   |                 |                     | Jönköping Publik: 5 175 Domare: Patrik Eriksson (Gävle) | Jönköping Publik: 5 175 Domare: Patrik Eriksson (Gävle) |

| 71          | 18 maj 2017 | IF Elfsborg                          | 2 – 1           | AFC Eskilstuna       | Borås Arena                                            |                                                        |
| 19:00 UTC+2 | 19:00 UTC+2 | Joakim Nilsson 59′ Lasse Nilsson 89′ | (0 – 1) Rapport | 11′ (str.) Ferid Ali | Borås Publik: 4 886 Domare: Magnus Lindgren (Göteborg) | Borås Publik: 4 886 Domare: Magnus Lindgren (Göteborg) |
| 19:00 UTC+2 | 19:00 UTC+2 |                                      |                 |                      | Borås Publik: 4 886 Domare: Magnus Lindgren (Göteborg) | Borås Publik: 4 886 Domare: Magnus Lindgren (Göteborg) |
| 19:00 UTC+2 | 19:00 UTC+2 |                                      |                 |                      | Borås Publik: 4 886 Domare: Magnus Lindgren (Göteborg) | Borås Publik: 4 886 Domare: Magnus Lindgren (Göteborg) |

| 72          | 10 augusti 2017 | IFK Göteborg                     | 2 – 1           | AIK            | Gamla Ullevi                                                 |                                                              |
| 19:00 UTC+2 | 19:00 UTC+2     | Søren Rieks 55′ Mikael Boman 65′ | (0 – 1) Rapport | 4′ Amin Affane | Göteborg Publik: 16 187 Domare: Mohammed Al-Hakim (Västerås) | Göteborg Publik: 16 187 Domare: Mohammed Al-Hakim (Västerås) |
| 19:00 UTC+2 | 19:00 UTC+2     |                                  |                 |                | Göteborg Publik: 16 187 Domare: Mohammed Al-Hakim (Västerås) | Göteborg Publik: 16 187 Domare: Mohammed Al-Hakim (Västerås) |
| 19:00 UTC+2 | 19:00 UTC+2     |                                  |                 |                | Göteborg Publik: 16 187 Domare: Mohammed Al-Hakim (Västerås) | Göteborg Publik: 16 187 Domare: Mohammed Al-Hakim (Västerås) |

### Omgång 10
| 73          | 20 maj 2017 | Östersunds FK                  | 2 – 1           | Kalmar FF                  | Jämtkraft Arena                                          |                                                          |
| 16:00 UTC+2 | 16:00 UTC+2 | Alhaji Gero 40′ Brwa Nouri 58′ | (1 – 0) Rapport | 74′ Romário Pereira Sipião | Östersund Publik: 4 465 Domare: Andreas Ekberg (Bjärred) | Östersund Publik: 4 465 Domare: Andreas Ekberg (Bjärred) |
| 16:00 UTC+2 | 16:00 UTC+2 |                                |                 |                            | Östersund Publik: 4 465 Domare: Andreas Ekberg (Bjärred) | Östersund Publik: 4 465 Domare: Andreas Ekberg (Bjärred) |
| 16:00 UTC+2 | 16:00 UTC+2 |                                |                 |                            | Östersund Publik: 4 465 Domare: Andreas Ekberg (Bjärred) | Östersund Publik: 4 465 Domare: Andreas Ekberg (Bjärred) |

| 74          | 20 maj 2017 | Halmstads BK | 0 – 0           | Örebro SK | Örjans vall                                                 |                                                             |
| 18:00 UTC+2 | 18:00 UTC+2 |              | (0 – 0) Rapport |           | Halmstad Publik: 3 162 Domare: Martin Strömbergsson (Gävle) | Halmstad Publik: 3 162 Domare: Martin Strömbergsson (Gävle) |
| 18:00 UTC+2 | 18:00 UTC+2 |              |                 |           | Halmstad Publik: 3 162 Domare: Martin Strömbergsson (Gävle) | Halmstad Publik: 3 162 Domare: Martin Strömbergsson (Gävle) |
| 18:00 UTC+2 | 18:00 UTC+2 |              |                 |           | Halmstad Publik: 3 162 Domare: Martin Strömbergsson (Gävle) | Halmstad Publik: 3 162 Domare: Martin Strömbergsson (Gävle) |

| 75          | 21 maj 2017 | AFC Eskilstuna | 0 – 0           | BK Häcken | Tunavallen                                                    |                                                               |
| 15:00 UTC+2 | 15:00 UTC+2 |                | (0 – 0) Rapport |           | Eskilstuna Publik: 1 895 Domare: Markus Strömbergsson (Gävle) | Eskilstuna Publik: 1 895 Domare: Markus Strömbergsson (Gävle) |
| 15:00 UTC+2 | 15:00 UTC+2 |                |                 |           | Eskilstuna Publik: 1 895 Domare: Markus Strömbergsson (Gävle) | Eskilstuna Publik: 1 895 Domare: Markus Strömbergsson (Gävle) |
| 15:00 UTC+2 | 15:00 UTC+2 |                |                 |           | Eskilstuna Publik: 1 895 Domare: Markus Strömbergsson (Gävle) | Eskilstuna Publik: 1 895 Domare: Markus Strömbergsson (Gävle) |

| 76          | 21 maj 2017 | IK Sirius       | 1 – 1           | Hammarby IF            | Studenternas IP                                          |                                                          |
| 15:00 UTC+2 | 15:00 UTC+2 | Niklas Thor 12′ | (1 – 1) Rapport | 45′ Fredrik Torsteinbø | Uppsala Publik: 7 124 Domare: Magnus Lindgren (Göteborg) | Uppsala Publik: 7 124 Domare: Magnus Lindgren (Göteborg) |
| 15:00 UTC+2 | 15:00 UTC+2 |                 |                 |                        | Uppsala Publik: 7 124 Domare: Magnus Lindgren (Göteborg) | Uppsala Publik: 7 124 Domare: Magnus Lindgren (Göteborg) |
| 15:00 UTC+2 | 15:00 UTC+2 |                 |                 |                        | Uppsala Publik: 7 124 Domare: Magnus Lindgren (Göteborg) | Uppsala Publik: 7 124 Domare: Magnus Lindgren (Göteborg) |

| 77          | 21 maj 2017 | Malmö FF             | 1 – 2           | IFK Norrköping                       | Swedbank Stadion                                      |                                                       |
| 17:30 UTC+2 | 17:30 UTC+2 | Markus Rosenberg 76′ | (0 – 0) Rapport | 83′ Daniel Sjölund 85′ Karl Holmberg | Malmö Publik: 20 145 Domare: Bojan Pandzic (Göteborg) | Malmö Publik: 20 145 Domare: Bojan Pandzic (Göteborg) |
| 17:30 UTC+2 | 17:30 UTC+2 |                      |                 |                                      | Malmö Publik: 20 145 Domare: Bojan Pandzic (Göteborg) | Malmö Publik: 20 145 Domare: Bojan Pandzic (Göteborg) |
| 17:30 UTC+2 | 17:30 UTC+2 |                      |                 |                                      | Malmö Publik: 20 145 Domare: Bojan Pandzic (Göteborg) | Malmö Publik: 20 145 Domare: Bojan Pandzic (Göteborg) |

| 78          | 22 maj 2017 | GIF Sundsvall | 0 – 4           | IFK Göteborg                                                     | Idrottsparken                                                 |                                                               |
| 19:00 UTC+2 | 19:00 UTC+2 |               | (0 – 3) Rapport | 32′, 42′ Tobias Hysén 34′ (str.) Emil Salomonsson 86′ Mads Albæk | Sundsvall Publik: 5 046 Domare: Kristoffer Karlsson (Höganäs) | Sundsvall Publik: 5 046 Domare: Kristoffer Karlsson (Höganäs) |
| 19:00 UTC+2 | 19:00 UTC+2 |               |                 |                                                                  | Sundsvall Publik: 5 046 Domare: Kristoffer Karlsson (Höganäs) | Sundsvall Publik: 5 046 Domare: Kristoffer Karlsson (Höganäs) |
| 19:00 UTC+2 | 19:00 UTC+2 |               |                 |                                                                  | Sundsvall Publik: 5 046 Domare: Kristoffer Karlsson (Höganäs) | Sundsvall Publik: 5 046 Domare: Kristoffer Karlsson (Höganäs) |

| 79          | 22 maj 2017 | IF Elfsborg                                               | 3 – 0           | Jönköpings Södra | Borås Arena                                    |                                                |
| 19:00 UTC+2 | 19:00 UTC+2 | Daniel Gustavsson 29′ Issam Jebali 54′ Joakim Nilsson 59′ | (1 – 0) Rapport |                  | Borås Publik: 5 965 Domare: Johan Hamlin (Bro) | Borås Publik: 5 965 Domare: Johan Hamlin (Bro) |
| 19:00 UTC+2 | 19:00 UTC+2 |                                                           |                 |                  | Borås Publik: 5 965 Domare: Johan Hamlin (Bro) | Borås Publik: 5 965 Domare: Johan Hamlin (Bro) |
| 19:00 UTC+2 | 19:00 UTC+2 |                                                           |                 |                  | Borås Publik: 5 965 Domare: Johan Hamlin (Bro) | Borås Publik: 5 965 Domare: Johan Hamlin (Bro) |

| 80          | 22 maj 2017 | Djurgårdens IF | 0 – 1           | AIK             | Tele2 Arena                                                   |                                                               |
| 19:00 UTC+2 | 19:00 UTC+2 |                | (0 – 1) Rapport | 20′ Simon Thern | Stockholm Publik: 25 754 Domare: Mohammed Al-Hakim (Västerås) | Stockholm Publik: 25 754 Domare: Mohammed Al-Hakim (Västerås) |
| 19:00 UTC+2 | 19:00 UTC+2 |                |                 |                 | Stockholm Publik: 25 754 Domare: Mohammed Al-Hakim (Västerås) | Stockholm Publik: 25 754 Domare: Mohammed Al-Hakim (Västerås) |
| 19:00 UTC+2 | 19:00 UTC+2 |                |                 |                 | Stockholm Publik: 25 754 Domare: Mohammed Al-Hakim (Västerås) | Stockholm Publik: 25 754 Domare: Mohammed Al-Hakim (Västerås) |

### Omgång 11
| 81          | 27 maj 2017 | Kalmar FF                                                           | 3 – 0           | GIF Sundsvall | Guldfågeln Arena                                     |                                                      |
| 16:00 UTC+2 | 16:00 UTC+2 | Romário Pereira Sipião 13′ Svante Ingelsson 20′ Melker Hallberg 27′ | (3 – 0) Rapport |               | Kalmar Publik: 4 085 Domare: Patrik Eriksson (Gävle) | Kalmar Publik: 4 085 Domare: Patrik Eriksson (Gävle) |
| 16:00 UTC+2 | 16:00 UTC+2 |                                                                     |                 |               | Kalmar Publik: 4 085 Domare: Patrik Eriksson (Gävle) | Kalmar Publik: 4 085 Domare: Patrik Eriksson (Gävle) |
| 16:00 UTC+2 | 16:00 UTC+2 |                                                                     |                 |               | Kalmar Publik: 4 085 Domare: Patrik Eriksson (Gävle) | Kalmar Publik: 4 085 Domare: Patrik Eriksson (Gävle) |

| 82          | 27 maj 2017 | Djurgårdens IF                                             | 4 – 1           | AFC Eskilstuna   | Tele2 Arena                                               |                                                           |
| 16:00 UTC+2 | 16:00 UTC+2 | Kevin Walker 28′, 76′ Kerim Mrabti 52′ Othman El Kabir 64′ | (1 – 0) Rapport | 61′ Omar Eddahri | Stockholm Publik: 10 255 Domare: Bojan Pandzic (Göteborg) | Stockholm Publik: 10 255 Domare: Bojan Pandzic (Göteborg) |
| 16:00 UTC+2 | 16:00 UTC+2 |                                                            |                 |                  | Stockholm Publik: 10 255 Domare: Bojan Pandzic (Göteborg) | Stockholm Publik: 10 255 Domare: Bojan Pandzic (Göteborg) |
| 16:00 UTC+2 | 16:00 UTC+2 |                                                            |                 |                  | Stockholm Publik: 10 255 Domare: Bojan Pandzic (Göteborg) | Stockholm Publik: 10 255 Domare: Bojan Pandzic (Göteborg) |

| 83          | 27 maj 2017 | IFK Norrköping                              | 3 – 2           | Halmstads BK                                     | Östgötaporten                                                 |                                                               |
| 18:00 UTC+2 | 18:00 UTC+2 | Karl Holmberg 12′, 51′ Nicklas Bärkroth 47′ | (1 – 1) Rapport | 24′ Fredrik Olsson 83′ (sjm.) Jón Guðni Fjóluson | Norrköping Publik: 9 105 Domare: Markus Strömbergsson (Gävle) | Norrköping Publik: 9 105 Domare: Markus Strömbergsson (Gävle) |
| 18:00 UTC+2 | 18:00 UTC+2 |                                             |                 |                                                  | Norrköping Publik: 9 105 Domare: Markus Strömbergsson (Gävle) | Norrköping Publik: 9 105 Domare: Markus Strömbergsson (Gävle) |
| 18:00 UTC+2 | 18:00 UTC+2 |                                             |                 |                                                  | Norrköping Publik: 9 105 Domare: Markus Strömbergsson (Gävle) | Norrköping Publik: 9 105 Domare: Markus Strömbergsson (Gävle) |

| 84          | 28 maj 2017 | Hammarby IF                     | 2 – 2           | Jönköpings Södra                | Tele2 Arena                                                    |                                                                |
| 15:00 UTC+2 | 15:00 UTC+2 | Pa Dibba 18′ Mats Solheim 90+1′ | (1 – 0) Rapport | 74′ Dzenis Kozica 77′ Eric Ayuk | Stockholm Publik: 20 386 Domare: Kristoffer Karlsson (Höganäs) | Stockholm Publik: 20 386 Domare: Kristoffer Karlsson (Höganäs) |
| 15:00 UTC+2 | 15:00 UTC+2 |                                 |                 |                                 | Stockholm Publik: 20 386 Domare: Kristoffer Karlsson (Höganäs) | Stockholm Publik: 20 386 Domare: Kristoffer Karlsson (Höganäs) |
| 15:00 UTC+2 | 15:00 UTC+2 |                                 |                 |                                 | Stockholm Publik: 20 386 Domare: Kristoffer Karlsson (Höganäs) | Stockholm Publik: 20 386 Domare: Kristoffer Karlsson (Höganäs) |

| 85          | 28 maj 2017 | IFK Göteborg     | 1 – 1           | IF Elfsborg     | Gamla Ullevi                                                 |                                                              |
| 18:30 UTC+2 | 18:30 UTC+2 | Tobias Hysén 40′ | (1 – 1) Rapport | 3′ Issam Jebali | Göteborg Publik: 12 837 Domare: Martin Strömbergsson (Gävle) | Göteborg Publik: 12 837 Domare: Martin Strömbergsson (Gävle) |
| 18:30 UTC+2 | 18:30 UTC+2 |                  |                 |                 | Göteborg Publik: 12 837 Domare: Martin Strömbergsson (Gävle) | Göteborg Publik: 12 837 Domare: Martin Strömbergsson (Gävle) |
| 18:30 UTC+2 | 18:30 UTC+2 |                  |                 |                 | Göteborg Publik: 12 837 Domare: Martin Strömbergsson (Gävle) | Göteborg Publik: 12 837 Domare: Martin Strömbergsson (Gävle) |

| 86          | 29 maj 2017 | BK Häcken | 0 – 1           | Östersunds FK         | Bravida Arena                                         |                                                       |
| 19:00 UTC+2 | 19:00 UTC+2 |           | (0 – 1) Rapport | 12′ (str.) Brwa Nouri | Göteborg Publik: 2 749 Domare: Kaspar Sjöberg (Malmö) | Göteborg Publik: 2 749 Domare: Kaspar Sjöberg (Malmö) |
| 19:00 UTC+2 | 19:00 UTC+2 |           |                 |                       | Göteborg Publik: 2 749 Domare: Kaspar Sjöberg (Malmö) | Göteborg Publik: 2 749 Domare: Kaspar Sjöberg (Malmö) |
| 19:00 UTC+2 | 19:00 UTC+2 |           |                 |                       | Göteborg Publik: 2 749 Domare: Kaspar Sjöberg (Malmö) | Göteborg Publik: 2 749 Domare: Kaspar Sjöberg (Malmö) |

| 87          | 29 maj 2017 | AIK | 0 – 1           | Malmö FF              | Friends Arena                                            |                                                          |
| 19:00 UTC+2 | 19:00 UTC+2 |     | (0 – 0) Rapport | 90+3′ Felipe Carvalho | Stockholm Publik: 19 570 Domare: Glenn Nyberg (Borlänge) | Stockholm Publik: 19 570 Domare: Glenn Nyberg (Borlänge) |
| 19:00 UTC+2 | 19:00 UTC+2 |     |                 |                       | Stockholm Publik: 19 570 Domare: Glenn Nyberg (Borlänge) | Stockholm Publik: 19 570 Domare: Glenn Nyberg (Borlänge) |
| 19:00 UTC+2 | 19:00 UTC+2 |     |                 |                       | Stockholm Publik: 19 570 Domare: Glenn Nyberg (Borlänge) | Stockholm Publik: 19 570 Domare: Glenn Nyberg (Borlänge) |

| 88          | 29 maj 2017 | Örebro SK                                    | 2 – 1           | IK Sirius            | Behrn Arena                                                 |                                                             |
| 19:00 UTC+2 | 19:00 UTC+2 | Kennedy Igboananike 32′ Johan Mårtensson 57′ | (1 – 0) Rapport | 88′ Jesper Arvidsson | Örebro Publik: 5 622 Domare: Stefan Johannesson (Stockholm) | Örebro Publik: 5 622 Domare: Stefan Johannesson (Stockholm) |
| 19:00 UTC+2 | 19:00 UTC+2 |                                              |                 |                      | Örebro Publik: 5 622 Domare: Stefan Johannesson (Stockholm) | Örebro Publik: 5 622 Domare: Stefan Johannesson (Stockholm) |
| 19:00 UTC+2 | 19:00 UTC+2 |                                              |                 |                      | Örebro Publik: 5 622 Domare: Stefan Johannesson (Stockholm) | Örebro Publik: 5 622 Domare: Stefan Johannesson (Stockholm) |

### Omgång 12
| 89          | 2 juni 2017 | IF Elfsborg                   | 2 – 0           | BK Häcken | Borås Arena                                         |                                                     |
| 19:00 UTC+2 | 19:00 UTC+2 | Simon Olsson 8′ Per Frick 52′ | (1 – 0) Rapport |           | Borås Publik: 6 446 Domare: Glenn Nyberg (Borlänge) | Borås Publik: 6 446 Domare: Glenn Nyberg (Borlänge) |
| 19:00 UTC+2 | 19:00 UTC+2 |                               |                 |           | Borås Publik: 6 446 Domare: Glenn Nyberg (Borlänge) | Borås Publik: 6 446 Domare: Glenn Nyberg (Borlänge) |
| 19:00 UTC+2 | 19:00 UTC+2 |                               |                 |           | Borås Publik: 6 446 Domare: Glenn Nyberg (Borlänge) | Borås Publik: 6 446 Domare: Glenn Nyberg (Borlänge) |

| 90          | 3 juni 2017 | Östersunds FK                            | 3 – 1           | GIF Sundsvall       | Jämtkraft Arena                                            |                                                            |
| 16:00 UTC+2 | 16:00 UTC+2 | Saman Ghoddos 22′, 32′ Jamie Hopcutt 90′ | (2 – 0) Rapport | 65′ Linus Hallenius | Östersund Publik: 7 821 Domare: Magnus Lindgren (Göteborg) | Östersund Publik: 7 821 Domare: Magnus Lindgren (Göteborg) |
| 16:00 UTC+2 | 16:00 UTC+2 |                                          |                 |                     | Östersund Publik: 7 821 Domare: Magnus Lindgren (Göteborg) | Östersund Publik: 7 821 Domare: Magnus Lindgren (Göteborg) |
| 16:00 UTC+2 | 16:00 UTC+2 |                                          |                 |                     | Östersund Publik: 7 821 Domare: Magnus Lindgren (Göteborg) | Östersund Publik: 7 821 Domare: Magnus Lindgren (Göteborg) |

| 91          | 3 juni 2017 | Kalmar FF | 0 – 1           | Örebro SK     | Guldfågeln Arena                                    |                                                     |
| 16:00 UTC+2 | 16:00 UTC+2 |           | (0 – 0) Rapport | 83′ Maic Sema | Kalmar Publik: 4 699 Domare: Kaspar Sjöberg (Malmö) | Kalmar Publik: 4 699 Domare: Kaspar Sjöberg (Malmö) |
| 16:00 UTC+2 | 16:00 UTC+2 |           |                 |               | Kalmar Publik: 4 699 Domare: Kaspar Sjöberg (Malmö) | Kalmar Publik: 4 699 Domare: Kaspar Sjöberg (Malmö) |
| 16:00 UTC+2 | 16:00 UTC+2 |           |                 |               | Kalmar Publik: 4 699 Domare: Kaspar Sjöberg (Malmö) | Kalmar Publik: 4 699 Domare: Kaspar Sjöberg (Malmö) |

| 92          | 3 juni 2017 | Jönköpings Södra  | 1 – 2           | Malmö FF                                | Stadsparksvallen                                        |                                                         |
| 18:00 UTC+2 | 18:00 UTC+2 | Dzenis Kozica 52′ | (0 – 1) Rapport | 19′ Anders Christiansen 62′ Erdal Rakip | Jönköping Publik: 5 565 Domare: Patrik Eriksson (Gävle) | Jönköping Publik: 5 565 Domare: Patrik Eriksson (Gävle) |
| 18:00 UTC+2 | 18:00 UTC+2 |                   |                 |                                         | Jönköping Publik: 5 565 Domare: Patrik Eriksson (Gävle) | Jönköping Publik: 5 565 Domare: Patrik Eriksson (Gävle) |
| 18:00 UTC+2 | 18:00 UTC+2 |                   |                 |                                         | Jönköping Publik: 5 565 Domare: Patrik Eriksson (Gävle) | Jönköping Publik: 5 565 Domare: Patrik Eriksson (Gävle) |

| 93          | 4 juni 2017 | AFC Eskilstuna   | 1 – 3           | AIK                                                    | Tunavallen                                          |                                                     |
| 15:00 UTC+2 | 15:00 UTC+2 | Omar Eddahri 37′ | (1 – 1) Rapport | 20′ Daniel Sundgren 85′ Denni Avdić 89′ Eero Markkanen | Eskilstuna Publik: 7 047 Domare: Johan Hamlin (Bro) | Eskilstuna Publik: 7 047 Domare: Johan Hamlin (Bro) |
| 15:00 UTC+2 | 15:00 UTC+2 |                  |                 |                                                        | Eskilstuna Publik: 7 047 Domare: Johan Hamlin (Bro) | Eskilstuna Publik: 7 047 Domare: Johan Hamlin (Bro) |
| 15:00 UTC+2 | 15:00 UTC+2 |                  |                 |                                                        | Eskilstuna Publik: 7 047 Domare: Johan Hamlin (Bro) | Eskilstuna Publik: 7 047 Domare: Johan Hamlin (Bro) |

| 94          | 4 juni 2017 | Hammarby IF                                         | 3 – 1           | Djurgårdens IF     | Tele2 Arena                                               |                                                           |
| 15:00 UTC+2 | 15:00 UTC+2 | Rômulo Cabral Pereira Pinto 58′, 83′ Pa Dibba 90+3′ | (0 – 1) Rapport | 32′ Gustav Engvall | Stockholm Publik: 29 374 Domare: Andreas Ekberg (Bjärred) | Stockholm Publik: 29 374 Domare: Andreas Ekberg (Bjärred) |
| 15:00 UTC+2 | 15:00 UTC+2 |                                                     |                 |                    | Stockholm Publik: 29 374 Domare: Andreas Ekberg (Bjärred) | Stockholm Publik: 29 374 Domare: Andreas Ekberg (Bjärred) |
| 15:00 UTC+2 | 15:00 UTC+2 |                                                     |                 |                    | Stockholm Publik: 29 374 Domare: Andreas Ekberg (Bjärred) | Stockholm Publik: 29 374 Domare: Andreas Ekberg (Bjärred) |

| 95          | 4 juni 2017 | IK Sirius                           | 2 – 1           | Halmstads BK       | Studenternas IP                                             |                                                             |
| 17:30 UTC+2 | 17:30 UTC+2 | Moses Ogbu 50′ Philip Haglund 90+3′ | (0 – 1) Rapport | 26′ Fredrik Olsson | Halmstad Publik: 4 561 Domare: Robert Daradic (Helsingborg) | Halmstad Publik: 4 561 Domare: Robert Daradic (Helsingborg) |
| 17:30 UTC+2 | 17:30 UTC+2 |                                     |                 |                    | Halmstad Publik: 4 561 Domare: Robert Daradic (Helsingborg) | Halmstad Publik: 4 561 Domare: Robert Daradic (Helsingborg) |
| 17:30 UTC+2 | 17:30 UTC+2 |                                     |                 |                    | Halmstad Publik: 4 561 Domare: Robert Daradic (Helsingborg) | Halmstad Publik: 4 561 Domare: Robert Daradic (Helsingborg) |

| 96          | 4 juni 2017 | IFK Norrköping                                | 2 – 0           | IFK Göteborg | Östgötaporten                                                  |                                                                |
| 17:30 UTC+2 | 17:30 UTC+2 | David Moberg Karlsson 36′ Niclas Eliasson 68′ | (1 – 0) Rapport |              | Norrköping Publik: 10 233 Domare: Mohammed Al-Hakim (Västerås) | Norrköping Publik: 10 233 Domare: Mohammed Al-Hakim (Västerås) |
| 17:30 UTC+2 | 17:30 UTC+2 |                                               |                 |              | Norrköping Publik: 10 233 Domare: Mohammed Al-Hakim (Västerås) | Norrköping Publik: 10 233 Domare: Mohammed Al-Hakim (Västerås) |
| 17:30 UTC+2 | 17:30 UTC+2 |                                               |                 |              | Norrköping Publik: 10 233 Domare: Mohammed Al-Hakim (Västerås) | Norrköping Publik: 10 233 Domare: Mohammed Al-Hakim (Västerås) |

### Omgång 13
| 97          | 1 juli 2017 | GIF Sundsvall       | 1 – 2           | IK Sirius                                 | Idrottsparken                                           |                                                         |
| 16:00 UTC+2 | 16:00 UTC+2 | Jonathan Morsay 12′ | (1 – 0) Rapport | 73′ Jesper Arvidsson 90+3′ Philip Haglund | Sundsvall Publik: 3 862 Domare: Glenn Nyberg (Borlänge) | Sundsvall Publik: 3 862 Domare: Glenn Nyberg (Borlänge) |
| 16:00 UTC+2 | 16:00 UTC+2 |                     |                 |                                           | Sundsvall Publik: 3 862 Domare: Glenn Nyberg (Borlänge) | Sundsvall Publik: 3 862 Domare: Glenn Nyberg (Borlänge) |
| 16:00 UTC+2 | 16:00 UTC+2 |                     |                 |                                           | Sundsvall Publik: 3 862 Domare: Glenn Nyberg (Borlänge) | Sundsvall Publik: 3 862 Domare: Glenn Nyberg (Borlänge) |

| 98          | 1 juli 2017 | Malmö FF                                                  | 3 – 2           | AFC Eskilstuna                   | Swedbank Stadion                                      |                                                       |
| 16:00 UTC+2 | 16:00 UTC+2 | Mattias Svanberg 18′ Yoshimar Yotun 53′ Oscar Lewicki 66′ | (1 – 2) Rapport | 31′ Omar Eddahri 45+3′ Ferid Ali | Malmö Publik: 14 482 Domare: Bojan Pandzic (Göteborg) | Malmö Publik: 14 482 Domare: Bojan Pandzic (Göteborg) |
| 16:00 UTC+2 | 16:00 UTC+2 |                                                           |                 |                                  | Malmö Publik: 14 482 Domare: Bojan Pandzic (Göteborg) | Malmö Publik: 14 482 Domare: Bojan Pandzic (Göteborg) |
| 16:00 UTC+2 | 16:00 UTC+2 |                                                           |                 |                                  | Malmö Publik: 14 482 Domare: Bojan Pandzic (Göteborg) | Malmö Publik: 14 482 Domare: Bojan Pandzic (Göteborg) |

| 99          | 1 juli 2017 | Halmstads BK     | 1 – 1           | IF Elfsborg         | Örjans vall                                       |                                                   |
| 18:00 UTC+2 | 18:00 UTC+2 | Nikolai Alho 55′ | (0 – 0) Rapport | 59′ Simon Lundevall | Halmstad Publik: 4 852 Domare: Johan Hamlin (Bro) | Halmstad Publik: 4 852 Domare: Johan Hamlin (Bro) |
| 18:00 UTC+2 | 18:00 UTC+2 |                  |                 |                     | Halmstad Publik: 4 852 Domare: Johan Hamlin (Bro) | Halmstad Publik: 4 852 Domare: Johan Hamlin (Bro) |
| 18:00 UTC+2 | 18:00 UTC+2 |                  |                 |                     | Halmstad Publik: 4 852 Domare: Johan Hamlin (Bro) | Halmstad Publik: 4 852 Domare: Johan Hamlin (Bro) |

| 100         | 2 juli 2017 | Jönköpings Södra | 0 – 2           | IFK Göteborg                         | Stadsparksvallen                                             |                                                              |
| 15:00 UTC+2 | 15:00 UTC+2 |                  | (0 – 1) Rapport | 27′ Mikkel Diskerud 76′ Tobias Hysén | Jönköping Publik: 5 627 Domare: Mohammed Al-Hakim (Västerås) | Jönköping Publik: 5 627 Domare: Mohammed Al-Hakim (Västerås) |
| 15:00 UTC+2 | 15:00 UTC+2 |                  |                 |                                      | Jönköping Publik: 5 627 Domare: Mohammed Al-Hakim (Västerås) | Jönköping Publik: 5 627 Domare: Mohammed Al-Hakim (Västerås) |
| 15:00 UTC+2 | 15:00 UTC+2 |                  |                 |                                      | Jönköping Publik: 5 627 Domare: Mohammed Al-Hakim (Västerås) | Jönköping Publik: 5 627 Domare: Mohammed Al-Hakim (Västerås) |

| 101         | 2 juli 2017 | AIK                              | 2 – 2           | Östersunds FK         | Friends Arena                                                   |                                                                 |
| 17:30 UTC+2 | 17:30 UTC+2 | Henok Goitom 33′ Denni Avdić 87′ | (1 – 1) Rapport | 22′, 57′ Gabriel Somi | Stockholm Publik: 15 121 Domare: Stefan Johannesson (Stockholm) | Stockholm Publik: 15 121 Domare: Stefan Johannesson (Stockholm) |
| 17:30 UTC+2 | 17:30 UTC+2 |                                  |                 |                       | Stockholm Publik: 15 121 Domare: Stefan Johannesson (Stockholm) | Stockholm Publik: 15 121 Domare: Stefan Johannesson (Stockholm) |
| 17:30 UTC+2 | 17:30 UTC+2 |                                  |                 |                       | Stockholm Publik: 15 121 Domare: Stefan Johannesson (Stockholm) | Stockholm Publik: 15 121 Domare: Stefan Johannesson (Stockholm) |

| 102         | 2 juli 2017 | Örebro SK                               | 4 – 2           | IFK Norrköping                            | Behrn Arena                                           |                                                       |
| 17:30 UTC+2 | 17:30 UTC+2 | Maic Sema 2′, 37′ Nahir Besara 47′, 50′ | (2 – 2) Rapport | 29′ Karl Holmberg 42′ Sebastian Andersson | Örebro Publik: 8 954 Domare: Andreas Ekberg (Bjärred) | Örebro Publik: 8 954 Domare: Andreas Ekberg (Bjärred) |
| 17:30 UTC+2 | 17:30 UTC+2 |                                         |                 |                                           | Örebro Publik: 8 954 Domare: Andreas Ekberg (Bjärred) | Örebro Publik: 8 954 Domare: Andreas Ekberg (Bjärred) |
| 17:30 UTC+2 | 17:30 UTC+2 |                                         |                 |                                           | Örebro Publik: 8 954 Domare: Andreas Ekberg (Bjärred) | Örebro Publik: 8 954 Domare: Andreas Ekberg (Bjärred) |

| 103         | 3 juli 2017 | BK Häcken                                         | 2 – 0           | Hammarby IF | Bravida Arena                                           |                                                         |
| 19:00 UTC+2 | 19:00 UTC+2 | Alexander Farnerud 45′ Paulo José de Oliveira 56′ | (1 – 0) Rapport |             | Göteborg Publik: 4 009 Domare: Jonas Eriksson (Sigtuna) | Göteborg Publik: 4 009 Domare: Jonas Eriksson (Sigtuna) |
| 19:00 UTC+2 | 19:00 UTC+2 |                                                   |                 |             | Göteborg Publik: 4 009 Domare: Jonas Eriksson (Sigtuna) | Göteborg Publik: 4 009 Domare: Jonas Eriksson (Sigtuna) |
| 19:00 UTC+2 | 19:00 UTC+2 |                                                   |                 |             | Göteborg Publik: 4 009 Domare: Jonas Eriksson (Sigtuna) | Göteborg Publik: 4 009 Domare: Jonas Eriksson (Sigtuna) |

| 104         | 3 juli 2017 | Djurgårdens IF                                                  | 4 – 1           | Kalmar FF                         | Tele2 Arena                                                    |                                                                |
| 19:00 UTC+2 | 19:00 UTC+2 | Magnus Eriksson 37′, 72′ Othman El Kabir 63′ Gustav Engvall 84′ | (1 – 0) Rapport | 49′ (str.) Romário Pereira Sipião | Stockholm Publik: 11 730 Domare: Kristoffer Karlsson (Höganäs) | Stockholm Publik: 11 730 Domare: Kristoffer Karlsson (Höganäs) |
| 19:00 UTC+2 | 19:00 UTC+2 |                                                                 |                 |                                   | Stockholm Publik: 11 730 Domare: Kristoffer Karlsson (Höganäs) | Stockholm Publik: 11 730 Domare: Kristoffer Karlsson (Höganäs) |
| 19:00 UTC+2 | 19:00 UTC+2 |                                                                 |                 |                                   | Stockholm Publik: 11 730 Domare: Kristoffer Karlsson (Höganäs) | Stockholm Publik: 11 730 Domare: Kristoffer Karlsson (Höganäs) |

### Omgång 14
| 105         | 8 juli 2017 | IK Sirius      | 1 – 0           | AFC Eskilstuna | Studenternas IP                                             |                                                             |
| 16:00 UTC+2 | 16:00 UTC+2 | Moses Ogbu 74′ | (0 – 0) Rapport |                | Uppsala Publik: 4 137 Domare: Kristoffer Karlsson (Höganäs) | Uppsala Publik: 4 137 Domare: Kristoffer Karlsson (Höganäs) |
| 16:00 UTC+2 | 16:00 UTC+2 |                |                 |                | Uppsala Publik: 4 137 Domare: Kristoffer Karlsson (Höganäs) | Uppsala Publik: 4 137 Domare: Kristoffer Karlsson (Höganäs) |
| 16:00 UTC+2 | 16:00 UTC+2 |                |                 |                | Uppsala Publik: 4 137 Domare: Kristoffer Karlsson (Höganäs) | Uppsala Publik: 4 137 Domare: Kristoffer Karlsson (Höganäs) |

| 106         | 8 juli 2017 | Hammarby IF                              | 3 – 1           | Örebro SK             | Tele2 Arena                                                     |                                                                 |
| 16:00 UTC+2 | 16:00 UTC+2 | Fredrik Torsteinbø 40′ Pa Dibba 49′, 66′ | (1 – 0) Rapport | 83′ Brendan Hines-Ike | Stockholm Publik: 20 337 Domare: Stefan Johannesson (Stockholm) | Stockholm Publik: 20 337 Domare: Stefan Johannesson (Stockholm) |
| 16:00 UTC+2 | 16:00 UTC+2 |                                          |                 |                       | Stockholm Publik: 20 337 Domare: Stefan Johannesson (Stockholm) | Stockholm Publik: 20 337 Domare: Stefan Johannesson (Stockholm) |
| 16:00 UTC+2 | 16:00 UTC+2 |                                          |                 |                       | Stockholm Publik: 20 337 Domare: Stefan Johannesson (Stockholm) | Stockholm Publik: 20 337 Domare: Stefan Johannesson (Stockholm) |

| 107         | 8 juli 2017 | BK Häcken | 0 – 1           | Malmö FF                 | Bravida Arena                                     |                                                   |
| 18:00 UTC+2 | 18:00 UTC+2 |           | (0 – 1) Rapport | 19′ Alexander Jeremejeff | Göteborg Publik: 4 504 Domare: Johan Hamlin (Bro) | Göteborg Publik: 4 504 Domare: Johan Hamlin (Bro) |
| 18:00 UTC+2 | 18:00 UTC+2 |           |                 |                          | Göteborg Publik: 4 504 Domare: Johan Hamlin (Bro) | Göteborg Publik: 4 504 Domare: Johan Hamlin (Bro) |
| 18:00 UTC+2 | 18:00 UTC+2 |           |                 |                          | Göteborg Publik: 4 504 Domare: Johan Hamlin (Bro) | Göteborg Publik: 4 504 Domare: Johan Hamlin (Bro) |

| 108         | 9 juli 2017 | IFK Norrköping          | 1 – 3           | IF Elfsborg                                        | Östgötaporten                                                 |                                                               |
| 15:00 UTC+2 | 15:00 UTC+2 | Sebastian Andersson 48′ | (0 – 2) Rapport | 33′ Simon Lundevall 35′ Alex Dyer 88′ Emir Bajrami | Norrköping Publik: 9 325 Domare: Mohammed Al-Hakim (Västerås) | Norrköping Publik: 9 325 Domare: Mohammed Al-Hakim (Västerås) |
| 15:00 UTC+2 | 15:00 UTC+2 |                         |                 |                                                    | Norrköping Publik: 9 325 Domare: Mohammed Al-Hakim (Västerås) | Norrköping Publik: 9 325 Domare: Mohammed Al-Hakim (Västerås) |
| 15:00 UTC+2 | 15:00 UTC+2 |                         |                 |                                                    | Norrköping Publik: 9 325 Domare: Mohammed Al-Hakim (Västerås) | Norrköping Publik: 9 325 Domare: Mohammed Al-Hakim (Västerås) |

| 109         | 9 juli 2017 | Kalmar FF | 0 – 1           | AIK              | Guldfågeln Arena                                         |                                                          |
| 17:30 UTC+2 | 17:30 UTC+2 |           | (0 – 0) Rapport | 67′ Henok Goitom | Kalmar Publik: 10 318 Domare: Magnus Lindgren (Göteborg) | Kalmar Publik: 10 318 Domare: Magnus Lindgren (Göteborg) |
| 17:30 UTC+2 | 17:30 UTC+2 |           |                 |                  | Kalmar Publik: 10 318 Domare: Magnus Lindgren (Göteborg) | Kalmar Publik: 10 318 Domare: Magnus Lindgren (Göteborg) |
| 17:30 UTC+2 | 17:30 UTC+2 |           |                 |                  | Kalmar Publik: 10 318 Domare: Magnus Lindgren (Göteborg) | Kalmar Publik: 10 318 Domare: Magnus Lindgren (Göteborg) |

| 110         | 9 juli 2017 | Östersunds FK          | 1 – 1           | Jönköpings Södra | Jämtkraft Arena                                        |                                                        |
| 17:30 UTC+2 | 17:30 UTC+2 | Johan Bertilsson 90+1′ | (0 – 0) Rapport | 73′ Daryl Smylie | Östersund Publik: 4 893 Domare: Kaspar Sjöberg (Malmö) | Östersund Publik: 4 893 Domare: Kaspar Sjöberg (Malmö) |
| 17:30 UTC+2 | 17:30 UTC+2 |                        |                 |                  | Östersund Publik: 4 893 Domare: Kaspar Sjöberg (Malmö) | Östersund Publik: 4 893 Domare: Kaspar Sjöberg (Malmö) |
| 17:30 UTC+2 | 17:30 UTC+2 |                        |                 |                  | Östersund Publik: 4 893 Domare: Kaspar Sjöberg (Malmö) | Östersund Publik: 4 893 Domare: Kaspar Sjöberg (Malmö) |

| 111         | 10 juli 2017 | IFK Göteborg   | 1 – 1           | Halmstads BK          | Gamla Ullevi                                            |                                                         |
| 19:00 UTC+2 | 19:00 UTC+2  | Mads Albæk 56′ | (0 – 0) Rapport | 79′ Sead Haksabanovic | Göteborg Publik: 11 328 Domare: Patrik Eriksson (Gävle) | Göteborg Publik: 11 328 Domare: Patrik Eriksson (Gävle) |
| 19:00 UTC+2 | 19:00 UTC+2  |                |                 |                       | Göteborg Publik: 11 328 Domare: Patrik Eriksson (Gävle) | Göteborg Publik: 11 328 Domare: Patrik Eriksson (Gävle) |
| 19:00 UTC+2 | 19:00 UTC+2  |                |                 |                       | Göteborg Publik: 11 328 Domare: Patrik Eriksson (Gävle) | Göteborg Publik: 11 328 Domare: Patrik Eriksson (Gävle) |

| 112         | 10 juli 2017 | Djurgårdens IF                        | 2 – 1   | GIF Sundsvall       | Tele2 Arena                                               |                                                           |
| 19:00 UTC+2 | 19:00 UTC+2  | Kim Källström 31′ Othman El Kabir 64′ | Rapport | 23′ Linus Hallenius | Stockholm Publik: 12 439 Domare: Jonas Eriksson (Sigtuna) | Stockholm Publik: 12 439 Domare: Jonas Eriksson (Sigtuna) |
| 19:00 UTC+2 | 19:00 UTC+2  |                                       |         |                     | Stockholm Publik: 12 439 Domare: Jonas Eriksson (Sigtuna) | Stockholm Publik: 12 439 Domare: Jonas Eriksson (Sigtuna) |
| 19:00 UTC+2 | 19:00 UTC+2  |                                       |         |                     | Stockholm Publik: 12 439 Domare: Jonas Eriksson (Sigtuna) | Stockholm Publik: 12 439 Domare: Jonas Eriksson (Sigtuna) |

### Omgång 15
| 113         | 15 juli 2017 | AFC Eskilstuna                         | 2 – 1           | Kalmar FF     | Tunavallen                                              |                                                         |
| 16:00 UTC+2 | 16:00 UTC+2  | Chidi Dauda Omeje 47′ Ludvig Öhman 78′ | (0 – 1) Rapport | 8′ Papa Diouf | Eskilstuna Publik: 2 376 Domare: Kaspar Sjöberg (Malmö) | Eskilstuna Publik: 2 376 Domare: Kaspar Sjöberg (Malmö) |
| 16:00 UTC+2 | 16:00 UTC+2  |                                        |                 |               | Eskilstuna Publik: 2 376 Domare: Kaspar Sjöberg (Malmö) | Eskilstuna Publik: 2 376 Domare: Kaspar Sjöberg (Malmö) |
| 16:00 UTC+2 | 16:00 UTC+2  |                                        |                 |               | Eskilstuna Publik: 2 376 Domare: Kaspar Sjöberg (Malmö) | Eskilstuna Publik: 2 376 Domare: Kaspar Sjöberg (Malmö) |

| 114         | 15 juli 2017 | GIF Sundsvall    | 1 – 0           | Halmstads BK | Idrottsparken                                              |                                                            |
| 16:00 UTC+2 | 16:00 UTC+2  | Eric Larsson 50′ | (0 – 0) Rapport |              | Sundsvall Publik: 3 647 Domare: Magnus Lindgren (Göteborg) | Sundsvall Publik: 3 647 Domare: Magnus Lindgren (Göteborg) |
| 16:00 UTC+2 | 16:00 UTC+2  |                  |                 |              | Sundsvall Publik: 3 647 Domare: Magnus Lindgren (Göteborg) | Sundsvall Publik: 3 647 Domare: Magnus Lindgren (Göteborg) |
| 16:00 UTC+2 | 16:00 UTC+2  |                  |                 |              | Sundsvall Publik: 3 647 Domare: Magnus Lindgren (Göteborg) | Sundsvall Publik: 3 647 Domare: Magnus Lindgren (Göteborg) |

| 115         | 15 juli 2017 | Malmö FF                                  | 3 – 3           | IK Sirius                                                   | Swedbank Stadion                                            |                                                             |
| 16:00 UTC+2 | 16:00 UTC+2  | Jo Inge Berget 6′, 40′ Kingsley Sarfo 69′ | (2 – 0) Rapport | 66′ Jesper Arvidsson 82′ Stefano Vecchia 90′ Philip Haglund | Malmö Publik: 15 501 Domare: Stefan Johannesson (Stockholm) | Malmö Publik: 15 501 Domare: Stefan Johannesson (Stockholm) |
| 16:00 UTC+2 | 16:00 UTC+2  |                                           |                 |                                                             | Malmö Publik: 15 501 Domare: Stefan Johannesson (Stockholm) | Malmö Publik: 15 501 Domare: Stefan Johannesson (Stockholm) |
| 16:00 UTC+2 | 16:00 UTC+2  |                                           |                 |                                                             | Malmö Publik: 15 501 Domare: Stefan Johannesson (Stockholm) | Malmö Publik: 15 501 Domare: Stefan Johannesson (Stockholm) |

| 116         | 16 juli 2017 | Örebro SK                                    | 4 – 2           | IFK Göteborg                                        | Behrn Arena                                           |                                                       |
| 15:00 UTC+2 | 15:00 UTC+2  | Nahir Besara 10′, 22′, 35′ Nordin Gerzic 17′ | (4 – 0) Rapport | 60′ David Boo Wiklander 66′ (str.) Emil Salomonsson | Örebro Publik: 6 049 Domare: Bojan Pandzic (Göteborg) | Örebro Publik: 6 049 Domare: Bojan Pandzic (Göteborg) |
| 15:00 UTC+2 | 15:00 UTC+2  |                                              |                 |                                                     | Örebro Publik: 6 049 Domare: Bojan Pandzic (Göteborg) | Örebro Publik: 6 049 Domare: Bojan Pandzic (Göteborg) |
| 15:00 UTC+2 | 15:00 UTC+2  |                                              |                 |                                                     | Örebro Publik: 6 049 Domare: Bojan Pandzic (Göteborg) | Örebro Publik: 6 049 Domare: Bojan Pandzic (Göteborg) |

| 117         | 16 juli 2017 | Östersunds FK                           | 2 – 1           | Djurgårdens IF   | Jämtkraft Arena                                          |                                                          |
| 17:30 UTC+2 | 17:30 UTC+2  | Samuel Mensah 23′ Douglas Bergqvist 50′ | (1 – 1) Rapport | 31′ Kevin Walker | Östersund Publik: 5 647 Domare: Andreas Ekberg (Bjärred) | Östersund Publik: 5 647 Domare: Andreas Ekberg (Bjärred) |
| 17:30 UTC+2 | 17:30 UTC+2  |                                         |                 |                  | Östersund Publik: 5 647 Domare: Andreas Ekberg (Bjärred) | Östersund Publik: 5 647 Domare: Andreas Ekberg (Bjärred) |
| 17:30 UTC+2 | 17:30 UTC+2  |                                         |                 |                  | Östersund Publik: 5 647 Domare: Andreas Ekberg (Bjärred) | Östersund Publik: 5 647 Domare: Andreas Ekberg (Bjärred) |

| 118         | 16 juli 2017 | AIK                         | 1 – 0           | IFK Norrköping | Friends Arena                                             |                                                           |
| 17:30 UTC+2 | 17:30 UTC+2  | Christopher Telo 75′ (sjm.) | (0 – 0) Rapport |                | Stockholm Publik: 16 273 Domare: Jonas Eriksson (Sigtuna) | Stockholm Publik: 16 273 Domare: Jonas Eriksson (Sigtuna) |
| 17:30 UTC+2 | 17:30 UTC+2  |                             |                 |                | Stockholm Publik: 16 273 Domare: Jonas Eriksson (Sigtuna) | Stockholm Publik: 16 273 Domare: Jonas Eriksson (Sigtuna) |
| 17:30 UTC+2 | 17:30 UTC+2  |                             |                 |                | Stockholm Publik: 16 273 Domare: Jonas Eriksson (Sigtuna) | Stockholm Publik: 16 273 Domare: Jonas Eriksson (Sigtuna) |

| 119         | 17 juli 2017 | IF Elfsborg                                | 3 – 0           | Hammarby IF | Borås Arena                                               |                                                           |
| 19:00 UTC+2 | 19:00 UTC+2  | Simon Lundevall 4′, 37′ Joakim Nilsson 12′ | (3 – 0) Rapport |             | Borås Publik: 11 092 Domare: Mohammed Al-Hakim (Västerås) | Borås Publik: 11 092 Domare: Mohammed Al-Hakim (Västerås) |
| 19:00 UTC+2 | 19:00 UTC+2  |                                            |                 |             | Borås Publik: 11 092 Domare: Mohammed Al-Hakim (Västerås) | Borås Publik: 11 092 Domare: Mohammed Al-Hakim (Västerås) |
| 19:00 UTC+2 | 19:00 UTC+2  |                                            |                 |             | Borås Publik: 11 092 Domare: Mohammed Al-Hakim (Västerås) | Borås Publik: 11 092 Domare: Mohammed Al-Hakim (Västerås) |

| 120         | 17 juli 2017 | Jönköpings Södra | 0 – 1           | BK Häcken       | Stadsparksvallen                                        |                                                         |
| 19:00 UTC+2 | 19:00 UTC+2  |                  | (0 – 0) Rapport | 78′ Ahmed Yasin | Jönköping Publik: 3 491 Domare: Glenn Nyberg (Borlänge) | Jönköping Publik: 3 491 Domare: Glenn Nyberg (Borlänge) |
| 19:00 UTC+2 | 19:00 UTC+2  |                  |                 |                 | Jönköping Publik: 3 491 Domare: Glenn Nyberg (Borlänge) | Jönköping Publik: 3 491 Domare: Glenn Nyberg (Borlänge) |
| 19:00 UTC+2 | 19:00 UTC+2  |                  |                 |                 | Jönköping Publik: 3 491 Domare: Glenn Nyberg (Borlänge) | Jönköping Publik: 3 491 Domare: Glenn Nyberg (Borlänge) |

### Omgång 16
| 121         | 1 juni 2017 | IFK Norrköping | 0 – 0           | AIK | Östgötaporten                                                    |                                                                  |
| 19:00 UTC+2 | 19:00 UTC+2 |                | (0 – 0) Rapport |     | Norrköping Publik: 12 303 Domare: Stefan Johannesson (Stockholm) | Norrköping Publik: 12 303 Domare: Stefan Johannesson (Stockholm) |
| 19:00 UTC+2 | 19:00 UTC+2 |                |                 |     | Norrköping Publik: 12 303 Domare: Stefan Johannesson (Stockholm) | Norrköping Publik: 12 303 Domare: Stefan Johannesson (Stockholm) |
| 19:00 UTC+2 | 19:00 UTC+2 |                |                 |     | Norrköping Publik: 12 303 Domare: Stefan Johannesson (Stockholm) | Norrköping Publik: 12 303 Domare: Stefan Johannesson (Stockholm) |

| 122         | 22 juli 2017 | Halmstads BK                        | 2 – 2           | GIF Sundsvall                            | Örjans vall                                             |                                                         |
| 16:00 UTC+2 | 16:00 UTC+2  | Marcus Mathisen 11′ Johan Oremo 27′ | (2 – 2) Rapport | 38′ Eric Larsson 45+1′ Marcus Danielsson | Halmstad Publik: 4 206 Domare: Jonas Eriksson (Sigtuna) | Halmstad Publik: 4 206 Domare: Jonas Eriksson (Sigtuna) |
| 16:00 UTC+2 | 16:00 UTC+2  |                                     |                 |                                          | Halmstad Publik: 4 206 Domare: Jonas Eriksson (Sigtuna) | Halmstad Publik: 4 206 Domare: Jonas Eriksson (Sigtuna) |
| 16:00 UTC+2 | 16:00 UTC+2  |                                     |                 |                                          | Halmstad Publik: 4 206 Domare: Jonas Eriksson (Sigtuna) | Halmstad Publik: 4 206 Domare: Jonas Eriksson (Sigtuna) |

| 123         | 22 juli 2017 | Malmö FF                                        | 2 – 0           | Jönköpings Södra | Swedbank Stadion                                          |                                                           |
| 16:00 UTC+2 | 16:00 UTC+2  | Anders Christiansen 67′ Magnus Wolff Eikrem 73′ | (0 – 0) Rapport |                  | Malmö Publik: 15 049 Domare: Mohammed Al-Hakim (Västerås) | Malmö Publik: 15 049 Domare: Mohammed Al-Hakim (Västerås) |
| 16:00 UTC+2 | 16:00 UTC+2  |                                                 |                 |                  | Malmö Publik: 15 049 Domare: Mohammed Al-Hakim (Västerås) | Malmö Publik: 15 049 Domare: Mohammed Al-Hakim (Västerås) |
| 16:00 UTC+2 | 16:00 UTC+2  |                                                 |                 |                  | Malmö Publik: 15 049 Domare: Mohammed Al-Hakim (Västerås) | Malmö Publik: 15 049 Domare: Mohammed Al-Hakim (Västerås) |

| 124         | 22 juli 2017 | IK Sirius                                 | 2 – 2           | BK Häcken                            | Studenternas IP                                  |                                                  |
| 18:00 UTC+2 | 18:00 UTC+2  | Jesper Arvidsson 47′ Shkodran Maholli 75′ | (0 – 1) Rapport | 26′ Nasiru Mohammed 72′ Juhani Ojala | Uppsala Publik: 5 324 Domare: Johan Hamlin (Bro) | Uppsala Publik: 5 324 Domare: Johan Hamlin (Bro) |
| 18:00 UTC+2 | 18:00 UTC+2  |                                           |                 |                                      | Uppsala Publik: 5 324 Domare: Johan Hamlin (Bro) | Uppsala Publik: 5 324 Domare: Johan Hamlin (Bro) |
| 18:00 UTC+2 | 18:00 UTC+2  |                                           |                 |                                      | Uppsala Publik: 5 324 Domare: Johan Hamlin (Bro) | Uppsala Publik: 5 324 Domare: Johan Hamlin (Bro) |

| 125         | 23 juli 2017 | Djurgårdens IF                        | 3 – 0           | Östersunds FK | Tele2 Arena                                                 |                                                             |
| 15:00 UTC+2 | 15:00 UTC+2  | Jonas Olsson 43′, 86′ Aliou Badji 82′ | (1 – 0) Rapport |               | Stockholm Publik: 11 762 Domare: Magnus Lindgren (Göteborg) | Stockholm Publik: 11 762 Domare: Magnus Lindgren (Göteborg) |
| 15:00 UTC+2 | 15:00 UTC+2  |                                       |                 |               | Stockholm Publik: 11 762 Domare: Magnus Lindgren (Göteborg) | Stockholm Publik: 11 762 Domare: Magnus Lindgren (Göteborg) |
| 15:00 UTC+2 | 15:00 UTC+2  |                                       |                 |               | Stockholm Publik: 11 762 Domare: Magnus Lindgren (Göteborg) | Stockholm Publik: 11 762 Domare: Magnus Lindgren (Göteborg) |

| 126         | 23 juli 2017 | IFK Göteborg                     | 2 – 2           | Örebro SK                                             | Gamla Ullevi                                         |                                                      |
| 17:30 UTC+2 | 17:30 UTC+2  | Søren Rieks 58′ Mikael Boman 63′ | (0 – 0) Rapport | 82′ (str.) Kennedy Igboananike 90+7′ (str.) Maic Sema | Örebro Publik: 10 330 Domare: Kaspar Sjöberg (Malmö) | Örebro Publik: 10 330 Domare: Kaspar Sjöberg (Malmö) |
| 17:30 UTC+2 | 17:30 UTC+2  |                                  |                 |                                                       | Örebro Publik: 10 330 Domare: Kaspar Sjöberg (Malmö) | Örebro Publik: 10 330 Domare: Kaspar Sjöberg (Malmö) |
| 17:30 UTC+2 | 17:30 UTC+2  |                                  |                 |                                                       | Örebro Publik: 10 330 Domare: Kaspar Sjöberg (Malmö) | Örebro Publik: 10 330 Domare: Kaspar Sjöberg (Malmö) |

| 127         | 23 juli 2017 | Kalmar FF                                        | 2 – 0           | AFC Eskilstuna | Guldfågeln Arena                                        |                                                         |
| 17:30 UTC+2 | 17:30 UTC+2  | Romário Pereira Sipião 22′ (str.) Papa Diouf 81′ | (1 – 0) Rapport |                | Kalmar FF Publik: 6 327 Domare: Patrik Eriksson (Gävle) | Kalmar FF Publik: 6 327 Domare: Patrik Eriksson (Gävle) |
| 17:30 UTC+2 | 17:30 UTC+2  |                                                  |                 |                | Kalmar FF Publik: 6 327 Domare: Patrik Eriksson (Gävle) | Kalmar FF Publik: 6 327 Domare: Patrik Eriksson (Gävle) |
| 17:30 UTC+2 | 17:30 UTC+2  |                                                  |                 |                | Kalmar FF Publik: 6 327 Domare: Patrik Eriksson (Gävle) | Kalmar FF Publik: 6 327 Domare: Patrik Eriksson (Gävle) |

| 128         | 24 juli 2017 | Hammarby IF            | 2 – 1           | IF Elfsborg           | Tele2 Arena                                               |                                                           |
| 19:00 UTC+2 | 19:00 UTC+2  | Bjørn Paulsen 21′, 54′ | (1 – 1) Rapport | 28′ Daniel Gustafsson | Stockholm Publik: 20 420 Domare: Bojan Pandzic (Göteborg) | Stockholm Publik: 20 420 Domare: Bojan Pandzic (Göteborg) |
| 19:00 UTC+2 | 19:00 UTC+2  |                        |                 |                       | Stockholm Publik: 20 420 Domare: Bojan Pandzic (Göteborg) | Stockholm Publik: 20 420 Domare: Bojan Pandzic (Göteborg) |
| 19:00 UTC+2 | 19:00 UTC+2  |                        |                 |                       | Stockholm Publik: 20 420 Domare: Bojan Pandzic (Göteborg) | Stockholm Publik: 20 420 Domare: Bojan Pandzic (Göteborg) |

### Omgång 17
| 129         | 29 juli 2017 | Jönköpings Södra        | 1 – 0           | Hammarby IF | Stadsparksvallen                                               |                                                                |
| 16:00 UTC+2 | 16:00 UTC+2  | Tommy Thelin 27′ (str.) | (1 – 0) Rapport |             | Jönköping Publik: 5 914 Domare: Stefan Johannesson (Stockholm) | Jönköping Publik: 5 914 Domare: Stefan Johannesson (Stockholm) |
| 16:00 UTC+2 | 16:00 UTC+2  |                         |                 |             | Jönköping Publik: 5 914 Domare: Stefan Johannesson (Stockholm) | Jönköping Publik: 5 914 Domare: Stefan Johannesson (Stockholm) |
| 16:00 UTC+2 | 16:00 UTC+2  |                         |                 |             | Jönköping Publik: 5 914 Domare: Stefan Johannesson (Stockholm) | Jönköping Publik: 5 914 Domare: Stefan Johannesson (Stockholm) |

| 130         | 29 juli 2017 | IF Elfsborg | 0 – 2           | IK Sirius                                    | Borås Arena                                        |                                                    |
| 16:00 UTC+2 | 16:00 UTC+2  |             | (0 – 0) Rapport | 53′ Shkodran Maholli 90+4′ Alexander Nilsson | Borås Publik: 5 947 Domare: Kaspar Sjöberg (Malmö) | Borås Publik: 5 947 Domare: Kaspar Sjöberg (Malmö) |
| 16:00 UTC+2 | 16:00 UTC+2  |             |                 |                                              | Borås Publik: 5 947 Domare: Kaspar Sjöberg (Malmö) | Borås Publik: 5 947 Domare: Kaspar Sjöberg (Malmö) |
| 16:00 UTC+2 | 16:00 UTC+2  |             |                 |                                              | Borås Publik: 5 947 Domare: Kaspar Sjöberg (Malmö) | Borås Publik: 5 947 Domare: Kaspar Sjöberg (Malmö) |

| 131         | 29 juli 2017 | GIF Sundsvall | 0 – 1           | Malmö FF        | Idrottsparken                                           |                                                         |
| 18:00 UTC+2 | 18:00 UTC+2  |               | (0 – 0) Rapport | 78′ Erdal Rakip | Sundsvall Publik: 4 193 Domare: Glenn Nyberg (Borlänge) | Sundsvall Publik: 4 193 Domare: Glenn Nyberg (Borlänge) |
| 18:00 UTC+2 | 18:00 UTC+2  |               |                 |                 | Sundsvall Publik: 4 193 Domare: Glenn Nyberg (Borlänge) | Sundsvall Publik: 4 193 Domare: Glenn Nyberg (Borlänge) |
| 18:00 UTC+2 | 18:00 UTC+2  |               |                 |                 | Sundsvall Publik: 4 193 Domare: Glenn Nyberg (Borlänge) | Sundsvall Publik: 4 193 Domare: Glenn Nyberg (Borlänge) |

| 132         | 30 juli 2017 | Östersunds FK | 0 – 0           | Halmstads BK | Jämtkraft Arena                                               |                                                               |
| 15:00 UTC+2 | 15:00 UTC+2  |               | (0 – 0) Rapport |              | Östersund Publik: 5 589 Domare: Kristoffer Karlsson (Höganäs) | Östersund Publik: 5 589 Domare: Kristoffer Karlsson (Höganäs) |
| 15:00 UTC+2 | 15:00 UTC+2  |               |                 |              | Östersund Publik: 5 589 Domare: Kristoffer Karlsson (Höganäs) | Östersund Publik: 5 589 Domare: Kristoffer Karlsson (Höganäs) |
| 15:00 UTC+2 | 15:00 UTC+2  |               |                 |              | Östersund Publik: 5 589 Domare: Kristoffer Karlsson (Höganäs) | Östersund Publik: 5 589 Domare: Kristoffer Karlsson (Höganäs) |

| 133         | 30 juli 2017 | IFK Göteborg                                                                  | 4 – 1           | IFK Norrköping    | Gamla Ullevi                                             |                                                          |
| 15:00 UTC+2 | 15:00 UTC+2  | Søren Rieks 40′ Mikkel Diskerud 45+1′ Vajebah Sakor 83′ August Erlingmark 87′ | (2 – 1) Rapport | 21′ Karl Holmberg | Göteborg Publik: 11 347 Domare: Andreas Ekberg (Bjärred) | Göteborg Publik: 11 347 Domare: Andreas Ekberg (Bjärred) |
| 15:00 UTC+2 | 15:00 UTC+2  |                                                                               |                 |                   | Göteborg Publik: 11 347 Domare: Andreas Ekberg (Bjärred) | Göteborg Publik: 11 347 Domare: Andreas Ekberg (Bjärred) |
| 15:00 UTC+2 | 15:00 UTC+2  |                                                                               |                 |                   | Göteborg Publik: 11 347 Domare: Andreas Ekberg (Bjärred) | Göteborg Publik: 11 347 Domare: Andreas Ekberg (Bjärred) |

| 134         | 30 juli 2017 | AIK | 0 – 1           | Kalmar FF           | Friends Arena                                                 |                                                               |
| 17:30 UTC+2 | 17:30 UTC+2  |     | (0 – 0) Rapport | 73′ Herman Hallberg | Stockholm Publik: 14 337 Domare: Mohammed Al-Hakim (Västerås) | Stockholm Publik: 14 337 Domare: Mohammed Al-Hakim (Västerås) |
| 17:30 UTC+2 | 17:30 UTC+2  |     |                 |                     | Stockholm Publik: 14 337 Domare: Mohammed Al-Hakim (Västerås) | Stockholm Publik: 14 337 Domare: Mohammed Al-Hakim (Västerås) |
| 17:30 UTC+2 | 17:30 UTC+2  |     |                 |                     | Stockholm Publik: 14 337 Domare: Mohammed Al-Hakim (Västerås) | Stockholm Publik: 14 337 Domare: Mohammed Al-Hakim (Västerås) |

| 135         | 31 juli 2017 | AFC Eskilstuna         | 1 – 2           | Djurgårdens IF                      | Tunavallen                                              |                                                         |
| 19:00 UTC+2 | 19:00 UTC+2  | Mohamed Buya Turay 78′ | (0 – 1) Rapport | 30′ Aliou Badji 51′ Othman El Kabir | Eskilstuna Publik: 7 500 Domare: Johan Krantz (Uppsala) | Eskilstuna Publik: 7 500 Domare: Johan Krantz (Uppsala) |
| 19:00 UTC+2 | 19:00 UTC+2  |                        |                 |                                     | Eskilstuna Publik: 7 500 Domare: Johan Krantz (Uppsala) | Eskilstuna Publik: 7 500 Domare: Johan Krantz (Uppsala) |
| 19:00 UTC+2 | 19:00 UTC+2  |                        |                 |                                     | Eskilstuna Publik: 7 500 Domare: Johan Krantz (Uppsala) | Eskilstuna Publik: 7 500 Domare: Johan Krantz (Uppsala) |

| 136         | 31 juli 2017 | BK Häcken       | 1 – 1           | Örebro SK               | Bravida Arena                                        |                                                      |
| 19:00 UTC+2 | 19:00 UTC+2  | Ahmed Yasin 13′ | (1 – 1) Rapport | 43′ Kennedy Igboananike | Örebro Publik: 1 989 Domare: Patrik Eriksson (Gävle) | Örebro Publik: 1 989 Domare: Patrik Eriksson (Gävle) |
| 19:00 UTC+2 | 19:00 UTC+2  |                 |                 |                         | Örebro Publik: 1 989 Domare: Patrik Eriksson (Gävle) | Örebro Publik: 1 989 Domare: Patrik Eriksson (Gävle) |
| 19:00 UTC+2 | 19:00 UTC+2  |                 |                 |                         | Örebro Publik: 1 989 Domare: Patrik Eriksson (Gävle) | Örebro Publik: 1 989 Domare: Patrik Eriksson (Gävle) |

### Omgång 18
| 137         | 5 augusti 2017 | Halmstads BK                                                                                                  | 6 – 1           | Jönköpings Södra | Örjans vall                                           |                                                       |
| 16:00 UTC+2 | 16:00 UTC+2    | Andreas Bengtsson 5′ Höskuldur Gunnlaugsson 8′ Johan Oremo 16′, 19′ Sead Haksabanovic 54′ Aboubakar Keita 70′ | (4 – 0) Rapport | 85′ Daryl Smylie | Halmstad Publik: 4 464 Domare: Kaspar Sjöberg (Malmö) | Halmstad Publik: 4 464 Domare: Kaspar Sjöberg (Malmö) |
| 16:00 UTC+2 | 16:00 UTC+2    | |                 |                  | Halmstad Publik: 4 464 Domare: Kaspar Sjöberg (Malmö) | Halmstad Publik: 4 464 Domare: Kaspar Sjöberg (Malmö) |
| 16:00 UTC+2 | 16:00 UTC+2    | |                 |                  | Halmstad Publik: 4 464 Domare: Kaspar Sjöberg (Malmö) | Halmstad Publik: 4 464 Domare: Kaspar Sjöberg (Malmö) |

| 138         | 5 augusti 2017 | Örebro SK                                   | 2 – 2           | IF Elfsborg                  | Behrn Arena                                           |                                                       |
| 18:00 UTC+2 | 18:00 UTC+2    | Johan Mårtensson 9′ Nahir Besara 45′ (str.) | (2 – 0) Rapport | 49′ (str.), 81′ Issam Jebali | Örebro Publik: 6 223 Domare: Andreas Ekberg (Bjärred) | Örebro Publik: 6 223 Domare: Andreas Ekberg (Bjärred) |
| 18:00 UTC+2 | 18:00 UTC+2    |                                             |                 |                              | Örebro Publik: 6 223 Domare: Andreas Ekberg (Bjärred) | Örebro Publik: 6 223 Domare: Andreas Ekberg (Bjärred) |
| 18:00 UTC+2 | 18:00 UTC+2    |                                             |                 |                              | Örebro Publik: 6 223 Domare: Andreas Ekberg (Bjärred) | Örebro Publik: 6 223 Domare: Andreas Ekberg (Bjärred) |

| 139         | 6 augusti 2017 | Hammarby IF        | 1 – 2           | BK Häcken                                     | Tele2 Arena                                              |                                                          |
| 15:00 UTC+2 | 15:00 UTC+2    | Arnór Smárason 90′ | (0 – 0) Rapport | 57′ Juhani Ojala 90+5′ Paulo José de Oliveira | Stockholm Publik: 18 474 Domare: Glenn Nyberg (Borlänge) | Stockholm Publik: 18 474 Domare: Glenn Nyberg (Borlänge) |
| 15:00 UTC+2 | 15:00 UTC+2    |                    |                 |                                               | Stockholm Publik: 18 474 Domare: Glenn Nyberg (Borlänge) | Stockholm Publik: 18 474 Domare: Glenn Nyberg (Borlänge) |
| 15:00 UTC+2 | 15:00 UTC+2    |                    |                 |                                               | Stockholm Publik: 18 474 Domare: Glenn Nyberg (Borlänge) | Stockholm Publik: 18 474 Domare: Glenn Nyberg (Borlänge) |

| 140         | 6 augusti 2017 | GIF Sundsvall               | 1 – 1           | Östersunds FK       | Idrottsparken                                            |                                                          |
| 15:00 UTC+2 | 15:00 UTC+2    | Markus Danielson 88′ (str.) | (0 – 0) Rapport | 52′ Darijan Bojanic | Sundsvall Publik: 6 528 Domare: Bojan Pandzic (Göteborg) | Sundsvall Publik: 6 528 Domare: Bojan Pandzic (Göteborg) |
| 15:00 UTC+2 | 15:00 UTC+2    |                             |                 |                     | Sundsvall Publik: 6 528 Domare: Bojan Pandzic (Göteborg) | Sundsvall Publik: 6 528 Domare: Bojan Pandzic (Göteborg) |
| 15:00 UTC+2 | 15:00 UTC+2    |                             |                 |                     | Sundsvall Publik: 6 528 Domare: Bojan Pandzic (Göteborg) | Sundsvall Publik: 6 528 Domare: Bojan Pandzic (Göteborg) |

| 141         | 6 augusti 2017 | Kalmar FF        | 1 – 0           | IFK Göteborg | Guldfågeln Arena                                     |                                                      |
| 15:00 UTC+2 | 15:00 UTC+2    | Viktor Elm 90+4′ | (0 – 0) Rapport |              | Kalmar Publik: 9 330 Domare: Patrik Eriksson (Gävle) | Kalmar Publik: 9 330 Domare: Patrik Eriksson (Gävle) |
| 15:00 UTC+2 | 15:00 UTC+2    |                  |                 |              | Kalmar Publik: 9 330 Domare: Patrik Eriksson (Gävle) | Kalmar Publik: 9 330 Domare: Patrik Eriksson (Gävle) |
| 15:00 UTC+2 | 15:00 UTC+2    |                  |                 |              | Kalmar Publik: 9 330 Domare: Patrik Eriksson (Gävle) | Kalmar Publik: 9 330 Domare: Patrik Eriksson (Gävle) |

| 142         | 6 augusti 2017 | IK Sirius            | 1 – 4           | AIK                                                           | Studenternas IP                                              |                                                              |
| 17:30 UTC+2 | 17:30 UTC+2    | Jesper Arvidsson 84′ | (0 – 3) Rapport | 7′, 37′ Chinedu Obasi 16′ Nicolás Stefanelli 65′ Henok Goitom | Uppsala Publik: 6 748 Domare: Stefan Johannesson (Stockholm) | Uppsala Publik: 6 748 Domare: Stefan Johannesson (Stockholm) |
| 17:30 UTC+2 | 17:30 UTC+2    |                      |                 |                                                               | Uppsala Publik: 6 748 Domare: Stefan Johannesson (Stockholm) | Uppsala Publik: 6 748 Domare: Stefan Johannesson (Stockholm) |
| 17:30 UTC+2 | 17:30 UTC+2    |                      |                 |                                                               | Uppsala Publik: 6 748 Domare: Stefan Johannesson (Stockholm) | Uppsala Publik: 6 748 Domare: Stefan Johannesson (Stockholm) |

| 143         | 7 augusti 2017 | IFK Norrköping          | 1 – 0           | AFC Eskilstuna | Östgötaporten                                                  |                                                                |
| 19:00 UTC+2 | 19:00 UTC+2    | Sebastian Andersson 87′ | (0 – 0) Rapport |                | Norrköping Publik: 6 662 Domare: Kristoffer Karlsson (Höganäs) | Norrköping Publik: 6 662 Domare: Kristoffer Karlsson (Höganäs) |
| 19:00 UTC+2 | 19:00 UTC+2    |                         |                 |                | Norrköping Publik: 6 662 Domare: Kristoffer Karlsson (Höganäs) | Norrköping Publik: 6 662 Domare: Kristoffer Karlsson (Höganäs) |
| 19:00 UTC+2 | 19:00 UTC+2    |                         |                 |                | Norrköping Publik: 6 662 Domare: Kristoffer Karlsson (Höganäs) | Norrköping Publik: 6 662 Domare: Kristoffer Karlsson (Höganäs) |

| 144         | 7 augusti 2017 | Djurgårdens IF | 0 – 1           | Malmö FF                       | Tele2 Arena                                                   |                                                               |
| 19:00 UTC+2 | 19:00 UTC+2    |                | (0 – 0) Rapport | 90+4′ (sjm.) Niklas Gunnarsson | Stockholm Publik: 22 208 Domare: Mohammed Al-Hakim (Västerås) | Stockholm Publik: 22 208 Domare: Mohammed Al-Hakim (Västerås) |
| 19:00 UTC+2 | 19:00 UTC+2    |                |                 |                                | Stockholm Publik: 22 208 Domare: Mohammed Al-Hakim (Västerås) | Stockholm Publik: 22 208 Domare: Mohammed Al-Hakim (Västerås) |
| 19:00 UTC+2 | 19:00 UTC+2    |                |                 |                                | Stockholm Publik: 22 208 Domare: Mohammed Al-Hakim (Västerås) | Stockholm Publik: 22 208 Domare: Mohammed Al-Hakim (Västerås) |

### Omgång 19
| 145         | 11 augusti 2017 | Malmö FF | 6 – 0           | Kalmar FF | Swedbank Stadion                                      |                                                       |
| 19:00 UTC+2 | 19:00 UTC+2     | Jo Inge Berget 23′ (str.) Alexander Jeremejeff 24′ Paweł Cibicki 55′ (str.) Erdal Rakip 59′ Kingsley Sarfo 76′ Anders Christiansen 81′ | (2 – 0) Rapport |           | Malmö Publik: 20 202 Domare: Andreas Ekberg (Bjärred) | Malmö Publik: 20 202 Domare: Andreas Ekberg (Bjärred) |
| 19:00 UTC+2 | 19:00 UTC+2     | |                 |           | Malmö Publik: 20 202 Domare: Andreas Ekberg (Bjärred) | Malmö Publik: 20 202 Domare: Andreas Ekberg (Bjärred) |
| 19:00 UTC+2 | 19:00 UTC+2     | |                 |           | Malmö Publik: 20 202 Domare: Andreas Ekberg (Bjärred) | Malmö Publik: 20 202 Domare: Andreas Ekberg (Bjärred) |

| 146         | 12 augusti 2017 | Halmstads BK | 0 – 3           | IK Sirius                                    | Örjans vall                                               |                                                           |
| 16:00 UTC+2 | 16:00 UTC+2     |              | (0 – 1) Rapport | 9′ Elias Andersson 83′, 88′ Shkodran Maholli | Halmstad Publik: 4 127 Domare: Magnus Lindgren (Göteborg) | Halmstad Publik: 4 127 Domare: Magnus Lindgren (Göteborg) |
| 16:00 UTC+2 | 16:00 UTC+2     |              |                 |                                              | Halmstad Publik: 4 127 Domare: Magnus Lindgren (Göteborg) | Halmstad Publik: 4 127 Domare: Magnus Lindgren (Göteborg) |
| 16:00 UTC+2 | 16:00 UTC+2     |              |                 |                                              | Halmstad Publik: 4 127 Domare: Magnus Lindgren (Göteborg) | Halmstad Publik: 4 127 Domare: Magnus Lindgren (Göteborg) |

| 147         | 13 augusti 2017 | Hammarby IF                                             | 2 – 2           | Östersunds FK                             | Tele2 Arena                                             |                                                         |
| 15:00 UTC+2 | 15:00 UTC+2     | Rômulo Cabral Pereira Pinto 29′ Jiloan Hamad 79′ (str.) | (1 – 1) Rapport | 33′ Saman Ghoddos 90+3′ (str.) Brwa Nouri | Stockholm Publik: 19 870 Domare: Kaspar Sjöberg (Malmö) | Stockholm Publik: 19 870 Domare: Kaspar Sjöberg (Malmö) |
| 15:00 UTC+2 | 15:00 UTC+2     |                                                         |                 |                                           | Stockholm Publik: 19 870 Domare: Kaspar Sjöberg (Malmö) | Stockholm Publik: 19 870 Domare: Kaspar Sjöberg (Malmö) |
| 15:00 UTC+2 | 15:00 UTC+2     |                                                         |                 |                                           | Stockholm Publik: 19 870 Domare: Kaspar Sjöberg (Malmö) | Stockholm Publik: 19 870 Domare: Kaspar Sjöberg (Malmö) |

| 148         | 13 augusti 2017 | AIK                   | 1 – 1           | AFC Eskilstuna         | Friends Arena                                             |                                                           |
| 15:00 UTC+2 | 15:00 UTC+2     | Kristoffer Olsson 54′ | (0 – 1) Rapport | 18′ Mohamed Buya Turay | Stockholm Publik: 12 087 Domare: Jonas Eriksson (Sigtuna) | Stockholm Publik: 12 087 Domare: Jonas Eriksson (Sigtuna) |
| 15:00 UTC+2 | 15:00 UTC+2     |                       |                 |                        | Stockholm Publik: 12 087 Domare: Jonas Eriksson (Sigtuna) | Stockholm Publik: 12 087 Domare: Jonas Eriksson (Sigtuna) |
| 15:00 UTC+2 | 15:00 UTC+2     |                       |                 |                        | Stockholm Publik: 12 087 Domare: Jonas Eriksson (Sigtuna) | Stockholm Publik: 12 087 Domare: Jonas Eriksson (Sigtuna) |

| 149         | 13 augusti 2017 | IFK Norrköping | 0 – 1           | Djurgårdens IF   | Östgötaporten                                              |                                                            |
| 17:30 UTC+2 | 17:30 UTC+2     |                | (0 – 0) Rapport | 66′ Kerim Mrabti | Norrköping Publik: 11 620 Domare: Bojan Pandzic (Göteborg) | Norrköping Publik: 11 620 Domare: Bojan Pandzic (Göteborg) |
| 17:30 UTC+2 | 17:30 UTC+2     |                |                 |                  | Norrköping Publik: 11 620 Domare: Bojan Pandzic (Göteborg) | Norrköping Publik: 11 620 Domare: Bojan Pandzic (Göteborg) |
| 17:30 UTC+2 | 17:30 UTC+2     |                |                 |                  | Norrköping Publik: 11 620 Domare: Bojan Pandzic (Göteborg) | Norrköping Publik: 11 620 Domare: Bojan Pandzic (Göteborg) |

| 150         | 13 augusti 2017 | Jönköpings Södra | 1 – 2           | Örebro SK                         | Stadsparksvallen                                        |                                                         |
| 17:30 UTC+2 | 17:30 UTC+2     | Tommy Thelin 10′ | (1 – 1) Rapport | 39′ Nordin Gerzic 73′ Filip Rogic | Jönköping Publik: 3 152 Domare: Glenn Nyberg (Borlänge) | Jönköping Publik: 3 152 Domare: Glenn Nyberg (Borlänge) |
| 17:30 UTC+2 | 17:30 UTC+2     |                  |                 |                                   | Jönköping Publik: 3 152 Domare: Glenn Nyberg (Borlänge) | Jönköping Publik: 3 152 Domare: Glenn Nyberg (Borlänge) |
| 17:30 UTC+2 | 17:30 UTC+2     |                  |                 |                                   | Jönköping Publik: 3 152 Domare: Glenn Nyberg (Borlänge) | Jönköping Publik: 3 152 Domare: Glenn Nyberg (Borlänge) |

| 151         | 14 augusti 2017 | BK Häcken                   | 2 – 0           | GIF Sundsvall | Bravida Arena                                                |                                                              |
| 19:00 UTC+2 | 19:00 UTC+2     | Ahmed Yasin 25′ (str.), 88′ | (1 – 0) Rapport |               | Göteborg Publik: 2 013 Domare: Kristoffer Karlsson (Höganäs) | Göteborg Publik: 2 013 Domare: Kristoffer Karlsson (Höganäs) |
| 19:00 UTC+2 | 19:00 UTC+2     |                             |                 |               | Göteborg Publik: 2 013 Domare: Kristoffer Karlsson (Höganäs) | Göteborg Publik: 2 013 Domare: Kristoffer Karlsson (Höganäs) |
| 19:00 UTC+2 | 19:00 UTC+2     |                             |                 |               | Göteborg Publik: 2 013 Domare: Kristoffer Karlsson (Höganäs) | Göteborg Publik: 2 013 Domare: Kristoffer Karlsson (Höganäs) |

| 152         | 14 augusti 2017 | IF Elfsborg        | 1 – 2           | IFK Göteborg                    | Borås Arena                                                 |                                                             |
| 19:00 UTC+2 | 19:00 UTC+2     | Simon Lundevall 2′ | (1 – 1) Rapport | 5′ Tobias Hysén 56′ Søren Rieks | Borås Publik: 11 979 Domare: Stefan Johannesson (Stockholm) | Borås Publik: 11 979 Domare: Stefan Johannesson (Stockholm) |
| 19:00 UTC+2 | 19:00 UTC+2     |                    |                 |                                 | Borås Publik: 11 979 Domare: Stefan Johannesson (Stockholm) | Borås Publik: 11 979 Domare: Stefan Johannesson (Stockholm) |
| 19:00 UTC+2 | 19:00 UTC+2     |                    |                 |                                 | Borås Publik: 11 979 Domare: Stefan Johannesson (Stockholm) | Borås Publik: 11 979 Domare: Stefan Johannesson (Stockholm) |

### Omgång 20
| 153         | 18 augusti 2017 | Jönköpings Södra                            | 2 – 2           | IF Elfsborg                                   | Stadsparksvallen                                        |                                                         |
| 19:00 UTC+2 | 19:00 UTC+2     | Daryl Smylie 77′ Robert Gojani 90+5′ (str.) | (0 – 1) Rapport | 8′ (str.) Samuel Holmén 56′ Daniel Gustavsson | Jönköping Publik: 3 773 Domare: Glenn Nyberg (Borlänge) | Jönköping Publik: 3 773 Domare: Glenn Nyberg (Borlänge) |
| 19:00 UTC+2 | 19:00 UTC+2     |                                             |                 |                                               | Jönköping Publik: 3 773 Domare: Glenn Nyberg (Borlänge) | Jönköping Publik: 3 773 Domare: Glenn Nyberg (Borlänge) |
| 19:00 UTC+2 | 19:00 UTC+2     |                                             |                 |                                               | Jönköping Publik: 3 773 Domare: Glenn Nyberg (Borlänge) | Jönköping Publik: 3 773 Domare: Glenn Nyberg (Borlänge) |

| 154         | 19 augusti 2017 | AFC Eskilstuna                              | 3 – 1           | Malmö FF                  | Tunavallen                                                      |                                                                 |
| 16:00 UTC+2 | 16:00 UTC+2     | Mohamed Buya Turay 5′, 28′ Omar Eddahri 15′ | (3 – 0) Rapport | 59′ (str.) Jo Inge Berget | Eskilstuna Publik: 3 115 Domare: Stefan Johannesson (Stockholm) | Eskilstuna Publik: 3 115 Domare: Stefan Johannesson (Stockholm) |
| 16:00 UTC+2 | 16:00 UTC+2     |                                             |                 |                           | Eskilstuna Publik: 3 115 Domare: Stefan Johannesson (Stockholm) | Eskilstuna Publik: 3 115 Domare: Stefan Johannesson (Stockholm) |
| 16:00 UTC+2 | 16:00 UTC+2     |                                             |                 |                           | Eskilstuna Publik: 3 115 Domare: Stefan Johannesson (Stockholm) | Eskilstuna Publik: 3 115 Domare: Stefan Johannesson (Stockholm) |

| 155         | 20 augusti 2017 | Östersunds FK | 0 – 3           | AIK                                                        | Jämtkraft Arena                                          |                                                          |
| 15:00 UTC+2 | 15:00 UTC+2     |               | (0 – 1) Rapport | 12′ Daniel Sundgren 67′ Nicolás Stefanelli 87′ Denni Avdić | Östersund Publik: 5 779 Domare: Bojan Pandzic (Göteborg) | Östersund Publik: 5 779 Domare: Bojan Pandzic (Göteborg) |
| 15:00 UTC+2 | 15:00 UTC+2     |               |                 |                                                            | Östersund Publik: 5 779 Domare: Bojan Pandzic (Göteborg) | Östersund Publik: 5 779 Domare: Bojan Pandzic (Göteborg) |
| 15:00 UTC+2 | 15:00 UTC+2     |               |                 |                                                            | Östersund Publik: 5 779 Domare: Bojan Pandzic (Göteborg) | Östersund Publik: 5 779 Domare: Bojan Pandzic (Göteborg) |

| 156         | 20 augusti 2017 | Djurgårdens IF                         | 2 – 1           | Halmstads BK            | Tele2 Arena                                                    |                                                                |
| 15:00 UTC+2 | 15:00 UTC+2     | Magnus Eriksson 28′ Gustav Engvall 65′ | (1 – 1) Rapport | 44′ Gabriel Gudmundsson | Stockholm Publik: 13 093 Domare: Kristoffer Karlsson (Höganäs) | Stockholm Publik: 13 093 Domare: Kristoffer Karlsson (Höganäs) |
| 15:00 UTC+2 | 15:00 UTC+2     |                                        |                 |                         | Stockholm Publik: 13 093 Domare: Kristoffer Karlsson (Höganäs) | Stockholm Publik: 13 093 Domare: Kristoffer Karlsson (Höganäs) |
| 15:00 UTC+2 | 15:00 UTC+2     |                                        |                 |                         | Stockholm Publik: 13 093 Domare: Kristoffer Karlsson (Höganäs) | Stockholm Publik: 13 093 Domare: Kristoffer Karlsson (Höganäs) |

| 157         | 20 augusti 2017 | IK Sirius | 0 – 1           | IFK Norrköping          | Studenternas IP                                        |                                                        |
| 17:30 UTC+2 | 17:30 UTC+2     |           | (0 – 1) Rapport | 29′ Sebastian Andersson | Uppsala Publik: 6 769 Domare: Jonas Eriksson (Sigtuna) | Uppsala Publik: 6 769 Domare: Jonas Eriksson (Sigtuna) |
| 17:30 UTC+2 | 17:30 UTC+2     |           |                 |                         | Uppsala Publik: 6 769 Domare: Jonas Eriksson (Sigtuna) | Uppsala Publik: 6 769 Domare: Jonas Eriksson (Sigtuna) |
| 17:30 UTC+2 | 17:30 UTC+2     |           |                 |                         | Uppsala Publik: 6 769 Domare: Jonas Eriksson (Sigtuna) | Uppsala Publik: 6 769 Domare: Jonas Eriksson (Sigtuna) |

| 158         | 20 augusti 2017 | IFK Göteborg           | 1 – 1           | BK Häcken           | Gamla Ullevi                                                 |                                                              |
| 17:30 UTC+2 | 17:30 UTC+2     | Sebastian Eriksson 28′ | (1 – 1) Rapport | 32′ Nasiru Mohammed | Göteborg Publik: 13 443 Domare: Mohammed Al-Hakim (Västerås) | Göteborg Publik: 13 443 Domare: Mohammed Al-Hakim (Västerås) |
| 17:30 UTC+2 | 17:30 UTC+2     |                        |                 |                     | Göteborg Publik: 13 443 Domare: Mohammed Al-Hakim (Västerås) | Göteborg Publik: 13 443 Domare: Mohammed Al-Hakim (Västerås) |
| 17:30 UTC+2 | 17:30 UTC+2     |                        |                 |                     | Göteborg Publik: 13 443 Domare: Mohammed Al-Hakim (Västerås) | Göteborg Publik: 13 443 Domare: Mohammed Al-Hakim (Västerås) |

| 159         | 21 augusti 2017 | GIF Sundsvall       | 1 – 3           | Kalmar FF                                                   | Idrottsparken                                           |                                                         |
| 19:00 UTC+2 | 19:00 UTC+2     | Linus Hallenius 63′ | (0 – 1) Rapport | 13′ Jonathan Ring 47′ (sjm.) Eric Björkander 61′ Viktor Elm | Sundsvall Publik: 3 818 Domare: Glenn Nyberg (Borlänge) | Sundsvall Publik: 3 818 Domare: Glenn Nyberg (Borlänge) |
| 19:00 UTC+2 | 19:00 UTC+2     |                     |                 |                                                             | Sundsvall Publik: 3 818 Domare: Glenn Nyberg (Borlänge) | Sundsvall Publik: 3 818 Domare: Glenn Nyberg (Borlänge) |
| 19:00 UTC+2 | 19:00 UTC+2     |                     |                 |                                                             | Sundsvall Publik: 3 818 Domare: Glenn Nyberg (Borlänge) | Sundsvall Publik: 3 818 Domare: Glenn Nyberg (Borlänge) |

| 160         | 21 augusti 2017 | Örebro SK | 0 – 3           | Hammarby IF                                       | Behrn Arena                                          |                                                      |
| 19:00 UTC+2 | 19:00 UTC+2     |           | (0 – 1) Rapport | 8′ Bjørn Paulsen 56′ Sander Svendsen 67′ Pa Dibba | Örebro Publik: 8 407 Domare: Patrik Eriksson (Gävle) | Örebro Publik: 8 407 Domare: Patrik Eriksson (Gävle) |
| 19:00 UTC+2 | 19:00 UTC+2     |           |                 |                                                   | Örebro Publik: 8 407 Domare: Patrik Eriksson (Gävle) | Örebro Publik: 8 407 Domare: Patrik Eriksson (Gävle) |
| 19:00 UTC+2 | 19:00 UTC+2     |           |                 |                                                   | Örebro Publik: 8 407 Domare: Patrik Eriksson (Gävle) | Örebro Publik: 8 407 Domare: Patrik Eriksson (Gävle) |

### Omgång 21
| 161         | 26 augusti 2017 | AFC Eskilstuna | 0 – 0           | Hammarby IF | Tunavallen                                                     |                                                                |
| 16:00 UTC+2 | 16:00 UTC+2     |                | (0 – 0) Rapport |             | Eskilstuna Publik: 7 500 Domare: Kristoffer Karlsson (Höganäs) | Eskilstuna Publik: 7 500 Domare: Kristoffer Karlsson (Höganäs) |
| 16:00 UTC+2 | 16:00 UTC+2     |                |                 |             | Eskilstuna Publik: 7 500 Domare: Kristoffer Karlsson (Höganäs) | Eskilstuna Publik: 7 500 Domare: Kristoffer Karlsson (Höganäs) |
| 16:00 UTC+2 | 16:00 UTC+2     |                |                 |             | Eskilstuna Publik: 7 500 Domare: Kristoffer Karlsson (Höganäs) | Eskilstuna Publik: 7 500 Domare: Kristoffer Karlsson (Höganäs) |

| 162         | 27 augusti 2017 | IFK Norrköping | 0 – 2           | Östersunds FK                   | Östgötaporten                                            |                                                          |
| 15:00 UTC+2 | 15:00 UTC+2     |                | (0 – 0) Rapport | 71′ Ken Sema 90+3′ Gabriel Somi | Norrköping Publik: 7 825 Domare: Glenn Nyberg (Borlänge) | Norrköping Publik: 7 825 Domare: Glenn Nyberg (Borlänge) |
| 15:00 UTC+2 | 15:00 UTC+2     |                |                 |                                 | Norrköping Publik: 7 825 Domare: Glenn Nyberg (Borlänge) | Norrköping Publik: 7 825 Domare: Glenn Nyberg (Borlänge) |
| 15:00 UTC+2 | 15:00 UTC+2     |                |                 |                                 | Norrköping Publik: 7 825 Domare: Glenn Nyberg (Borlänge) | Norrköping Publik: 7 825 Domare: Glenn Nyberg (Borlänge) |

| 163         | 27 augusti 2017 | AIK                      | 1 – 1           | Djurgårdens IF  | Friends Arena                                                   |                                                                 |
| 15:00 UTC+2 | 15:00 UTC+2     | Chinedu Obasi 39′ (str.) | (1 – 0) Rapport | 84′ Aliou Badji | Stockholm Publik: 33 157 Domare: Stefan Johannesson (Stockholm) | Stockholm Publik: 33 157 Domare: Stefan Johannesson (Stockholm) |
| 15:00 UTC+2 | 15:00 UTC+2     |                          |                 |                 | Stockholm Publik: 33 157 Domare: Stefan Johannesson (Stockholm) | Stockholm Publik: 33 157 Domare: Stefan Johannesson (Stockholm) |
| 15:00 UTC+2 | 15:00 UTC+2     |                          |                 |                 | Stockholm Publik: 33 157 Domare: Stefan Johannesson (Stockholm) | Stockholm Publik: 33 157 Domare: Stefan Johannesson (Stockholm) |

| 164         | 27 augusti 2017 | BK Häcken                                                             | 3 – 1           | Jönköpings Södra     | Bravida Arena                                         |                                                       |
| 15:00 UTC+2 | 15:00 UTC+2     | Nasiru Mohammed 24′ Ahmed Yasin 28′ (str.) Paulo José de Oliveira 83′ | (2 – 0) Rapport | 90+2′ Fredrik Olsson | Göteborg Publik: 2 180 Domare: Kaspar Sjöberg (Malmö) | Göteborg Publik: 2 180 Domare: Kaspar Sjöberg (Malmö) |
| 15:00 UTC+2 | 15:00 UTC+2     |                                                                       |                 |                      | Göteborg Publik: 2 180 Domare: Kaspar Sjöberg (Malmö) | Göteborg Publik: 2 180 Domare: Kaspar Sjöberg (Malmö) |
| 15:00 UTC+2 | 15:00 UTC+2     |                                                                       |                 |                      | Göteborg Publik: 2 180 Domare: Kaspar Sjöberg (Malmö) | Göteborg Publik: 2 180 Domare: Kaspar Sjöberg (Malmö) |

| 165         | 27 augusti 2017 | Kalmar FF                                                             | 4 – 2           | IK Sirius                                  | Guldfågeln Arena                                          |                                                           |
| 15:00 UTC+2 | 15:00 UTC+2     | Papa Diouf 7′ Viktor Elm 14′ Herman Hallberg 52′ Erton Fejzullahu 62′ | (2 – 1) Rapport | 19′ Jesper Arvidsson 64′ Niklas Busch Thor | Kalmar Publik: 6 272 Domare: Mohammed Al-Hakim (Västerås) | Kalmar Publik: 6 272 Domare: Mohammed Al-Hakim (Västerås) |
| 15:00 UTC+2 | 15:00 UTC+2     |                                                                       |                 |                                            | Kalmar Publik: 6 272 Domare: Mohammed Al-Hakim (Västerås) | Kalmar Publik: 6 272 Domare: Mohammed Al-Hakim (Västerås) |
| 15:00 UTC+2 | 15:00 UTC+2     |                                                                       |                 |                                            | Kalmar Publik: 6 272 Domare: Mohammed Al-Hakim (Västerås) | Kalmar Publik: 6 272 Domare: Mohammed Al-Hakim (Västerås) |

| 166         | 27 augusti 2017 | GIF Sundsvall                        | 2 – 1           | Örebro SK        | Idrottsparken                                              |                                                            |
| 17:30 UTC+2 | 17:30 UTC+2     | Linus Hallenius 79′ Peter Wilson 83′ | (0 – 0) Rapport | 70′ Nahir Besara | Sundsvall Publik: 3 068 Domare: Magnus Lindgren (Göteborg) | Sundsvall Publik: 3 068 Domare: Magnus Lindgren (Göteborg) |
| 17:30 UTC+2 | 17:30 UTC+2     |                                      |                 |                  | Sundsvall Publik: 3 068 Domare: Magnus Lindgren (Göteborg) | Sundsvall Publik: 3 068 Domare: Magnus Lindgren (Göteborg) |
| 17:30 UTC+2 | 17:30 UTC+2     |                                      |                 |                  | Sundsvall Publik: 3 068 Domare: Magnus Lindgren (Göteborg) | Sundsvall Publik: 3 068 Domare: Magnus Lindgren (Göteborg) |

| 167         | 27 augusti 2017 | IF Elfsborg           | 1 – 0           | Halmstads BK | Borås Arena                                          |                                                      |
| 17:30 UTC+2 | 17:30 UTC+2     | Daniel Gustavsson 62′ | (0 – 0) Rapport |              | Borås Publik: 5 206 Domare: Jonas Eriksson (Sigtuna) | Borås Publik: 5 206 Domare: Jonas Eriksson (Sigtuna) |
| 17:30 UTC+2 | 17:30 UTC+2     |                       |                 |              | Borås Publik: 5 206 Domare: Jonas Eriksson (Sigtuna) | Borås Publik: 5 206 Domare: Jonas Eriksson (Sigtuna) |
| 17:30 UTC+2 | 17:30 UTC+2     |                       |                 |              | Borås Publik: 5 206 Domare: Jonas Eriksson (Sigtuna) | Borås Publik: 5 206 Domare: Jonas Eriksson (Sigtuna) |

| 168         | 27 augusti 2017 | Malmö FF                                | 2 – 2           | IFK Göteborg                           | Swedbank Stadion                                      |                                                       |
| 17:30 UTC+2 | 17:30 UTC+2     | Jo Inge Berget 65′ Markus Rosenberg 82′ | (0 – 1) Rapport | 3′ Tobias Hysén 86′ Sebastian Eriksson | Malmö Publik: 21 354 Domare: Andreas Ekberg (Bjärred) | Malmö Publik: 21 354 Domare: Andreas Ekberg (Bjärred) |
| 17:30 UTC+2 | 17:30 UTC+2     |                                         |                 |                                        | Malmö Publik: 21 354 Domare: Andreas Ekberg (Bjärred) | Malmö Publik: 21 354 Domare: Andreas Ekberg (Bjärred) |
| 17:30 UTC+2 | 17:30 UTC+2     |                                         |                 |                                        | Malmö Publik: 21 354 Domare: Andreas Ekberg (Bjärred) | Malmö Publik: 21 354 Domare: Andreas Ekberg (Bjärred) |

### Omgång 22
| 169         | 9 september 2017 | Östersunds FK                                             | 3 – 0   | AFC Eskilstuna | Jämtkraft Arena                                    |                                                    |
| 16:00 UTC+2 | 16:00 UTC+2      | Tim Björkström 30′ Saman Ghoddos 70′ Johan Bertilsson 72′ | Rapport |                | Östersund Publik: 4 030 Domare: Johan Hamlin (Bro) | Östersund Publik: 4 030 Domare: Johan Hamlin (Bro) |
| 16:00 UTC+2 | 16:00 UTC+2      |                                                           |         |                | Östersund Publik: 4 030 Domare: Johan Hamlin (Bro) | Östersund Publik: 4 030 Domare: Johan Hamlin (Bro) |
| 16:00 UTC+2 | 16:00 UTC+2      |                                                           |         |                | Östersund Publik: 4 030 Domare: Johan Hamlin (Bro) | Östersund Publik: 4 030 Domare: Johan Hamlin (Bro) |

| 170         | 10 september 2017 | Halmstads BK | 0 – 3           | BK Häcken                                                        | Örjans vall                                                  |                                                              |
| 15:00 UTC+2 | 15:00 UTC+2       |              | (0 – 1) Rapport | 10′ Ahmed Yasin 79′ Mathias Ranégie 90+2′ Paulo José de Oliveira | Halmstad Publik: 3 266 Domare: Kristoffer Karlsson (Höganäs) | Halmstad Publik: 3 266 Domare: Kristoffer Karlsson (Höganäs) |
| 15:00 UTC+2 | 15:00 UTC+2       |              |                 |                                                                  | Halmstad Publik: 3 266 Domare: Kristoffer Karlsson (Höganäs) | Halmstad Publik: 3 266 Domare: Kristoffer Karlsson (Höganäs) |
| 15:00 UTC+2 | 15:00 UTC+2       |              |                 |                                                                  | Halmstad Publik: 3 266 Domare: Kristoffer Karlsson (Höganäs) | Halmstad Publik: 3 266 Domare: Kristoffer Karlsson (Höganäs) |

| 171         | 10 september 2017 | Hammarby IF  | 1 – 1           | AIK                     | Friends Arena                                             |                                                           |
| 15:00 UTC+2 | 15:00 UTC+2       | Pa Dibba 12′ | (1 – 1) Rapport | 45+3′ Kristoffer Olsson | Stockholm Publik: 29 306 Domare: Jonas Eriksson (Sigtuna) | Stockholm Publik: 29 306 Domare: Jonas Eriksson (Sigtuna) |
| 15:00 UTC+2 | 15:00 UTC+2       |              |                 |                         | Stockholm Publik: 29 306 Domare: Jonas Eriksson (Sigtuna) | Stockholm Publik: 29 306 Domare: Jonas Eriksson (Sigtuna) |
| 15:00 UTC+2 | 15:00 UTC+2       |              |                 |                         | Stockholm Publik: 29 306 Domare: Jonas Eriksson (Sigtuna) | Stockholm Publik: 29 306 Domare: Jonas Eriksson (Sigtuna) |

| 172         | 10 september 2017 | IF Elfsborg                      | 2 – 2           | Kalmar FF                                              | Borås Arena                                            |                                                        |
| 15:00 UTC+2 | 15:00 UTC+2       | Viktor Prodell 14′ Per Frick 87′ | (1 – 0) Rapport | 63′ (str.) Romário Pereira Sipião 90′ Philip Hellquist | Borås Publik: 5 466 Domare: Magnus Lindgren (Göteborg) | Borås Publik: 5 466 Domare: Magnus Lindgren (Göteborg) |
| 15:00 UTC+2 | 15:00 UTC+2       |                                  |                 |                                                        | Borås Publik: 5 466 Domare: Magnus Lindgren (Göteborg) | Borås Publik: 5 466 Domare: Magnus Lindgren (Göteborg) |
| 15:00 UTC+2 | 15:00 UTC+2       |                                  |                 |                                                        | Borås Publik: 5 466 Domare: Magnus Lindgren (Göteborg) | Borås Publik: 5 466 Domare: Magnus Lindgren (Göteborg) |

| 173         | 10 september 2017 | Örebro SK                            | 2 – 1           | Malmö FF             | Behrn Arena                                               |                                                           |
| 15:00 UTC+2 | 15:00 UTC+2       | Nordin Gerzic 61′ Nahir Besara 90+2′ | (0 – 0) Rapport | 49′ Andreas Vindheim | Örebro Publik: 7 224 Domare: Mohammed Al-Hakim (Västerås) | Örebro Publik: 7 224 Domare: Mohammed Al-Hakim (Västerås) |
| 15:00 UTC+2 | 15:00 UTC+2       |                                      |                 |                      | Örebro Publik: 7 224 Domare: Mohammed Al-Hakim (Västerås) | Örebro Publik: 7 224 Domare: Mohammed Al-Hakim (Västerås) |
| 15:00 UTC+2 | 15:00 UTC+2       |                                      |                 |                      | Örebro Publik: 7 224 Domare: Mohammed Al-Hakim (Västerås) | Örebro Publik: 7 224 Domare: Mohammed Al-Hakim (Västerås) |

| 174         | 10 september 2017 | IK Sirius | 0 – 1           | GIF Sundsvall    | Studenternas IP                                       |                                                       |
| 17:30 UTC+2 | 17:30 UTC+2       |           | (0 – 0) Rapport | 65′ Eric Larsson | Uppsala Publik: 5 024 Domare: Glenn Nyberg (Borlänge) | Uppsala Publik: 5 024 Domare: Glenn Nyberg (Borlänge) |
| 17:30 UTC+2 | 17:30 UTC+2       |           |                 |                  | Uppsala Publik: 5 024 Domare: Glenn Nyberg (Borlänge) | Uppsala Publik: 5 024 Domare: Glenn Nyberg (Borlänge) |
| 17:30 UTC+2 | 17:30 UTC+2       |           |                 |                  | Uppsala Publik: 5 024 Domare: Glenn Nyberg (Borlänge) | Uppsala Publik: 5 024 Domare: Glenn Nyberg (Borlänge) |

| 175         | 10 september 2017 | Jönköpings Södra  | 1 – 2           | IFK Norrköping                          | Stadsparksvallen                                               |                                                                |
| 17:30 UTC+2 | 17:30 UTC+2       | Dzenis Kozica 32′ | (1 – 1) Rapport | 45+1′ Linus Wahlqvist 52′ Karl Holmberg | Jönköping Publik: 3 362 Domare: Stefan Johannesson (Stockholm) | Jönköping Publik: 3 362 Domare: Stefan Johannesson (Stockholm) |
| 17:30 UTC+2 | 17:30 UTC+2       |                   |                 |                                         | Jönköping Publik: 3 362 Domare: Stefan Johannesson (Stockholm) | Jönköping Publik: 3 362 Domare: Stefan Johannesson (Stockholm) |
| 17:30 UTC+2 | 17:30 UTC+2       |                   |                 |                                         | Jönköping Publik: 3 362 Domare: Stefan Johannesson (Stockholm) | Jönköping Publik: 3 362 Domare: Stefan Johannesson (Stockholm) |

| 176         | 11 september 2017 | IFK Göteborg       | 1 – 3           | Djurgårdens IF                             | Gamla Ullevi                                             |                                                          |
| 19:00 UTC+2 | 19:00 UTC+2       | Mikael Boman 45+1′ | (1 – 1) Rapport | 18′, 52′ Kerim Mrabti 54′ Jesper Karlström | Göteborg Publik: 12 350 Domare: Bojan Pandzic (Göteborg) | Göteborg Publik: 12 350 Domare: Bojan Pandzic (Göteborg) |
| 19:00 UTC+2 | 19:00 UTC+2       |                    |                 |                                            | Göteborg Publik: 12 350 Domare: Bojan Pandzic (Göteborg) | Göteborg Publik: 12 350 Domare: Bojan Pandzic (Göteborg) |
| 19:00 UTC+2 | 19:00 UTC+2       |                    |                 |                                            | Göteborg Publik: 12 350 Domare: Bojan Pandzic (Göteborg) | Göteborg Publik: 12 350 Domare: Bojan Pandzic (Göteborg) |

### Omgång 23
| 177         | 15 september 2017 | Kalmar FF                 | 1 – 1           | IFK Norrköping    | Guldfågeln Arena                                      |                                                       |
| 19:00 UTC+2 | 19:00 UTC+2       | Romário Pereira Sipião 9′ | (1 – 0) Rapport | 74′ Karl Holmberg | Kalmar Publik: 5 769 Domare: Bojan Pandzic (Göteborg) | Kalmar Publik: 5 769 Domare: Bojan Pandzic (Göteborg) |
| 19:00 UTC+2 | 19:00 UTC+2       |                           |                 |                   | Kalmar Publik: 5 769 Domare: Bojan Pandzic (Göteborg) | Kalmar Publik: 5 769 Domare: Bojan Pandzic (Göteborg) |
| 19:00 UTC+2 | 19:00 UTC+2       |                           |                 |                   | Kalmar Publik: 5 769 Domare: Bojan Pandzic (Göteborg) | Kalmar Publik: 5 769 Domare: Bojan Pandzic (Göteborg) |

| 178         | 16 september 2017 | IFK Göteborg                | 1 – 1           | Jönköpings Södra  | Gamla Ullevi                                                 |                                                              |
| 14:00 UTC+2 | 14:00 UTC+2       | Patrik Karlsson Lagemyr 53′ | (0 – 1) Rapport | 16′ Dzenis Kozica | Göteborg Publik: 9 142 Domare: Kristoffer Karlsson (Höganäs) | Göteborg Publik: 9 142 Domare: Kristoffer Karlsson (Höganäs) |
| 14:00 UTC+2 | 14:00 UTC+2       |                             |                 |                   | Göteborg Publik: 9 142 Domare: Kristoffer Karlsson (Höganäs) | Göteborg Publik: 9 142 Domare: Kristoffer Karlsson (Höganäs) |
| 14:00 UTC+2 | 14:00 UTC+2       |                             |                 |                   | Göteborg Publik: 9 142 Domare: Kristoffer Karlsson (Höganäs) | Göteborg Publik: 9 142 Domare: Kristoffer Karlsson (Höganäs) |

| 179         | 16 september 2017 | BK Häcken                                              | 3 – 0           | IF Elfsborg | Bravida Arena                                         |                                                       |
| 16:00 UTC+2 | 16:00 UTC+2       | Ahmed Yasin 21′ Nasiru Mohammed 40′ Adam Andersson 90′ | (2 – 0) Rapport |             | Göteborg Publik: 1 893 Domare: Kaspar Sjöberg (Malmö) | Göteborg Publik: 1 893 Domare: Kaspar Sjöberg (Malmö) |
| 16:00 UTC+2 | 16:00 UTC+2       |                                                        |                 |             | Göteborg Publik: 1 893 Domare: Kaspar Sjöberg (Malmö) | Göteborg Publik: 1 893 Domare: Kaspar Sjöberg (Malmö) |
| 16:00 UTC+2 | 16:00 UTC+2       |                                                        |                 |             | Göteborg Publik: 1 893 Domare: Kaspar Sjöberg (Malmö) | Göteborg Publik: 1 893 Domare: Kaspar Sjöberg (Malmö) |

| 180         | 16 september 2017 | Djurgårdens IF                                                     | 4 – 1           | Örebro SK        | Tele2 Arena                                               |                                                           |
| 16:00 UTC+2 | 16:00 UTC+2       | Kim Källström 12′ Felix Beijmo 38′ Magnus Eriksson 62′, 65′ (str.) | (2 – 0) Rapport | 57′ Nahir Besara | Stockholm Publik: 14 039 Domare: Jonas Eriksson (Sigtuna) | Stockholm Publik: 14 039 Domare: Jonas Eriksson (Sigtuna) |
| 16:00 UTC+2 | 16:00 UTC+2       |                                                                    |                 |                  | Stockholm Publik: 14 039 Domare: Jonas Eriksson (Sigtuna) | Stockholm Publik: 14 039 Domare: Jonas Eriksson (Sigtuna) |
| 16:00 UTC+2 | 16:00 UTC+2       |                                                                    |                 |                  | Stockholm Publik: 14 039 Domare: Jonas Eriksson (Sigtuna) | Stockholm Publik: 14 039 Domare: Jonas Eriksson (Sigtuna) |

| 181         | 17 september 2017 | AIK                                                               | 4 – 1           | Halmstads BK         | Friends Arena                                               |                                                             |
| 15:00 UTC+2 | 15:00 UTC+2       | Nicolás Stefanelli 21′, 37′ Rasmus Lindkvist 34′ Henok Goitom 42′ | (4 – 0) Rapport | 71′ Marcus Johansson | Stockholm Publik: 10 342 Domare: Magnus Lindgren (Göteborg) | Stockholm Publik: 10 342 Domare: Magnus Lindgren (Göteborg) |
| 15:00 UTC+2 | 15:00 UTC+2       |                                                                   |                 |                      | Stockholm Publik: 10 342 Domare: Magnus Lindgren (Göteborg) | Stockholm Publik: 10 342 Domare: Magnus Lindgren (Göteborg) |
| 15:00 UTC+2 | 15:00 UTC+2       |                                                                   |                 |                      | Stockholm Publik: 10 342 Domare: Magnus Lindgren (Göteborg) | Stockholm Publik: 10 342 Domare: Magnus Lindgren (Göteborg) |

| 182         | 17 september 2017 | IK Sirius | 0 – 5           | Östersunds FK                                                       | Studenternas IP                                       |                                                       |
| 15:00 UTC+2 | 15:00 UTC+2       |           | (0 – 3) Rapport | 4′ Ken Sema 32′, 35′ (str.) Saman Ghoddos 71′, 86′ Johan Bertilsson | Uppsala Publik: 5 112 Domare: Patrik Eriksson (Gävle) | Uppsala Publik: 5 112 Domare: Patrik Eriksson (Gävle) |
| 15:00 UTC+2 | 15:00 UTC+2       |           |                 |                                                                     | Uppsala Publik: 5 112 Domare: Patrik Eriksson (Gävle) | Uppsala Publik: 5 112 Domare: Patrik Eriksson (Gävle) |
| 15:00 UTC+2 | 15:00 UTC+2       |           |                 |                                                                     | Uppsala Publik: 5 112 Domare: Patrik Eriksson (Gävle) | Uppsala Publik: 5 112 Domare: Patrik Eriksson (Gävle) |

| 183         | 17 september 2017 | Malmö FF                                                           | 4 – 0           | Hammarby IF | Swedbank Stadion                                |                                                 |
| 17:30 UTC+2 | 17:30 UTC+2       | Erdal Rakip 21′, 62′ Jo Inge Berget 49′ Alexander Jeremejeff 90+4′ | (1 – 0) Rapport |             | Malmö Publik: 18 830 Domare: Johan Hamlin (Bro) | Malmö Publik: 18 830 Domare: Johan Hamlin (Bro) |
| 17:30 UTC+2 | 17:30 UTC+2       |                                                                    |                 |             | Malmö Publik: 18 830 Domare: Johan Hamlin (Bro) | Malmö Publik: 18 830 Domare: Johan Hamlin (Bro) |
| 17:30 UTC+2 | 17:30 UTC+2       |                                                                    |                 |             | Malmö Publik: 18 830 Domare: Johan Hamlin (Bro) | Malmö Publik: 18 830 Domare: Johan Hamlin (Bro) |

| 184         | 18 september 2017 | AFC Eskilstuna     | 1 – 2           | GIF Sundsvall           | Tunavallen                                                    |                                                               |
| 19:00 UTC+2 | 19:00 UTC+2       | Omar Eddahri 90+4′ | (0 – 1) Rapport | 4′, 77′ Linus Hallenius | Eskilstuna Publik: 4 305 Domare: Mohammed Al-Hakim (Västerås) | Eskilstuna Publik: 4 305 Domare: Mohammed Al-Hakim (Västerås) |
| 19:00 UTC+2 | 19:00 UTC+2       |                    |                 |                         | Eskilstuna Publik: 4 305 Domare: Mohammed Al-Hakim (Västerås) | Eskilstuna Publik: 4 305 Domare: Mohammed Al-Hakim (Västerås) |
| 19:00 UTC+2 | 19:00 UTC+2       |                    |                 |                         | Eskilstuna Publik: 4 305 Domare: Mohammed Al-Hakim (Västerås) | Eskilstuna Publik: 4 305 Domare: Mohammed Al-Hakim (Västerås) |

### Omgång 24
| 185         | 19 september 2017 | IFK Norrköping                                                                  | 4 – 1           | BK Häcken                  | Östgötaporten                                                  |                                                                |
| 19:00 UTC+2 | 19:00 UTC+2       | David Moberg Karlsson 10′ Andreas Johansson 31′ Karl Holmberg 64′ (str.), 90+1′ | (2 – 0) Rapport | 71′ Paulo José de Oliveira | Norrköping Publik: 6 377 Domare: Kristoffer Karlsson (Höganäs) | Norrköping Publik: 6 377 Domare: Kristoffer Karlsson (Höganäs) |
| 19:00 UTC+2 | 19:00 UTC+2       |                                                                                 |                 |                            | Norrköping Publik: 6 377 Domare: Kristoffer Karlsson (Höganäs) | Norrköping Publik: 6 377 Domare: Kristoffer Karlsson (Höganäs) |
| 19:00 UTC+2 | 19:00 UTC+2       |                                                                                 |                 |                            | Norrköping Publik: 6 377 Domare: Kristoffer Karlsson (Höganäs) | Norrköping Publik: 6 377 Domare: Kristoffer Karlsson (Höganäs) |

| 186         | 19 september 2017 | IF Elfsborg                                | 2 – 2           | Djurgårdens IF                       | Borås Arena                                         |                                                     |
| 19:00 UTC+2 | 19:00 UTC+2       | Viktor Prodell 67′ Issam Jebali 77′ (str.) | (0 – 1) Rapport | 8′ Magnus Eriksson 74′ Kim Källström | Borås Publik: 7 423 Domare: Glenn Nyberg (Borlänge) | Borås Publik: 7 423 Domare: Glenn Nyberg (Borlänge) |
| 19:00 UTC+2 | 19:00 UTC+2       |                                            |                 |                                      | Borås Publik: 7 423 Domare: Glenn Nyberg (Borlänge) | Borås Publik: 7 423 Domare: Glenn Nyberg (Borlänge) |
| 19:00 UTC+2 | 19:00 UTC+2       |                                            |                 |                                      | Borås Publik: 7 423 Domare: Glenn Nyberg (Borlänge) | Borås Publik: 7 423 Domare: Glenn Nyberg (Borlänge) |

| 187         | 20 september 2017 | Halmstads BK            | 1 – 1           | Kalmar FF      | Örjans vall                                               |                                                           |
| 19:00 UTC+2 | 19:00 UTC+2       | Gabriel Gudmundsson 72′ | (0 – 1) Rapport | 19′ Papa Diouf | Halmstad Publik: 3 084 Domare: Magnus Lindgren (Göteborg) | Halmstad Publik: 3 084 Domare: Magnus Lindgren (Göteborg) |
| 19:00 UTC+2 | 19:00 UTC+2       |                         |                 |                | Halmstad Publik: 3 084 Domare: Magnus Lindgren (Göteborg) | Halmstad Publik: 3 084 Domare: Magnus Lindgren (Göteborg) |
| 19:00 UTC+2 | 19:00 UTC+2       |                         |                 |                | Halmstad Publik: 3 084 Domare: Magnus Lindgren (Göteborg) | Halmstad Publik: 3 084 Domare: Magnus Lindgren (Göteborg) |

| 188         | 20 september 2017 | Östersunds FK                      | 2 – 2           | Malmö FF                          | Jämtkraft Arena                                                |                                                                |
| 19:00 UTC+2 | 19:00 UTC+2       | Brwa Nouri 49′ (str.) Ken Sema 90′ | (0 – 1) Rapport | 25′ Erdal Rakip 66′ Oscar Lewicki | Östersund Publik: 6 157 Domare: Stefan Johannesson (Stockholm) | Östersund Publik: 6 157 Domare: Stefan Johannesson (Stockholm) |
| 19:00 UTC+2 | 19:00 UTC+2       |                                    |                 |                                   | Östersund Publik: 6 157 Domare: Stefan Johannesson (Stockholm) | Östersund Publik: 6 157 Domare: Stefan Johannesson (Stockholm) |
| 19:00 UTC+2 | 19:00 UTC+2       |                                    |                 |                                   | Östersund Publik: 6 157 Domare: Stefan Johannesson (Stockholm) | Östersund Publik: 6 157 Domare: Stefan Johannesson (Stockholm) |

| 189         | 20 september 2017 | Jönköpings Södra                                   | 3 – 1           | IK Sirius           | Stadsparksvallen                                       |                                                        |
| 19:00 UTC+2 | 19:00 UTC+2       | Daryl Smylie 2′ Dzenis Kozica 22′ Tommy Thelin 79′ | (2 – 0) Rapport | 85′ Stefano Vecchia | Jönköping Publik: 2 672 Domare: Kaspar Sjöberg (Malmö) | Jönköping Publik: 2 672 Domare: Kaspar Sjöberg (Malmö) |
| 19:00 UTC+2 | 19:00 UTC+2       |                                                    |                 |                     | Jönköping Publik: 2 672 Domare: Kaspar Sjöberg (Malmö) | Jönköping Publik: 2 672 Domare: Kaspar Sjöberg (Malmö) |
| 19:00 UTC+2 | 19:00 UTC+2       |                                                    |                 |                     | Jönköping Publik: 2 672 Domare: Kaspar Sjöberg (Malmö) | Jönköping Publik: 2 672 Domare: Kaspar Sjöberg (Malmö) |

| 190         | 20 september 2017 | Hammarby IF                                 | 2 – 1           | IFK Göteborg        | Tele2 Arena                                                   |                                                               |
| 19:00 UTC+2 | 19:00 UTC+2       | Kennedy Bakircioglu 58′ Sander Svendsen 61′ | (0 – 0) Rapport | 54′ Mikkel Diskerud | Stockholm Publik: 20 650 Domare: Mohammed Al-Hakim (Västerås) | Stockholm Publik: 20 650 Domare: Mohammed Al-Hakim (Västerås) |
| 19:00 UTC+2 | 19:00 UTC+2       |                                             |                 |                     | Stockholm Publik: 20 650 Domare: Mohammed Al-Hakim (Västerås) | Stockholm Publik: 20 650 Domare: Mohammed Al-Hakim (Västerås) |
| 19:00 UTC+2 | 19:00 UTC+2       |                                             |                 |                     | Stockholm Publik: 20 650 Domare: Mohammed Al-Hakim (Västerås) | Stockholm Publik: 20 650 Domare: Mohammed Al-Hakim (Västerås) |

| 191         | 21 september 2017 | Örebro SK                               | 2 – 3           | AFC Eskilstuna                               | Behrn Arena                                         |                                                     |
| 18:00 UTC+2 | 18:00 UTC+2       | Kennedy Igboananike 26′ Filip Rogic 39′ | (2 – 1) Rapport | 7′ Farshad Noor 82′ (str.), 85′ Omar Eddahri | Örebro Publik: 4 035 Domare: Johan Krantz (Uppsala) | Örebro Publik: 4 035 Domare: Johan Krantz (Uppsala) |
| 18:00 UTC+2 | 18:00 UTC+2       |                                         |                 |                                              | Örebro Publik: 4 035 Domare: Johan Krantz (Uppsala) | Örebro Publik: 4 035 Domare: Johan Krantz (Uppsala) |
| 18:00 UTC+2 | 18:00 UTC+2       |                                         |                 |                                              | Örebro Publik: 4 035 Domare: Johan Krantz (Uppsala) | Örebro Publik: 4 035 Domare: Johan Krantz (Uppsala) |

| 192         | 21 september 2017 | GIF Sundsvall | 0 – 0           | AIK | Idrottsparken                                           |                                                         |
| 19:00 UTC+2 | 19:00 UTC+2       |               | (0 – 0) Rapport |     | Sundsvall Publik: 4 052 Domare: Patrik Eriksson (Gävle) | Sundsvall Publik: 4 052 Domare: Patrik Eriksson (Gävle) |
| 19:00 UTC+2 | 19:00 UTC+2       |               |                 |     | Sundsvall Publik: 4 052 Domare: Patrik Eriksson (Gävle) | Sundsvall Publik: 4 052 Domare: Patrik Eriksson (Gävle) |
| 19:00 UTC+2 | 19:00 UTC+2       |               |                 |     | Sundsvall Publik: 4 052 Domare: Patrik Eriksson (Gävle) | Sundsvall Publik: 4 052 Domare: Patrik Eriksson (Gävle) |

### Omgång 25
| 193         | 23 september 2017 | Halmstads BK                                         | 2 – 1           | IFK Norrköping      | Örjans vall                                             |                                                         |
| 14:00 UTC+2 | 14:00 UTC+2       | Alexander Berntsson 40′ Tryggvi Hrafn Haraldsson 51′ | (1 – 0) Rapport | 88′ Linus Wahlqvist | Halmstad Publik: 5 398 Domare: Jonas Eriksson (Sigtuna) | Halmstad Publik: 5 398 Domare: Jonas Eriksson (Sigtuna) |
| 14:00 UTC+2 | 14:00 UTC+2       |                                                      |                 |                     | Halmstad Publik: 5 398 Domare: Jonas Eriksson (Sigtuna) | Halmstad Publik: 5 398 Domare: Jonas Eriksson (Sigtuna) |
| 14:00 UTC+2 | 14:00 UTC+2       |                                                      |                 |                     | Halmstad Publik: 5 398 Domare: Jonas Eriksson (Sigtuna) | Halmstad Publik: 5 398 Domare: Jonas Eriksson (Sigtuna) |

| 199         | 24 september 2017 | Kalmar FF              | 2 – 1           | Östersunds FK       | Guldfågeln Arena                                    |                                                     |
| 15:00 UTC+2 | 15:00 UTC+2       | Jonathan Ring 21′, 74′ | (1 – 1) Rapport | 18′ Ludvig Fritzson | Kalmar Publik: 4 602 Domare: Kaspar Sjöberg (Malmö) | Kalmar Publik: 4 602 Domare: Kaspar Sjöberg (Malmö) |
| 15:00 UTC+2 | 15:00 UTC+2       |                        |                 |                     | Kalmar Publik: 4 602 Domare: Kaspar Sjöberg (Malmö) | Kalmar Publik: 4 602 Domare: Kaspar Sjöberg (Malmö) |
| 15:00 UTC+2 | 15:00 UTC+2       |                        |                 |                     | Kalmar Publik: 4 602 Domare: Kaspar Sjöberg (Malmö) | Kalmar Publik: 4 602 Domare: Kaspar Sjöberg (Malmö) |

| 200         | 24 september 2017 | Djurgårdens IF   | 1 – 1           | Hammarby IF       | Tele2 Arena                                               |                                                           |
| 15:00 UTC+2 | 15:00 UTC+2       | Jonas Olsson 53′ | (0 – 1) Rapport | 41′ Bjørn Paulsen | Stockholm Publik: 24 174 Domare: Bojan Pandzic (Göteborg) | Stockholm Publik: 24 174 Domare: Bojan Pandzic (Göteborg) |
| 15:00 UTC+2 | 15:00 UTC+2       |                  |                 |                   | Stockholm Publik: 24 174 Domare: Bojan Pandzic (Göteborg) | Stockholm Publik: 24 174 Domare: Bojan Pandzic (Göteborg) |
| 15:00 UTC+2 | 15:00 UTC+2       |                  |                 |                   | Stockholm Publik: 24 174 Domare: Bojan Pandzic (Göteborg) | Stockholm Publik: 24 174 Domare: Bojan Pandzic (Göteborg) |

| 201         | 24 september 2017 | Jönköpings Södra                      | 2 – 2           | GIF Sundsvall                                 | Stadsparksvallen                                             |                                                              |
| 17:30 UTC+2 | 17:30 UTC+2       | Dzenis Kozica 8′ Stian Aasmundsen 76′ | (1 – 1) Rapport | 10′ Romain Gall 90+1′ (str.) Markus Danielson | Jönköping Publik: 3 869 Domare: Mohammed Al-Hakim (Västerås) | Jönköping Publik: 3 869 Domare: Mohammed Al-Hakim (Västerås) |
| 17:30 UTC+2 | 17:30 UTC+2       |                                       |                 |                                               | Jönköping Publik: 3 869 Domare: Mohammed Al-Hakim (Västerås) | Jönköping Publik: 3 869 Domare: Mohammed Al-Hakim (Västerås) |
| 17:30 UTC+2 | 17:30 UTC+2       |                                       |                 |                                               | Jönköping Publik: 3 869 Domare: Mohammed Al-Hakim (Västerås) | Jönköping Publik: 3 869 Domare: Mohammed Al-Hakim (Västerås) |

| 202         | 24 september 2017 | BK Häcken           | 1 – 6           | AIK                                                                                        | Bravida Arena                                                 |                                                               |
| 17:30 UTC+2 | 17:30 UTC+2       | Nasiru Mohammed 36′ | (1 – 4) Rapport | 25′ Per Karlsson 27′, 77′ Daniel Sundgren 35′ Nicolás Stefanelli 37′, 77′ Rasmus Lindkvist | Göteborg Publik: 3 578 Domare: Stefan Johannesson (Stockholm) | Göteborg Publik: 3 578 Domare: Stefan Johannesson (Stockholm) |
| 17:30 UTC+2 | 17:30 UTC+2       |                     |                 |                                                                                            | Göteborg Publik: 3 578 Domare: Stefan Johannesson (Stockholm) | Göteborg Publik: 3 578 Domare: Stefan Johannesson (Stockholm) |
| 17:30 UTC+2 | 17:30 UTC+2       |                     |                 |                                                                                            | Göteborg Publik: 3 578 Domare: Stefan Johannesson (Stockholm) | Göteborg Publik: 3 578 Domare: Stefan Johannesson (Stockholm) |

| 203         | 25 september 2017 | AFC Eskilstuna        | 1 – 0           | IFK Göteborg | Tunavallen                                                     |                                                                |
| 19:00 UTC+2 | 19:00 UTC+2       | Chidi Dauda Omeje 86′ | (0 – 0) Rapport |              | Eskilstuna Publik: 4 157 Domare: Kristoffer Karlsson (Höganäs) | Eskilstuna Publik: 4 157 Domare: Kristoffer Karlsson (Höganäs) |
| 19:00 UTC+2 | 19:00 UTC+2       |                       |                 |              | Eskilstuna Publik: 4 157 Domare: Kristoffer Karlsson (Höganäs) | Eskilstuna Publik: 4 157 Domare: Kristoffer Karlsson (Höganäs) |
| 19:00 UTC+2 | 19:00 UTC+2       |                       |                 |              | Eskilstuna Publik: 4 157 Domare: Kristoffer Karlsson (Höganäs) | Eskilstuna Publik: 4 157 Domare: Kristoffer Karlsson (Höganäs) |

| 203         | 25 september 2017 | IK Sirius                                                           | 3 – 4           | Örebro SK                                         | Studenternas IP                                          |                                                          |
| 19:00 UTC+2 | 19:00 UTC+2       | Stefano Vecchia 53′ Jesper Arvidsson 64′ (str.) Johan Andersson 78′ | (0 – 2) Rapport | 33′ Kennedy Igboananike 35′, 54′, 81′ Filip Rogic | Uppsala Publik: 4 186 Domare: Magnus Lindgren (Göteborg) | Uppsala Publik: 4 186 Domare: Magnus Lindgren (Göteborg) |
| 19:00 UTC+2 | 19:00 UTC+2       |                                                                     |                 |                                                   | Uppsala Publik: 4 186 Domare: Magnus Lindgren (Göteborg) | Uppsala Publik: 4 186 Domare: Magnus Lindgren (Göteborg) |
| 19:00 UTC+2 | 19:00 UTC+2       |                                                                     |                 |                                                   | Uppsala Publik: 4 186 Domare: Magnus Lindgren (Göteborg) | Uppsala Publik: 4 186 Domare: Magnus Lindgren (Göteborg) |

| 204         | 25 september 2017 | Malmö FF | 6 – 0           | IF Elfsborg | Swedbank Stadion                                      |                                                       |
| 19:00 UTC+2 | 19:00 UTC+2       | Jørgen Horn 9′ (sjm.) Jon Jönsson 40′ (sjm.) Markus Rosenberg 53′ (str.) Erdal Rakip 62′ Anton Tinnerholm 72′, 76′ | (2 – 0) Rapport |             | Malmö Publik: 16 212 Domare: Andreas Ekberg (Bjärred) | Malmö Publik: 16 212 Domare: Andreas Ekberg (Bjärred) |
| 19:00 UTC+2 | 19:00 UTC+2       | |                 |             | Malmö Publik: 16 212 Domare: Andreas Ekberg (Bjärred) | Malmö Publik: 16 212 Domare: Andreas Ekberg (Bjärred) |
| 19:00 UTC+2 | 19:00 UTC+2       | |                 |             | Malmö Publik: 16 212 Domare: Andreas Ekberg (Bjärred) | Malmö Publik: 16 212 Domare: Andreas Ekberg (Bjärred) |

### Omgång 26
| 201         | 29 september 2017 | IFK Göteborg                                                                | 4 – 0           | IK Sirius | Gamla Ullevi                                           |                                                        |
| 19:00 UTC+2 | 19:00 UTC+2       | Mikkel Diskerud 15′ August Erlingmark 37′ Tobias Hysén 61′ Mikael Boman 64′ | (2 – 0) Rapport |           | Göteborg Publik: 7 814 Domare: Glenn Nyberg (Borlänge) | Göteborg Publik: 7 814 Domare: Glenn Nyberg (Borlänge) |
| 19:00 UTC+2 | 19:00 UTC+2       |                                                                             |                 |           | Göteborg Publik: 7 814 Domare: Glenn Nyberg (Borlänge) | Göteborg Publik: 7 814 Domare: Glenn Nyberg (Borlänge) |
| 19:00 UTC+2 | 19:00 UTC+2       |                                                                             |                 |           | Göteborg Publik: 7 814 Domare: Glenn Nyberg (Borlänge) | Göteborg Publik: 7 814 Domare: Glenn Nyberg (Borlänge) |

| 202         | 30 september 2017 | AFC Eskilstuna         | 1 – 1           | Jönköpings Södra | Tunavallen                                                |                                                           |
| 16:00 UTC+2 | 16:00 UTC+2       | Mohamed Buya Turay 15′ | (1 – 0) Rapport | 83′ Daryl Smylie | Eskilstuna Publik: 3 165 Domare: Jonas Eriksson (Sigtuna) | Eskilstuna Publik: 3 165 Domare: Jonas Eriksson (Sigtuna) |
| 16:00 UTC+2 | 16:00 UTC+2       |                        |                 |                  | Eskilstuna Publik: 3 165 Domare: Jonas Eriksson (Sigtuna) | Eskilstuna Publik: 3 165 Domare: Jonas Eriksson (Sigtuna) |
| 16:00 UTC+2 | 16:00 UTC+2       |                        |                 |                  | Eskilstuna Publik: 3 165 Domare: Jonas Eriksson (Sigtuna) | Eskilstuna Publik: 3 165 Domare: Jonas Eriksson (Sigtuna) |

| 203         | 1 oktober 2017 | Östersunds FK | 0 – 0           | BK Häcken | Jämtkraft Arena                                    |                                                    |
| 15:00 UTC+2 | 15:00 UTC+2    |               | (0 – 0) Rapport |           | Östersund Publik: 4 769 Domare: Johan Hamlin (Bro) | Östersund Publik: 4 769 Domare: Johan Hamlin (Bro) |
| 15:00 UTC+2 | 15:00 UTC+2    |               |                 |           | Östersund Publik: 4 769 Domare: Johan Hamlin (Bro) | Östersund Publik: 4 769 Domare: Johan Hamlin (Bro) |
| 15:00 UTC+2 | 15:00 UTC+2    |               |                 |           | Östersund Publik: 4 769 Domare: Johan Hamlin (Bro) | Östersund Publik: 4 769 Domare: Johan Hamlin (Bro) |

| 204         | 1 oktober 2017 | GIF Sundsvall | 0 – 5           | Djurgårdens IF                                                                          | Idrottsparken                                              |                                                            |
| 15:00 UTC+2 | 15:00 UTC+2    |               | (0 – 2) Rapport | 21′ Tino Kadewere 24′, 50′ (str.) Magnus Eriksson 46′ Felix Beijmo 77′ Jesper Karlström | Sundsvall Publik: 5 280 Domare: Magnus Lindgren (Göteborg) | Sundsvall Publik: 5 280 Domare: Magnus Lindgren (Göteborg) |
| 15:00 UTC+2 | 15:00 UTC+2    |               |                 |                                                                                         | Sundsvall Publik: 5 280 Domare: Magnus Lindgren (Göteborg) | Sundsvall Publik: 5 280 Domare: Magnus Lindgren (Göteborg) |
| 15:00 UTC+2 | 15:00 UTC+2    |               |                 |                                                                                         | Sundsvall Publik: 5 280 Domare: Magnus Lindgren (Göteborg) | Sundsvall Publik: 5 280 Domare: Magnus Lindgren (Göteborg) |

| 205         | 1 oktober 2017 | Malmö FF                                            | 2 – 0           | Halmstads BK | Swedbank Stadion                                          |                                                           |
| 15:00 UTC+2 | 15:00 UTC+2    | Alexander Berntsson 56′ (sjm.) Markus Rosenberg 84′ | (0 – 0) Rapport |              | Malmö Publik: 18 189 Domare: Mohammed Al-Hakim (Västerås) | Malmö Publik: 18 189 Domare: Mohammed Al-Hakim (Västerås) |
| 15:00 UTC+2 | 15:00 UTC+2    |                                                     |                 |              | Malmö Publik: 18 189 Domare: Mohammed Al-Hakim (Västerås) | Malmö Publik: 18 189 Domare: Mohammed Al-Hakim (Västerås) |
| 15:00 UTC+2 | 15:00 UTC+2    |                                                     |                 |              | Malmö Publik: 18 189 Domare: Mohammed Al-Hakim (Västerås) | Malmö Publik: 18 189 Domare: Mohammed Al-Hakim (Västerås) |

| 206         | 1 oktober 2017 | Hammarby IF | 0 – 2           | IFK Norrköping                                   | Tele2 Arena                                                     |                                                                 |
| 17:30 UTC+2 | 17:30 UTC+2    |             | (0 – 2) Rapport | 7′ Alexander Jacobsen 34′ Gudmundur Thórarinsson | Stockholm Publik: 21 337 Domare: Stefan Johannesson (Stockholm) | Stockholm Publik: 21 337 Domare: Stefan Johannesson (Stockholm) |
| 17:30 UTC+2 | 17:30 UTC+2    |             |                 |                                                  | Stockholm Publik: 21 337 Domare: Stefan Johannesson (Stockholm) | Stockholm Publik: 21 337 Domare: Stefan Johannesson (Stockholm) |
| 17:30 UTC+2 | 17:30 UTC+2    |             |                 |                                                  | Stockholm Publik: 21 337 Domare: Stefan Johannesson (Stockholm) | Stockholm Publik: 21 337 Domare: Stefan Johannesson (Stockholm) |

| 207         | 1 oktober 2017 | AIK                                                                       | 5 – 2           | IF Elfsborg                         | Friends Arena                                           |                                                         |
| 17:30 UTC+2 | 17:30 UTC+2    | Johan Blomberg 15′ Nicolás Stefanelli 31′, 55′, 64′ Haukur Hauksson 45+2′ | (3 – 1) Rapport | 34′ Per Frick 48′ Daniel Gustavsson | Stockholm Publik: 12 282 Domare: Kaspar Sjöberg (Malmö) | Stockholm Publik: 12 282 Domare: Kaspar Sjöberg (Malmö) |
| 17:30 UTC+2 | 17:30 UTC+2    |                                                                           |                 |                                     | Stockholm Publik: 12 282 Domare: Kaspar Sjöberg (Malmö) | Stockholm Publik: 12 282 Domare: Kaspar Sjöberg (Malmö) |
| 17:30 UTC+2 | 17:30 UTC+2    |                                                                           |                 |                                     | Stockholm Publik: 12 282 Domare: Kaspar Sjöberg (Malmö) | Stockholm Publik: 12 282 Domare: Kaspar Sjöberg (Malmö) |

| 208         | 1 oktober 2017 | Örebro SK               | 1 – 0           | Kalmar FF | Behrn Arena                                          |                                                      |
| 17:30 UTC+2 | 17:30 UTC+2    | Kennedy Igboananike 43′ | (1 – 0) Rapport |           | Örebro Publik: 5 176 Domare: Patrik Eriksson (Gävle) | Örebro Publik: 5 176 Domare: Patrik Eriksson (Gävle) |
| 17:30 UTC+2 | 17:30 UTC+2    |                         |                 |           | Örebro Publik: 5 176 Domare: Patrik Eriksson (Gävle) | Örebro Publik: 5 176 Domare: Patrik Eriksson (Gävle) |
| 17:30 UTC+2 | 17:30 UTC+2    |                         |                 |           | Örebro Publik: 5 176 Domare: Patrik Eriksson (Gävle) | Örebro Publik: 5 176 Domare: Patrik Eriksson (Gävle) |

### Omgång 27
| 209         | 14 oktober 2017 | Halmstads BK              | 1 – 2           | IFK Göteborg                           | Örjans vall                                       |                                                   |
| 14:00 UTC+2 | 14:00 UTC+2     | Pontus Silfwer 25′ (str.) | (1 – 0) Rapport | 53′ August Erlingmark 89′ Mikael Boman | Halmstad Publik: 4 307 Domare: Johan Hamlin (Bro) | Halmstad Publik: 4 307 Domare: Johan Hamlin (Bro) |
| 14:00 UTC+2 | 14:00 UTC+2     |                           |                 |                                        | Halmstad Publik: 4 307 Domare: Johan Hamlin (Bro) | Halmstad Publik: 4 307 Domare: Johan Hamlin (Bro) |
| 14:00 UTC+2 | 14:00 UTC+2     |                           |                 |                                        | Halmstad Publik: 4 307 Domare: Johan Hamlin (Bro) | Halmstad Publik: 4 307 Domare: Johan Hamlin (Bro) |

| 210         | 14 oktober 2017 | Östersunds FK                             | 3 – 0           | Örebro SK | Jämtkraft Arena                                               |                                                               |
| 16:00 UTC+2 | 16:00 UTC+2     | Johan Bertilsson 18′, 27′ Frank Arhin 20′ | (3 – 0) Rapport |           | Östersund Publik: 5 002 Domare: Kristoffer Karlsson (Höganäs) | Östersund Publik: 5 002 Domare: Kristoffer Karlsson (Höganäs) |
| 16:00 UTC+2 | 16:00 UTC+2     |                                           |                 |           | Östersund Publik: 5 002 Domare: Kristoffer Karlsson (Höganäs) | Östersund Publik: 5 002 Domare: Kristoffer Karlsson (Höganäs) |
| 16:00 UTC+2 | 16:00 UTC+2     |                                           |                 |           | Östersund Publik: 5 002 Domare: Kristoffer Karlsson (Höganäs) | Östersund Publik: 5 002 Domare: Kristoffer Karlsson (Höganäs) |

| 211         | 14 oktober 2017 | BK Häcken                                                       | 3 – 0           | AFC Eskilstuna | Bravida Arena                                          |                                                        |
| 16:00 UTC+2 | 16:00 UTC+2     | Paulo José de Oliveira 25′ Erik Friberg 52′ Nasiru Mohammed 60′ | (1 – 0) Rapport |                | Göteborg Publik: 1 502 Domare: Patrik Eriksson (Gävle) | Göteborg Publik: 1 502 Domare: Patrik Eriksson (Gävle) |
| 16:00 UTC+2 | 16:00 UTC+2     |                                                                 |                 |                | Göteborg Publik: 1 502 Domare: Patrik Eriksson (Gävle) | Göteborg Publik: 1 502 Domare: Patrik Eriksson (Gävle) |
| 16:00 UTC+2 | 16:00 UTC+2     |                                                                 |                 |                | Göteborg Publik: 1 502 Domare: Patrik Eriksson (Gävle) | Göteborg Publik: 1 502 Domare: Patrik Eriksson (Gävle) |

| 212         | 15 oktober 2017 | AIK                                                 | 2 – 0           | Jönköpings Södra | Friends Arena                                             |                                                           |
| 15:00 UTC+2 | 15:00 UTC+2     | Alexander Jallow 49′ (sjm.) Nils-Eric Johansson 85′ | (0 – 0) Rapport |                  | Stockholm Publik: 16 257 Domare: Andreas Ekberg (Bjärred) | Stockholm Publik: 16 257 Domare: Andreas Ekberg (Bjärred) |
| 15:00 UTC+2 | 15:00 UTC+2     |                                                     |                 |                  | Stockholm Publik: 16 257 Domare: Andreas Ekberg (Bjärred) | Stockholm Publik: 16 257 Domare: Andreas Ekberg (Bjärred) |
| 15:00 UTC+2 | 15:00 UTC+2     |                                                     |                 |                  | Stockholm Publik: 16 257 Domare: Andreas Ekberg (Bjärred) | Stockholm Publik: 16 257 Domare: Andreas Ekberg (Bjärred) |

| 213         | 15 oktober 2017 | IK Sirius                                 | 2 – 0           | Djurgårdens IF | Studenternas IP                                              |                                                              |
| 17:30 UTC+2 | 17:30 UTC+2     | Alexander Nilsson 44′ Stefano Vecchia 72′ | (1 – 0) Rapport |                | Uppsala Publik: 6 492 Domare: Stefan Johannesson (Stockholm) | Uppsala Publik: 6 492 Domare: Stefan Johannesson (Stockholm) |
| 17:30 UTC+2 | 17:30 UTC+2     |                                           |                 |                | Uppsala Publik: 6 492 Domare: Stefan Johannesson (Stockholm) | Uppsala Publik: 6 492 Domare: Stefan Johannesson (Stockholm) |
| 17:30 UTC+2 | 17:30 UTC+2     |                                           |                 |                | Uppsala Publik: 6 492 Domare: Stefan Johannesson (Stockholm) | Uppsala Publik: 6 492 Domare: Stefan Johannesson (Stockholm) |

| 214         | 15 oktober 2017 | IF Elfsborg                          | 2 – 1           | GIF Sundsvall   | Borås Arena                                          |                                                      |
| 17:30 UTC+2 | 17:30 UTC+2     | Issam Jebali 58′ Lasse Nilsson 90+4′ | (0 – 1) Rapport | 8′ Peter Wilson | Borås Publik: 5 925 Domare: Bojan Pandzic (Göteborg) | Borås Publik: 5 925 Domare: Bojan Pandzic (Göteborg) |
| 17:30 UTC+2 | 17:30 UTC+2     |                                      |                 |                 | Borås Publik: 5 925 Domare: Bojan Pandzic (Göteborg) | Borås Publik: 5 925 Domare: Bojan Pandzic (Göteborg) |
| 17:30 UTC+2 | 17:30 UTC+2     |                                      |                 |                 | Borås Publik: 5 925 Domare: Bojan Pandzic (Göteborg) | Borås Publik: 5 925 Domare: Bojan Pandzic (Göteborg) |

| 215         | 16 oktober 2017 | IFK Norrköping           | 1 – 3           | Malmö FF                                                        | Östgötaporten                                             |                                                           |
| 19:00 UTC+2 | 19:00 UTC+2     | David Moberg Karlsson 9′ | (1 – 0) Rapport | 49′ Carlos Strandberg 61′ Lasse Nielsen 84′ Anders Christiansen | Norrköping Publik: 13 769 Domare: Glenn Nyberg (Borlänge) | Norrköping Publik: 13 769 Domare: Glenn Nyberg (Borlänge) |
| 19:00 UTC+2 | 19:00 UTC+2     |                          |                 |                                                                 | Norrköping Publik: 13 769 Domare: Glenn Nyberg (Borlänge) | Norrköping Publik: 13 769 Domare: Glenn Nyberg (Borlänge) |
| 19:00 UTC+2 | 19:00 UTC+2     |                          |                 |                                                                 | Norrköping Publik: 13 769 Domare: Glenn Nyberg (Borlänge) | Norrköping Publik: 13 769 Domare: Glenn Nyberg (Borlänge) |

| 216         | 16 oktober 2017 | Kalmar FF                                 | 2 – 0           | Hammarby IF | Guldfågeln Arena                                          |                                                           |
| 19:00 UTC+2 | 19:00 UTC+2     | Mats Solheim 79′ (sjm.) Jonathan Ring 88′ | (0 – 0) Rapport |             | Kalmar Publik: 6 514 Domare: Mohammed Al-Hakim (Västerås) | Kalmar Publik: 6 514 Domare: Mohammed Al-Hakim (Västerås) |
| 19:00 UTC+2 | 19:00 UTC+2     |                                           |                 |             | Kalmar Publik: 6 514 Domare: Mohammed Al-Hakim (Västerås) | Kalmar Publik: 6 514 Domare: Mohammed Al-Hakim (Västerås) |
| 19:00 UTC+2 | 19:00 UTC+2     |                                           |                 |             | Kalmar Publik: 6 514 Domare: Mohammed Al-Hakim (Västerås) | Kalmar Publik: 6 514 Domare: Mohammed Al-Hakim (Västerås) |

### Omgång 28
| 217         | 20 oktober 2017 | Örebro SK | 0 – 1           | Halmstads BK            | Behrn Arena                                         |                                                     |
| 19:00 UTC+2 | 19:00 UTC+2     |           | (0 – 0) Rapport | 52′ Gabriel Gudmundsson | Örebro Publik: 3 719 Domare: Kapsar Sjöberg (Malmö) | Örebro Publik: 3 719 Domare: Kapsar Sjöberg (Malmö) |
| 19:00 UTC+2 | 19:00 UTC+2     |           |                 |                         | Örebro Publik: 3 719 Domare: Kapsar Sjöberg (Malmö) | Örebro Publik: 3 719 Domare: Kapsar Sjöberg (Malmö) |
| 19:00 UTC+2 | 19:00 UTC+2     |           |                 |                         | Örebro Publik: 3 719 Domare: Kapsar Sjöberg (Malmö) | Örebro Publik: 3 719 Domare: Kapsar Sjöberg (Malmö) |

| 218         | 21 oktober 2017 | AFC Eskilstuna               | 2 – 3           | IF Elfsborg                              | Tunavallen                                                    |                                                               |
| 16:00 UTC+2 | 16:00 UTC+2     | Ferid Ali 2′ Chidi Omeje 70′ | (1 – 1) Rapport | 26′, 59′ Issam Jebali 71′ Viktor Prodell | Eskilstuna Publik: 2 177 Domare: Mohammed Al-Hakim (Västerås) | Eskilstuna Publik: 2 177 Domare: Mohammed Al-Hakim (Västerås) |
| 16:00 UTC+2 | 16:00 UTC+2     |                              |                 |                                          | Eskilstuna Publik: 2 177 Domare: Mohammed Al-Hakim (Västerås) | Eskilstuna Publik: 2 177 Domare: Mohammed Al-Hakim (Västerås) |
| 16:00 UTC+2 | 16:00 UTC+2     |                              |                 |                                          | Eskilstuna Publik: 2 177 Domare: Mohammed Al-Hakim (Västerås) | Eskilstuna Publik: 2 177 Domare: Mohammed Al-Hakim (Västerås) |

| 219         | 22 oktober 2017 | GIF Sundsvall                               | 2 – 2           | IFK Norrköping                          | Idrottsparken                                      |                                                    |
| 15:00 UTC+2 | 15:00 UTC+2     | Markus Danielson 24′ (str.) Romain Gall 54′ | (1 – 0) Rapport | 62′ Alexander Jakobsen 80′ Simon Skrabb | Sundsvall Publik: 3 528 Domare: Johan Hamlin (Bro) | Sundsvall Publik: 3 528 Domare: Johan Hamlin (Bro) |
| 15:00 UTC+2 | 15:00 UTC+2     |                                             |                 |                                         | Sundsvall Publik: 3 528 Domare: Johan Hamlin (Bro) | Sundsvall Publik: 3 528 Domare: Johan Hamlin (Bro) |
| 15:00 UTC+2 | 15:00 UTC+2     |                                             |                 |                                         | Sundsvall Publik: 3 528 Domare: Johan Hamlin (Bro) | Sundsvall Publik: 3 528 Domare: Johan Hamlin (Bro) |

| 220         | 22 oktober 2017 | IFK Göteborg | 0 – 1           | Östersunds FK      | Gamla Ullevi                                            |                                                         |
| 15:00 UTC+2 | 15:00 UTC+2     |              | (0 – 1) Rapport | 8′ Ludvig Fritzson | Göteborg Publik: 9 263 Domare: Bojan Pandzic (Göteborg) | Göteborg Publik: 9 263 Domare: Bojan Pandzic (Göteborg) |
| 15:00 UTC+2 | 15:00 UTC+2     |              |                 |                    | Göteborg Publik: 9 263 Domare: Bojan Pandzic (Göteborg) | Göteborg Publik: 9 263 Domare: Bojan Pandzic (Göteborg) |
| 15:00 UTC+2 | 15:00 UTC+2     |              |                 |                    | Göteborg Publik: 9 263 Domare: Bojan Pandzic (Göteborg) | Göteborg Publik: 9 263 Domare: Bojan Pandzic (Göteborg) |

| 221         | 22 oktober 2017 | Djurgårdens IF        | 1 – 1           | BK Häcken                  | Tele2 Arena                                               |                                                           |
| 17:30 UTC+2 | 17:30 UTC+2     | Jacob Une Larsson 40′ | (1 – 1) Rapport | 36′ Paulo José de Oliveira | Stockholm Publik: 14 181 Domare: Jonas Eriksson (Sigtuna) | Stockholm Publik: 14 181 Domare: Jonas Eriksson (Sigtuna) |
| 17:30 UTC+2 | 17:30 UTC+2     |                       |                 |                            | Stockholm Publik: 14 181 Domare: Jonas Eriksson (Sigtuna) | Stockholm Publik: 14 181 Domare: Jonas Eriksson (Sigtuna) |
| 17:30 UTC+2 | 17:30 UTC+2     |                       |                 |                            | Stockholm Publik: 14 181 Domare: Jonas Eriksson (Sigtuna) | Stockholm Publik: 14 181 Domare: Jonas Eriksson (Sigtuna) |

| 222         | 23 oktober 2017 | Jönköpings Södra                          | 2 – 0           | Kalmar FF | Stadsparksvallen                                           |                                                            |
| 19:00 UTC+2 | 19:00 UTC+2     | Tommy Thelin 19′ (str.) Dzenis Kozica 87′ | (1 – 0) Rapport |           | Jönköping Publik: 4 563 Domare: Magnus Lindgren (Göteborg) | Jönköping Publik: 4 563 Domare: Magnus Lindgren (Göteborg) |
| 19:00 UTC+2 | 19:00 UTC+2     |                                           |                 |           | Jönköping Publik: 4 563 Domare: Magnus Lindgren (Göteborg) | Jönköping Publik: 4 563 Domare: Magnus Lindgren (Göteborg) |
| 19:00 UTC+2 | 19:00 UTC+2     |                                           |                 |           | Jönköping Publik: 4 563 Domare: Magnus Lindgren (Göteborg) | Jönköping Publik: 4 563 Domare: Magnus Lindgren (Göteborg) |

| 223         | 23 oktober 2017 | Hammarby IF                               | 3 – 3           | IK Sirius                                     | Tele2 Arena                                              |                                                          |
| 19:00 UTC+2 | 19:00 UTC+2     | Jiloan Hamad 17′ Sander Svendsen 22′, 85′ | (2 – 1) Rapport | 34′, 61′ Shkodran Maholli 55′ Johan Andersson | Stockholm Publik: 17 403 Domare: Patrik Eriksson (Gävle) | Stockholm Publik: 17 403 Domare: Patrik Eriksson (Gävle) |
| 19:00 UTC+2 | 19:00 UTC+2     |                                           |                 |                                               | Stockholm Publik: 17 403 Domare: Patrik Eriksson (Gävle) | Stockholm Publik: 17 403 Domare: Patrik Eriksson (Gävle) |
| 19:00 UTC+2 | 19:00 UTC+2     |                                           |                 |                                               | Stockholm Publik: 17 403 Domare: Patrik Eriksson (Gävle) | Stockholm Publik: 17 403 Domare: Patrik Eriksson (Gävle) |

| 224         | 23 oktober 2017 | Malmö FF | 0 – 0           | AIK | Swedbank Stadion                                            |                                                             |
| 19:00 UTC+2 | 19:00 UTC+2     |          | (0 – 0) Rapport |     | Malmö Publik: 19 535 Domare: Stefan Johannesson (Stockholm) | Malmö Publik: 19 535 Domare: Stefan Johannesson (Stockholm) |
| 19:00 UTC+2 | 19:00 UTC+2     |          |                 |     | Malmö Publik: 19 535 Domare: Stefan Johannesson (Stockholm) | Malmö Publik: 19 535 Domare: Stefan Johannesson (Stockholm) |
| 19:00 UTC+2 | 19:00 UTC+2     |          |                 |     | Malmö Publik: 19 535 Domare: Stefan Johannesson (Stockholm) | Malmö Publik: 19 535 Domare: Stefan Johannesson (Stockholm) |

### Omgång 29
| 225         | 28 oktober 2017 | Östersunds FK                                                                            | 4 – 1           | IF Elfsborg          | Jämtkraft Arena                                          |                                                          |
| 14:00 UTC+1 | 14:00 UTC+1     | Sotirios Papagiannopoulos 29′ Fouad Bachirou 30′ Saman Ghoddos 42′ Brwa Nouri 48′ (str.) | (3 – 0) Rapport | 90+1′ Viktor Prodell | Östersund Publik: 5 081 Domare: Jonas Eriksson (Sigtuna) | Östersund Publik: 5 081 Domare: Jonas Eriksson (Sigtuna) |
| 14:00 UTC+1 | 14:00 UTC+1     |                                                                                          |                 |                      | Östersund Publik: 5 081 Domare: Jonas Eriksson (Sigtuna) | Östersund Publik: 5 081 Domare: Jonas Eriksson (Sigtuna) |
| 14:00 UTC+1 | 14:00 UTC+1     |                                                                                          |                 |                      | Östersund Publik: 5 081 Domare: Jonas Eriksson (Sigtuna) | Östersund Publik: 5 081 Domare: Jonas Eriksson (Sigtuna) |

| 226         | 28 oktober 2017 | Halmstads BK            | 1 – 1           | AFC Eskilstuna   | Örjans vall                                             |                                                         |
| 16:00 UTC+1 | 16:00 UTC+1     | Gabriel Gudmundsson 36′ | (1 – 1) Rapport | 11′ Ludvig Öhman | Halmstad Publik: 1 478 Domare: Andreas Ekberg (Bjärred) | Halmstad Publik: 1 478 Domare: Andreas Ekberg (Bjärred) |
| 16:00 UTC+1 | 16:00 UTC+1     |                         |                 |                  | Halmstad Publik: 1 478 Domare: Andreas Ekberg (Bjärred) | Halmstad Publik: 1 478 Domare: Andreas Ekberg (Bjärred) |
| 16:00 UTC+1 | 16:00 UTC+1     |                         |                 |                  | Halmstad Publik: 1 478 Domare: Andreas Ekberg (Bjärred) | Halmstad Publik: 1 478 Domare: Andreas Ekberg (Bjärred) |

| 227         | 29 oktober 2017 | IK Sirius | 0 – 4           | Malmö FF                                                                              | Studenternas IP                                       |                                                       |
| 15:00 UTC+1 | 15:00 UTC+1     |           | (0 – 2) Rapport | 9′ Alexander Jeremejeff 18′ Carlos Strandberg 63′ Anton Tinnerholm 78′ Jo Inge Berget | Uppsala Publik: 4 411 Domare: Victor Wolf (Stockholm) | Uppsala Publik: 4 411 Domare: Victor Wolf (Stockholm) |
| 15:00 UTC+1 | 15:00 UTC+1     |           |                 |                                                                                       | Uppsala Publik: 4 411 Domare: Victor Wolf (Stockholm) | Uppsala Publik: 4 411 Domare: Victor Wolf (Stockholm) |
| 15:00 UTC+1 | 15:00 UTC+1     |           |                 |                                                                                       | Uppsala Publik: 4 411 Domare: Victor Wolf (Stockholm) | Uppsala Publik: 4 411 Domare: Victor Wolf (Stockholm) |

| 228         | 29 oktober 2017 | GIF Sundsvall     | 1 – 4           | Hammarby IF                                                     | Idrottsparken                                              |                                                            |
| 15:00 UTC+1 | 15:00 UTC+1     | Carlos Gracia 17′ | (1 – 1) Rapport | 42′, 52′ Sander Svendsen 68′ Bjørn Paulsen 90+1′ Arnór Smárason | Sundsvall Publik: 5 157 Domare: Magnus Lindgren (Göteborg) | Sundsvall Publik: 5 157 Domare: Magnus Lindgren (Göteborg) |
| 15:00 UTC+1 | 15:00 UTC+1     |                   |                 |                                                                 | Sundsvall Publik: 5 157 Domare: Magnus Lindgren (Göteborg) | Sundsvall Publik: 5 157 Domare: Magnus Lindgren (Göteborg) |
| 15:00 UTC+1 | 15:00 UTC+1     |                   |                 |                                                                 | Sundsvall Publik: 5 157 Domare: Magnus Lindgren (Göteborg) | Sundsvall Publik: 5 157 Domare: Magnus Lindgren (Göteborg) |

| 229         | 29 oktober 2017 | BK Häcken                                             | 2 – 0           | Kalmar FF | Bravida Arena                                         |                                                       |
| 17:30 UTC+1 | 17:30 UTC+1     | Paulo José de Oliveira 50′ (str.) Nasiru Mohammed 71′ | (0 – 0) Rapport |           | Göteborg Publik: 2 145 Domare: Kaspar Sjöberg (Malmö) | Göteborg Publik: 2 145 Domare: Kaspar Sjöberg (Malmö) |
| 17:30 UTC+1 | 17:30 UTC+1     |                                                       |                 |           | Göteborg Publik: 2 145 Domare: Kaspar Sjöberg (Malmö) | Göteborg Publik: 2 145 Domare: Kaspar Sjöberg (Malmö) |
| 17:30 UTC+1 | 17:30 UTC+1     |                                                       |                 |           | Göteborg Publik: 2 145 Domare: Kaspar Sjöberg (Malmö) | Göteborg Publik: 2 145 Domare: Kaspar Sjöberg (Malmö) |

| 230         | 29 oktober 2017 | Djurgårdens IF | 0 – 0           | Jönköpings Södra | Tele2 Arena                                                   |                                                               |
| 17:30 UTC+1 | 17:30 UTC+1     |                | (0 – 0) Rapport |                  | Stockholm Publik: 12 493 Domare: Mohammed Al-Hakim (Västerås) | Stockholm Publik: 12 493 Domare: Mohammed Al-Hakim (Västerås) |
| 17:30 UTC+1 | 17:30 UTC+1     |                |                 |                  | Stockholm Publik: 12 493 Domare: Mohammed Al-Hakim (Västerås) | Stockholm Publik: 12 493 Domare: Mohammed Al-Hakim (Västerås) |
| 17:30 UTC+1 | 17:30 UTC+1     |                |                 |                  | Stockholm Publik: 12 493 Domare: Mohammed Al-Hakim (Västerås) | Stockholm Publik: 12 493 Domare: Mohammed Al-Hakim (Västerås) |

| 231         | 30 oktober 2017 | IFK Norrköping                             | 2 – 0           | Örebro SK | Östgötaporten                                            |                                                          |
| 19:00 UTC+1 | 19:00 UTC+1     | David Moberg Karlsson 5′ Karl Holmberg 22′ | (2 – 0) Rapport |           | Norrköping Publik: 6 447 Domare: Patrik Eriksson (Gävle) | Norrköping Publik: 6 447 Domare: Patrik Eriksson (Gävle) |
| 19:00 UTC+1 | 19:00 UTC+1     |                                            |                 |           | Norrköping Publik: 6 447 Domare: Patrik Eriksson (Gävle) | Norrköping Publik: 6 447 Domare: Patrik Eriksson (Gävle) |
| 19:00 UTC+1 | 19:00 UTC+1     |                                            |                 |           | Norrköping Publik: 6 447 Domare: Patrik Eriksson (Gävle) | Norrköping Publik: 6 447 Domare: Patrik Eriksson (Gävle) |

| 232         | 30 oktober 2017 | AIK                                     | 2 – 1           | IFK Göteborg      | Friends Arena                                                  |                                                                |
| 19:00 UTC+1 | 19:00 UTC+1     | Chinedu Obasi 8′ Rasmus Lindkvist 45+1′ | (2 – 0) Rapport | 72′ Vajebah Sakor | Stockholm Publik: 19 870 Domare: Kristoffer Karlsson (Höganäs) | Stockholm Publik: 19 870 Domare: Kristoffer Karlsson (Höganäs) |
| 19:00 UTC+1 | 19:00 UTC+1     |                                         |                 |                   | Stockholm Publik: 19 870 Domare: Kristoffer Karlsson (Höganäs) | Stockholm Publik: 19 870 Domare: Kristoffer Karlsson (Höganäs) |
| 19:00 UTC+1 | 19:00 UTC+1     |                                         |                 |                   | Stockholm Publik: 19 870 Domare: Kristoffer Karlsson (Höganäs) | Stockholm Publik: 19 870 Domare: Kristoffer Karlsson (Höganäs) |

### Omgång 30
| 233         | 5 november 2017 | AFC Eskilstuna    | 1 – 3           | IK Sirius                                               | Tunavallen                                              |                                                         |
| 15:00 UTC+1 | 15:00 UTC+1     | Chidi Omeje 90+1′ | (0 – 0) Rapport | 74′ Ian Sirelius 81′ Philip Haglund 86′ Zackarias Faour | Eskilstuna Publik: 887 Domare: Bojan Pandzic (Göteborg) | Eskilstuna Publik: 887 Domare: Bojan Pandzic (Göteborg) |
| 15:00 UTC+1 | 15:00 UTC+1     |                   |                 |                                                         | Eskilstuna Publik: 887 Domare: Bojan Pandzic (Göteborg) | Eskilstuna Publik: 887 Domare: Bojan Pandzic (Göteborg) |
| 15:00 UTC+1 | 15:00 UTC+1     |                   |                 |                                                         | Eskilstuna Publik: 887 Domare: Bojan Pandzic (Göteborg) | Eskilstuna Publik: 887 Domare: Bojan Pandzic (Göteborg) |

| 234         | 5 november 2017 | Jönköpings Södra | 0 – 0           | Östersunds FK | Stadsparksvallen                                        |                                                         |
| 15:00 UTC+1 | 15:00 UTC+1     |                  | (0 – 0) Rapport |               | Jönköping Publik: 4 885 Domare: Glenn Nyberg (Borlänge) | Jönköping Publik: 4 885 Domare: Glenn Nyberg (Borlänge) |
| 15:00 UTC+1 | 15:00 UTC+1     |                  |                 |               | Jönköping Publik: 4 885 Domare: Glenn Nyberg (Borlänge) | Jönköping Publik: 4 885 Domare: Glenn Nyberg (Borlänge) |
| 15:00 UTC+1 | 15:00 UTC+1     |                  |                 |               | Jönköping Publik: 4 885 Domare: Glenn Nyberg (Borlänge) | Jönköping Publik: 4 885 Domare: Glenn Nyberg (Borlänge) |

| 235         | 5 november 2017 | Hammarby IF         | 1 – 3           | Halmstads BK                                                         | Tele2 Arena                                         |                                                     |
| 15:00 UTC+1 | 15:00 UTC+1     | Muamer Tankovic 12′ | (1 – 1) Rapport | 26′ Aboubakar Keita 71′ Marcus Mathisen 85′ Tryggvi Hrafn Haraldsson | Stockholm Publik: 20 070 Domare: Johan Hamlin (Bro) | Stockholm Publik: 20 070 Domare: Johan Hamlin (Bro) |
| 15:00 UTC+1 | 15:00 UTC+1     |                     |                 |                                                                      | Stockholm Publik: 20 070 Domare: Johan Hamlin (Bro) | Stockholm Publik: 20 070 Domare: Johan Hamlin (Bro) |
| 15:00 UTC+1 | 15:00 UTC+1     |                     |                 |                                                                      | Stockholm Publik: 20 070 Domare: Johan Hamlin (Bro) | Stockholm Publik: 20 070 Domare: Johan Hamlin (Bro) |

| 236         | 5 november 2017 | IFK Göteborg | 0 – 3           | GIF Sundsvall                                           | Gamla Ullevi                                                  |                                                               |
| 15:00 UTC+1 | 15:00 UTC+1     |              | (0 – 2) Rapport | 36′ David Myrestam 40′ Peter Wilson 66′ Linus Hallenius | Göteborg Publik: 6 769 Domare: Stefan Johannesson (Stockholm) | Göteborg Publik: 6 769 Domare: Stefan Johannesson (Stockholm) |
| 15:00 UTC+1 | 15:00 UTC+1     |              |                 |                                                         | Göteborg Publik: 6 769 Domare: Stefan Johannesson (Stockholm) | Göteborg Publik: 6 769 Domare: Stefan Johannesson (Stockholm) |
| 15:00 UTC+1 | 15:00 UTC+1     |              |                 |                                                         | Göteborg Publik: 6 769 Domare: Stefan Johannesson (Stockholm) | Göteborg Publik: 6 769 Domare: Stefan Johannesson (Stockholm) |

| 237         | 5 november 2017 | IF Elfsborg                                      | 3 – 3           | IFK Norrköping                                   | Borås Arena                                               |                                                           |
| 15:00 UTC+1 | 15:00 UTC+1     | Viktor Prodell 11′, 74′ Lasse Nilsson 83′ (str.) | (1 – 1) Rapport | 38′, 87′ David Moberg Karlsson 72′ Karl Holmberg | Borås Publik: 6 516 Domare: Kristoffer Karlsson (Höganäs) | Borås Publik: 6 516 Domare: Kristoffer Karlsson (Höganäs) |
| 15:00 UTC+1 | 15:00 UTC+1     |                                                  |                 |                                                  | Borås Publik: 6 516 Domare: Kristoffer Karlsson (Höganäs) | Borås Publik: 6 516 Domare: Kristoffer Karlsson (Höganäs) |
| 15:00 UTC+1 | 15:00 UTC+1     |                                                  |                 |                                                  | Borås Publik: 6 516 Domare: Kristoffer Karlsson (Höganäs) | Borås Publik: 6 516 Domare: Kristoffer Karlsson (Höganäs) |

| 238         | 5 november 2017 | Malmö FF           | 1 – 2           | BK Häcken                                | Swedbank Stadion                                          |                                                           |
| 15:00 UTC+1 | 15:00 UTC+1     | Jo Inge Berget 84′ | (0 – 1) Rapport | 32′ Juhani Ojala 72′ Alexander Faltsetas | Malmö Publik: 19 123 Domare: Mohammed Al-Hakim (Västerås) | Malmö Publik: 19 123 Domare: Mohammed Al-Hakim (Västerås) |
| 15:00 UTC+1 | 15:00 UTC+1     |                    |                 |                                          | Malmö Publik: 19 123 Domare: Mohammed Al-Hakim (Västerås) | Malmö Publik: 19 123 Domare: Mohammed Al-Hakim (Västerås) |
| 15:00 UTC+1 | 15:00 UTC+1     |                    |                 |                                          | Malmö Publik: 19 123 Domare: Mohammed Al-Hakim (Västerås) | Malmö Publik: 19 123 Domare: Mohammed Al-Hakim (Västerås) |

| 239         | 5 november 2017 | Kalmar FF | 0 – 2           | Djurgårdens IF        | Guldfågeln Arena                                      |                                                       |
| 15:00 UTC+1 | 15:00 UTC+1     |           | (0 – 2) Rapport | 29′, 41′ Kerim Mrabti | Kalmar Publik: 8 241 Domare: Andreas Ekberg (Bjärred) | Kalmar Publik: 8 241 Domare: Andreas Ekberg (Bjärred) |
| 15:00 UTC+1 | 15:00 UTC+1     |           |                 |                       | Kalmar Publik: 8 241 Domare: Andreas Ekberg (Bjärred) | Kalmar Publik: 8 241 Domare: Andreas Ekberg (Bjärred) |
| 15:00 UTC+1 | 15:00 UTC+1     |           |                 |                       | Kalmar Publik: 8 241 Domare: Andreas Ekberg (Bjärred) | Kalmar Publik: 8 241 Domare: Andreas Ekberg (Bjärred) |

| 240         | 5 november 2017 | Örebro SK               | 1 – 2           | AIK                                      | Behrn Arena                                           |                                                       |
| 15:00 UTC+1 | 15:00 UTC+1     | Kennedy Igboananike 67′ | (0 – 1) Rapport | 30′ Chinedu Obasi 32′ Nicolas Stefanelli | Örebro Publik: 6 572 Domare: Jonas Eriksson (Sigtuna) | Örebro Publik: 6 572 Domare: Jonas Eriksson (Sigtuna) |
| 15:00 UTC+1 | 15:00 UTC+1     |                         |                 |                                          | Örebro Publik: 6 572 Domare: Jonas Eriksson (Sigtuna) | Örebro Publik: 6 572 Domare: Jonas Eriksson (Sigtuna) |
| 15:00 UTC+1 | 15:00 UTC+1     |                         |                 |                                          | Örebro Publik: 6 572 Domare: Jonas Eriksson (Sigtuna) | Örebro Publik: 6 572 Domare: Jonas Eriksson (Sigtuna) |

## Anmärkningslista
1. ↑  Redan säsongen 2015 hade IFK Göteborg planer på att lägga större matcher på Nya Ullevi,[5] vilket däremot aldrig blev av.
2. ↑  Svenska Fotbollförbundets Tävlingskommitté beslutade den 20 april att inte godkänna Studenternas IP för spel då gräsmattan ansågs vara i så pass dåligt skick.[6][7][8]
3. ↑  Östersunds FK–Djurgårdens IF; skulle egentligen ha spelats den 15 juli 2017 18:00 UTC+2 men flyttades på grund av Östersunds FK:s medverkan i Uefa Europa League 2017/2018.
4. ↑  Östersunds FK–Halmstads BK; matchen skulle egentligen ha spelats den 29 juli 2017 16:00 UTC+2, men flyttades på grund av Östersunds FK:s medverkan i Uefa Europa League 2017/2018.
5. ↑  GIF Sundsvall–Östersunds FK; matchen skulle egentligen ha spelats den 5 augusti 2017 16:00 UTC+2, men flyttades på grund av Östersunds FK:s medverkan i Uefa Europa League 2017/2018.
6. ↑  Hammarby IF–Östersunds FK; matchen skulle egentligen ha spelats den 14 augusti 2017 19:00 UTC+2, men flyttades på grund av Östersunds FK:s medverkan i Uefa Europa League 2017/2018.
7. ↑  BK Häcken IF Elfsborg; matchen skulle ha spelats den 15 september 2017 19:00 UTC+2, men sköts fram på grund av regn, som gjorde planen ospelbar.[17][18][19]
8. 1 2  siste MFF:are på bollen innan den gick i mål var Anton Tinnerholm, vid båda självmålen.[21]